# 신칸센 500계 전동차
신칸센 500계 전동차(일본어: 新幹線500系電車)는 서일본 여객철도(이하 JR 서일본)의 신칸센용 전기동차이다. 16량 편성(W편성)의 9편성 144량이 제작되었다. 제41회 (1998년) 철도우협회가 주최하는 블루리본상을 수상하였다. 1996년 굿 디자인 선정상품이다.

## 개요
서일본여객철도가 자사 구간인 산요 신칸센에서 한 단계 높은 고속화를 목적으로 개발한 것이다.
1996년부터 운행을 개시해, 산요 신칸센 구간(히메지 서부 구간)에서 최고 영업 속도 300km/h를 실현하면서 신오사카에서 하카타까지 최단 2시간 17분으로 돌파했다. 초고속에 따르는 소음의 대책에 힘을 기울여, 터널 미기압파 대책을 위해 채택된 뾰족한 전두부 형상은 보는 이에게 강한 인상을 준다. 제트 전투기를 연상케 하는 이 선두부의 디자인은 어린이용 동화책이나 완구에도 많이 채택되어, 등장한 지 10년이 지난 2006년 현재에도 절대적인 인기를 가지고 있다.(구급전대 고고파이브 오프닝 참고) 그러나 항공기 같은 차체 단면 형상으로 인해 주거성(특히 창가)이 문제가 되었고, 다른 형식의 차량과 출입문 배치나 정원 수가 각기 다르기 때문에 운용이 제약을 받으면서 실용면에서 단점이 있다.
최고 영업 속도 300km/h의 빠른 성능과 주거성의 양립을 목표로 한 후속차량인 서일본여객철도와 도카이여객철도 등 두 양사가 공동으로 개발하는 N700계를 증비한 뒤 500계는 점차 노조미에서 고다마로 격하되었고, 2010년 2월 28일 노조미 운행과 도카이도 신칸센에서 운행을 종료되면서 현재 산요 신칸센에서 고다마로 고정 운행하고 있으며, 2012년부터 2013년까지 히카리 등급으로 잠시 운행했다.

## 구조
500계의 디자인은 철도 뿐만 아니라 많은 공업제품 등의 디자인 경험이 있는 독일의 알렉산더 노이마이스터사에 의해 행해졌으며, 이전까지의 차량에 비해 고속성에 주안점을 둔 디자인이다. (노이마이스터 사는 후쿠오카 시 교통국 3000계 전동차와 독일 철도(DB)의 ICE3의 디자인도 담당했다.)
인테리어 디자인은 전술한 앞서 서술한 구조상의 제약으로부터 오는 차내공간과 시트피치의 감소를 완화하도록 설계되어 있으며 배색이나 조명도 이용객의 시각을 배려하였다.

### 차체
| 차량           | 300계     | 500계               |
| -------------- | --------- | ------------------- |
| 출력           | 12,000 kW | 18,240 kW 17,600 kW |
| 최고 영업 속도 | 270 km/h  | 300 km/h            |
| 주행 저항      | 100%      | 70%                 |
| 소비 전력      | 23,000kWh | 20,000kWh           |

고속 주행시의 터널 미기압파 문제 때문에 선두차는 전장(27m)의 절반 이상의 15m에 걸쳐 단면이 서서히 좁아지는 형태로 되어 있으며, 뾰족한 제트 전투기 같은 외관이다. 이 15m라는 길이는 320 km/h영업 운전을 전제로 일본 항공우주기술연구소의 CFD로 해석한 결과다. 공력상의 문제를 해결한 형상이지만 선두차의 좌석 감소와 운전석의 시야도 한정되는 등 마이너스 면도 있다. 또 마찬가지로 300 km/h 이상 영역에의 미기압파 대책으로서 차상고를 300계와 동등하게 유지하면서 차체의 단면적을 축소하기 위해 객실 자체에 영향이 적은 부분(차체 하부나 선반 부분)을 다듬어 300계보다 10% 작아진 10.2m²까지 축소시켰다. 그래서 차체 단면도 이외의 다른 신칸센 차량과 일선을 그은 원형이다.
운전실의 유리는 각종 항공기나 전동차에 유리를 납품하는 Saint-Goban-Sully(본사 프랑스)사 제품을 이용하고 있다(700계의 앞 유리창도 이 회사의 제품이다). 차체(천장)의 경사에 의해 승무원실로부터 1, 2열째 좌석은 선반의 공간이 좁아져, 좌석 배치를 2-2(C석 없음)로 하고 전용 선반을 설치함으로써 대처했다.
높은 강성을 유지하면서 경량화 및 차량 방음 성능 향상을 위해 두께 30mm의 경납땜(brazing) 알루미늄 허니컴 구조를 측면 구체와 기밀 바닥에 사용한 알루미늄 허니컴 구조를 채용하고 있다. 이는 육각형 허니컴 코어를 2장의 알루미늄 합금에 끼워, 납땜하여 패널로 만든 것을 조립해 차체를 제조하는 방식으로, 이에 따라 1량당 차체 구체 중량은 300계보다 0.6t의 경량화를 실현하고 있으며 그 외에도 제진재가 포함된 알루미늄 압출재, 흡음재, 차폐판을 사용하여 종래에 비해 10% 이상 소음 저감을 실현하였다. 하지만 이 구조는 제조시 사용되는 로(炉)의 관계로 대형 패널을 제작하지 못해 결과적으로 차체의 제조 비용이 크게 오르게 되어, 다음에 등장한 700계는 알루미늄 중공 대형 압출형재에 의한 중공구조 대형 알루미늄 패널을 사용하여, 지주(支柱)와 서까래(垂木)가 필요없는 구조로 제조비용을 절감시킨 알루미늄 더블스킨 구조를 채용해 500계만 이 구조로 되어 있다.
상하(床下) 기기는 유닛화된 것을 바닥면에 매달아 차체 하부의 기류에 배려해, 바디의 형상에 맞춘 점검 뚜껑을 겸한 커버로 차체 하반부를 덮는 구조인 새로운 바디 마운트 구조를 채용 하고 있으며, 상하기기의 배치도 그에 따라 패턴화되어, 정비가 필요한 기기를 후지산 쪽에 모아, 유지 보수성을 향상시키고 있다. 또 차체 단면이 원형에 가까우며, 그에 따라 측창도 곡면유리를 이용한다. 이에 따라 차체와 플랫폼에 약간의 틈이 생겨버려 W2편성 제조 이후에 이 틈을 메우기 위한 작은 핀이 설치됐다. 이는 W1편성에서 실시한 테스트에서의 소음치를 바탕으로 장착되었다.
공력저항과 소음을 저감하기 위해 여객 승강용 문은 닫혔을 때 차체 측면과 단차가 없는 플러그 도어를 채용하고, 객실 유리창 바깥쪽에 폴리카보네이트를 설치하여 단차를 줄였다.
2004년에 도카이도 신칸센구간에 대한 디지털 ATC도입에 대비하여 전 편성에 디지털 ATC 대응 차량설비가 증설되었지만 외관상의 변화는 없다.
제작비는 1량당 약 3억 엔, 1편성 46억 엔으로 700계보다 약 10억 엔가량 더 비용이 든 것이나, 당시 노조미 운용 담당 관계(9편성이 갖추어진 후의 도카이도 신칸센, 산요 신칸센 다이아 개정인 1999년 3월 13일에 도쿄 ~ 하카타 정기 노조미의 경우 하루 14회 왕복을 했고 도카이여객철도 300계, 700계와 반씩 나누어 7왕복씩 담당, 신오사카 ~ 하카타 구간을 1왕복을 운용할 수 있는 수가 예비 편성을 포함해 9편성)가 있어 9개가 생산됐다.

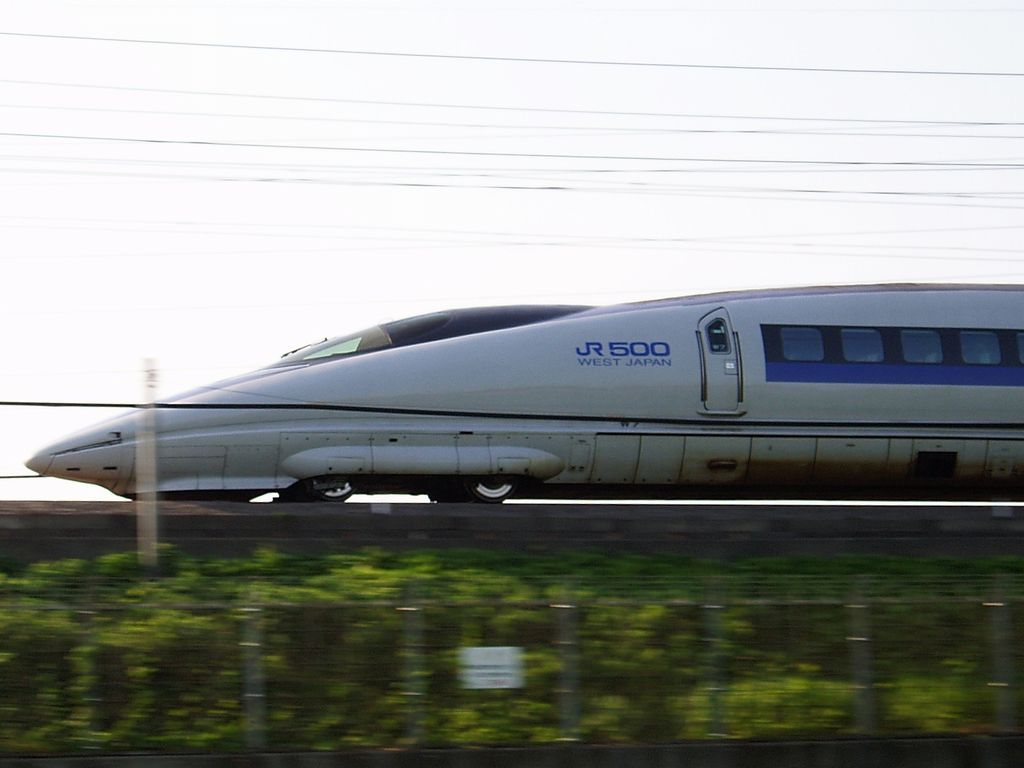
날카롭고 뾰족한 500계의 선두형상
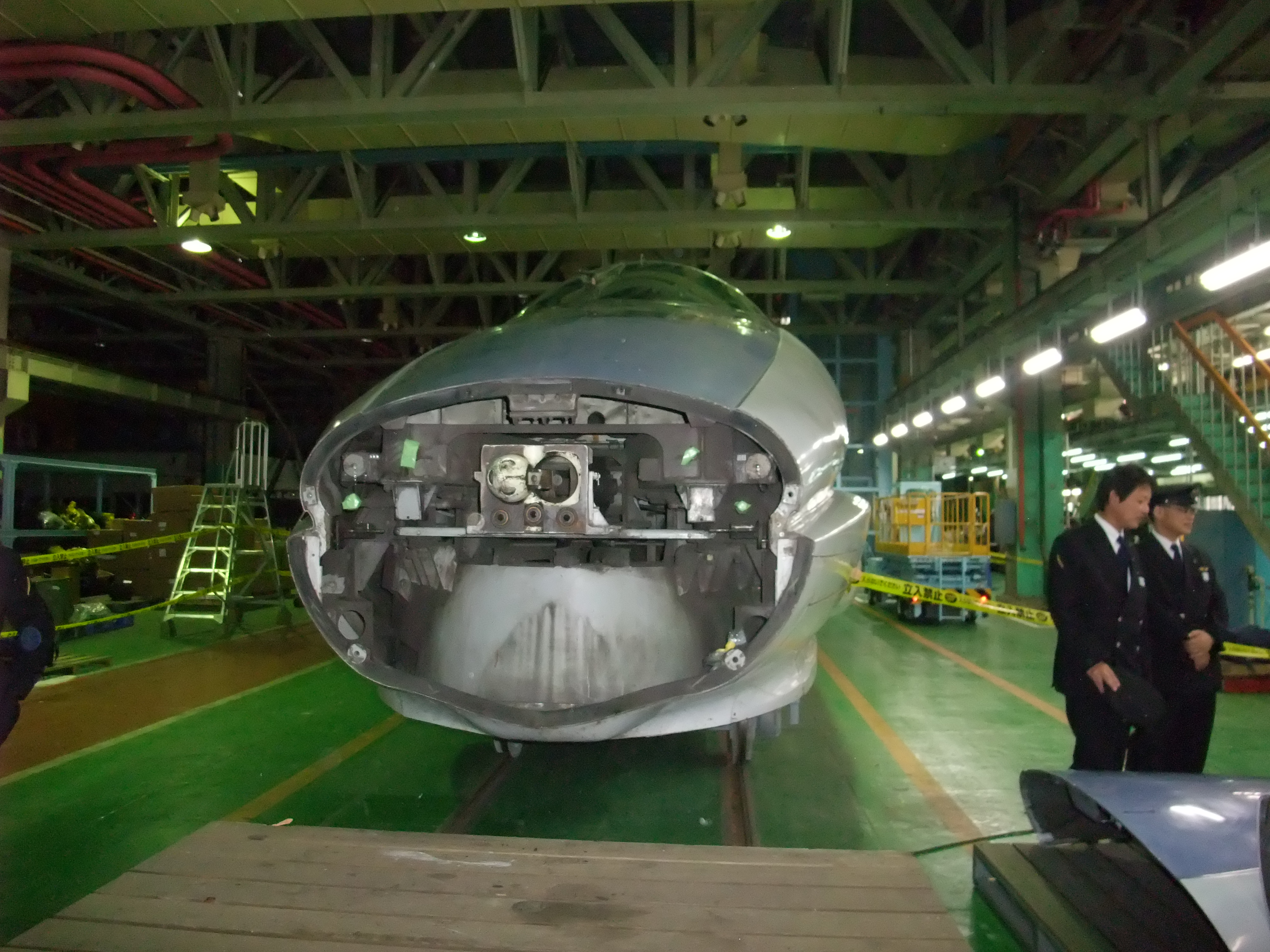
선두에 수납되어 있는 연결기
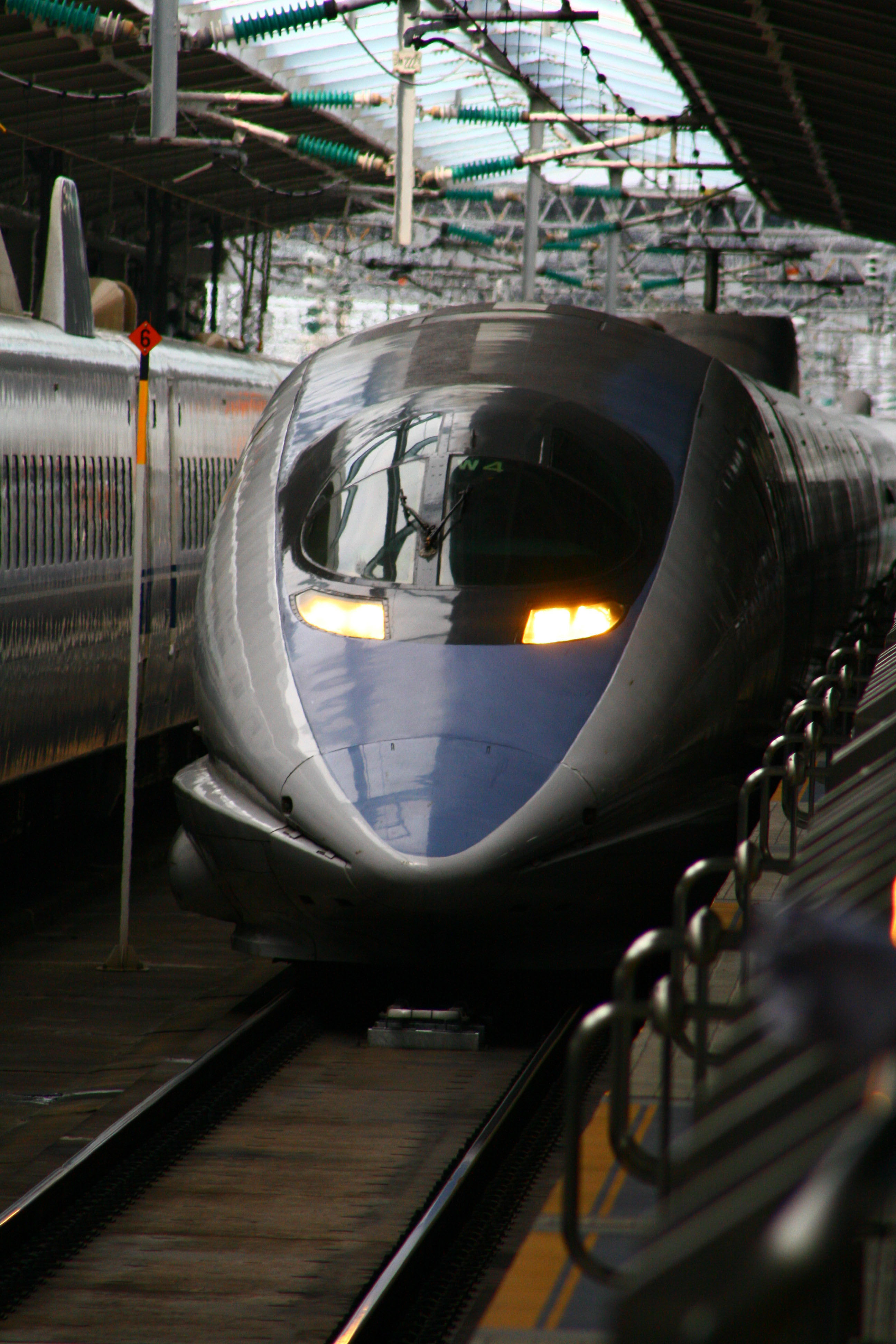
원형을 그리는 차체 단면

연속 정격 출력 285 kW (W2 편성 이후는 275 kW)의 3상 유도 전동기가 16량 전체에 1량당 4기 탑재되어 있어, 16량 편성 전체의 출력은 18,240 kW (약 2만 5천 마력, W2편성 이후는 17,600 kW)에 달한다.
유닛 구성은 4M의 4량 1유닛의 구성으로, 300계보다 1유닛당 양수가 증가했다. 이것은, 차량 제작비와 차량 정비비의 저감과, 축중의 분산화를 목적으로 한 것이다.
대차는 축량식 축상지지(軸梁式軸箱支持)방식의 볼스터리스 대차 WDT205형. 1호차의 521형, 5호차의 525형, 8호차의 518형, 9호차의 515형, 10호차의 516형, 13호차의 525형, 16호차의 522형에 채용된 대차에는 차체와 대차의 움직임에 따라 오일 댐퍼의 힘을 조절해, 차체에 가해지는 좌우 방향의 진동가속도를 억제하는 세미 액티브 서스펜션 기능이 채용되었다.
집전기도 소음 저감을 위해 전통적인 능형(菱形)의 구조에서 탈피해 공식적으로는 '익형 팬터그래프'라고 불리는, 단면이 익형(翼型)을 한, 지주의 상부에 주체를 마련한 독특한 구조(T 자형)가 되었다.
익형 팬터그래프의 구조적 특성상 검수시 완전히 분해하여야 한다는 불편이 있다.
또, 300계에 이어 회생제동을 장비하고 있는 것 외에, 긴급 제동시의 활주(滑走) 방지를 위해 세라믹 분사 장치를1 ,8 ,9 ,16 호차에 장비해 시속 300km로 주행할 때라도 시속 270km로 주행할 때의 300계와 동등한 제동거리로 정지할 수 있을 만큼의 제동 성능도 확보하고 있다.
2004년 도카이도 신칸센 구간에 디지털ATC 도입에 대비해 전 편성에 디지털 ATC 대응 차상설비가 증설되었지만 외관상의 변화는 없다.
그러나 롱 노즈를 채용했기 때문에 운전석을 크게 뒤로 이동시킬 필요가 있어, 선두차의 승차 정원이 300계보다 12명 감소했다. 때문에, 도카이 여객철도(JR 도카이)의 설계 단계에서 클레임이 발생했다. 그 대책으로서 운전석에서의 승차구를 폐지하거나 시트피치를 좁게 하는(1,040mm → 1,020mm)것에 의해 300계와 동등 이상의 총 좌석수(300계, 700계보다 1명 많은 1,324명)을 확보했지만, 차량마다의 좌석수가 300계와 달라 마지막 다이어에서도 타차종과 구별할 필요가 생기고 다이어가 흐트러졌을 때의 운용 변경에도 문제가 생기게 되었다.
2003년 10월에 다이어 개정으로 인해 노조미호의 13호차가 자유석이 되었지만, 선두차에 출입문이 1개밖에 없기 때문에 승강시에 시간이 걸려 다이어의 혼란을 야기하는 요인으로 지적되고 있다.
또, 고속화를 추구한 원통 형상의 차량이기 때문에 창측 좌석의 거주공간이 약간 좁아져, 실용 본위의 비즈니스 이용객 중에는, 지정석 예약시에 500계(특히 문제의 창가석)을 제외해달라고 요구하는 이용객도 적지 않다.
그 후, 서일본여객철도와 도카이여객철도는 비용과 성능의 밸런스를 양립시킨 최고 영업 속도 285km/h의 700계를 공동 개발해 도카이도 신칸센 구간에 운행했던 0계와 100계를 퇴역했다. 퇴역 시기가 다가오고 있는 300계의 대체 차량으로 500계와 동일한 최고 영업 속도 300km/h 운전에 대응해 차체 경사 기구를 탑재해 곡선 구간의 속도 향상을 노린 N700계를 공동 개발하면서 2007년에 영업 운전 개시를 위해 시범 운행을 했다.

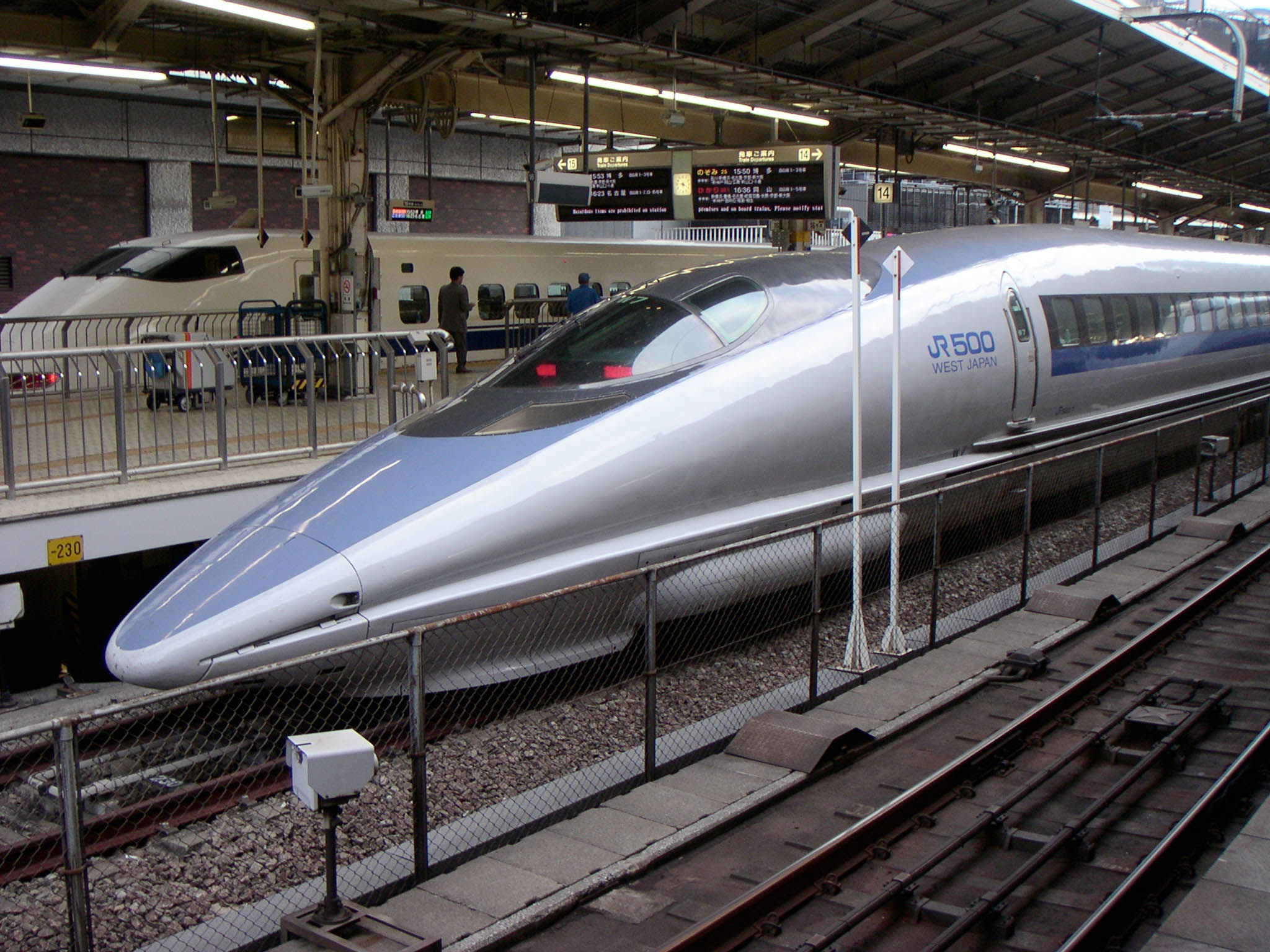
선두차량의 노즈
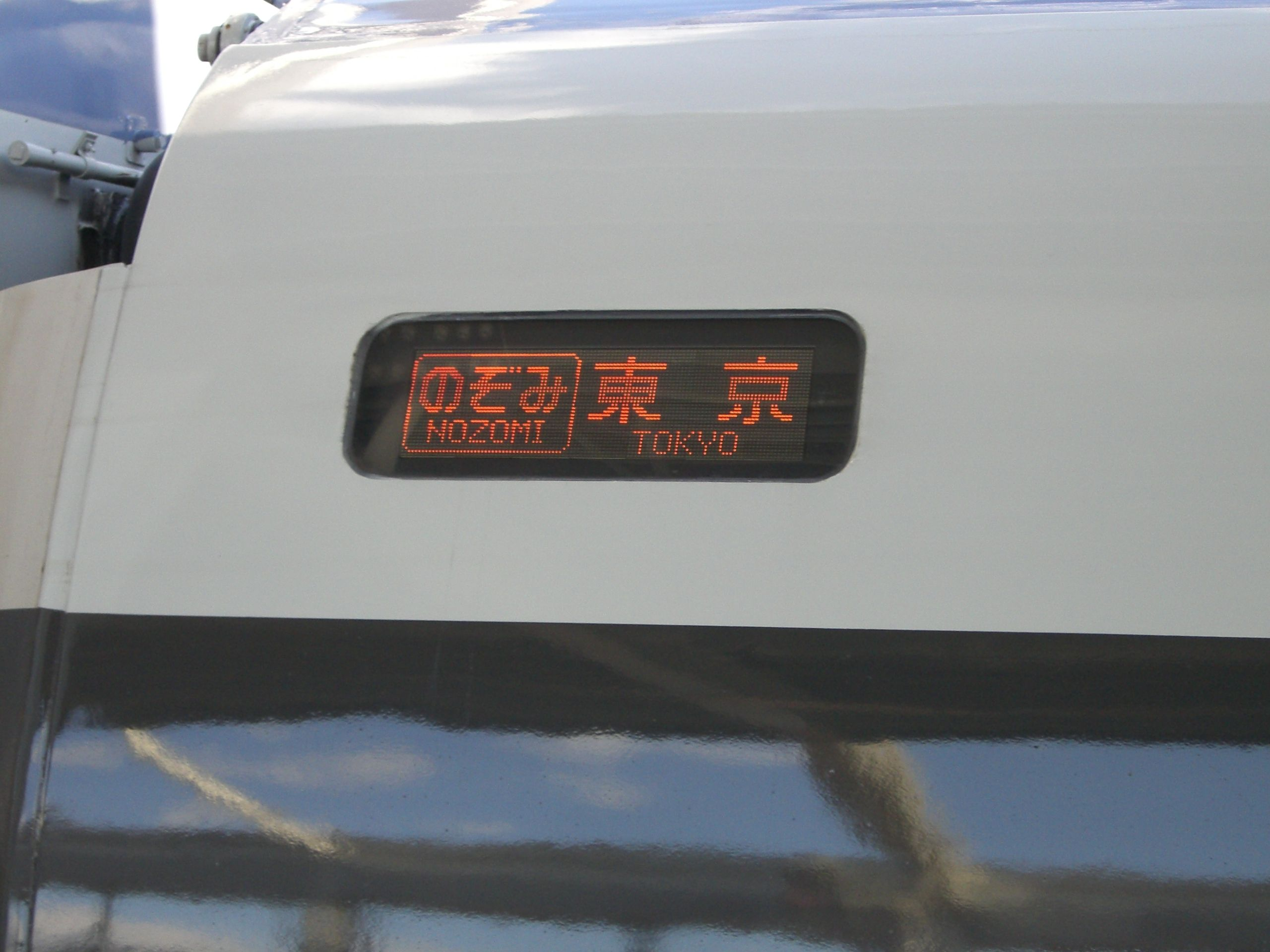
노조미 LED 행선지
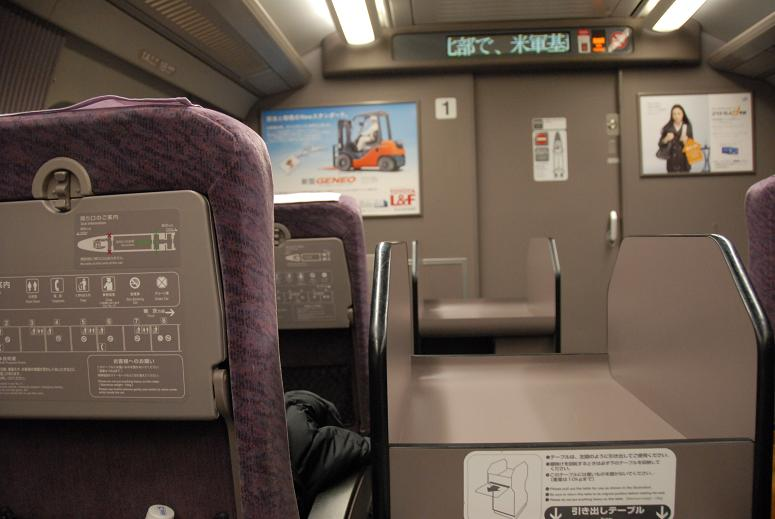
1호차, 16호차의 앞쪽에 있는 수하물실
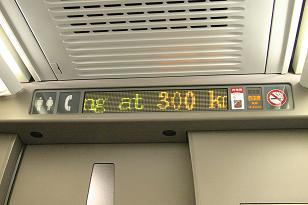
300Km/h 주행시의 차내표시(2004년 8월 촬영)
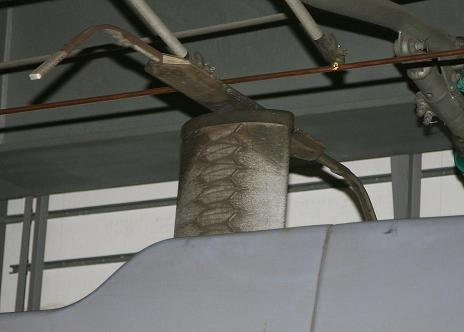
익형 팬터그래프. 지주 측면에 소용돌이 발생기가 보인다.
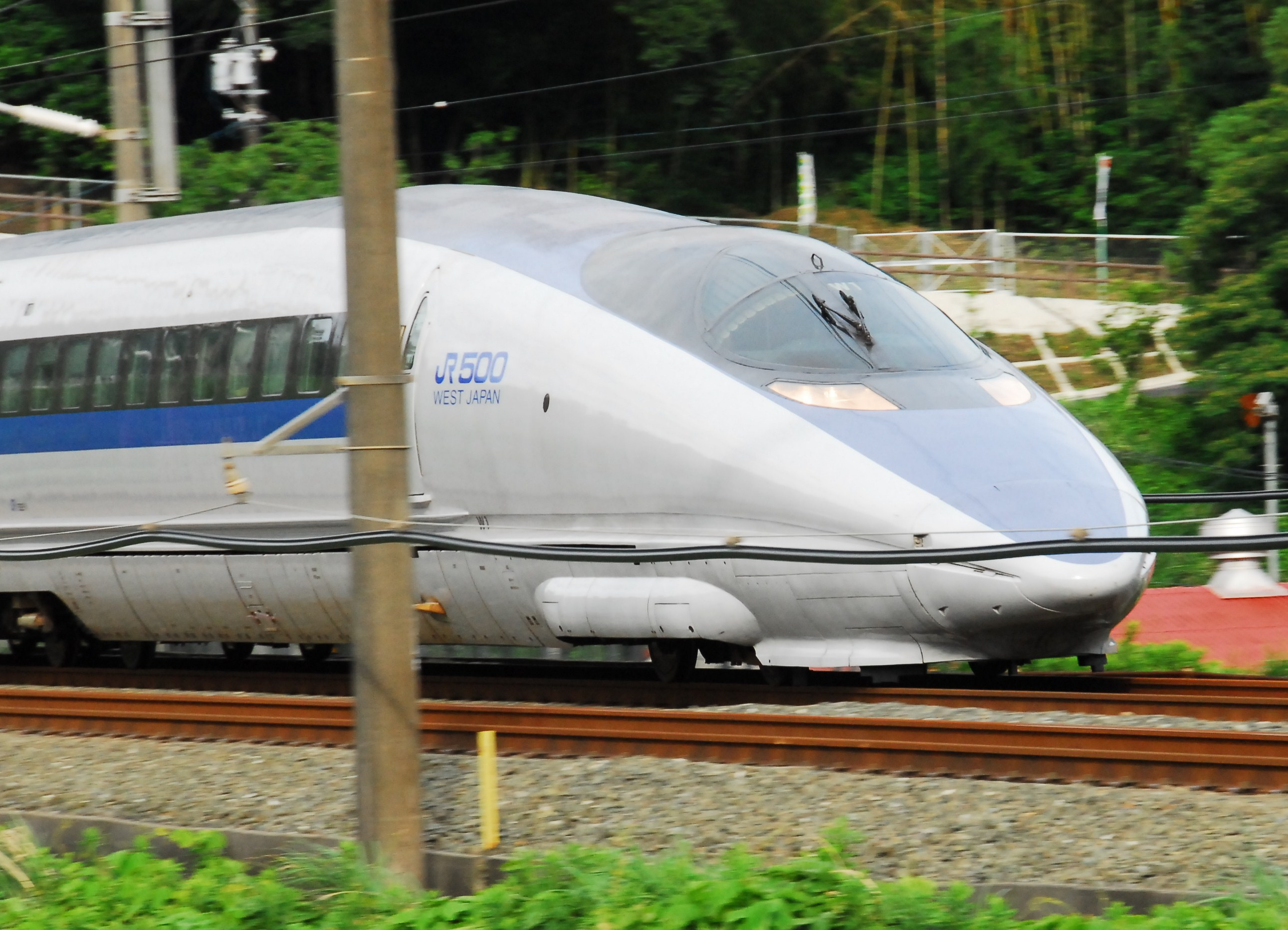
W1편성 측면에서 대향 열차의 교행시험시에 설치된 센서창을 볼 수 있다(JR500 로고의 바로 앞측에 있는 것이 센서창)
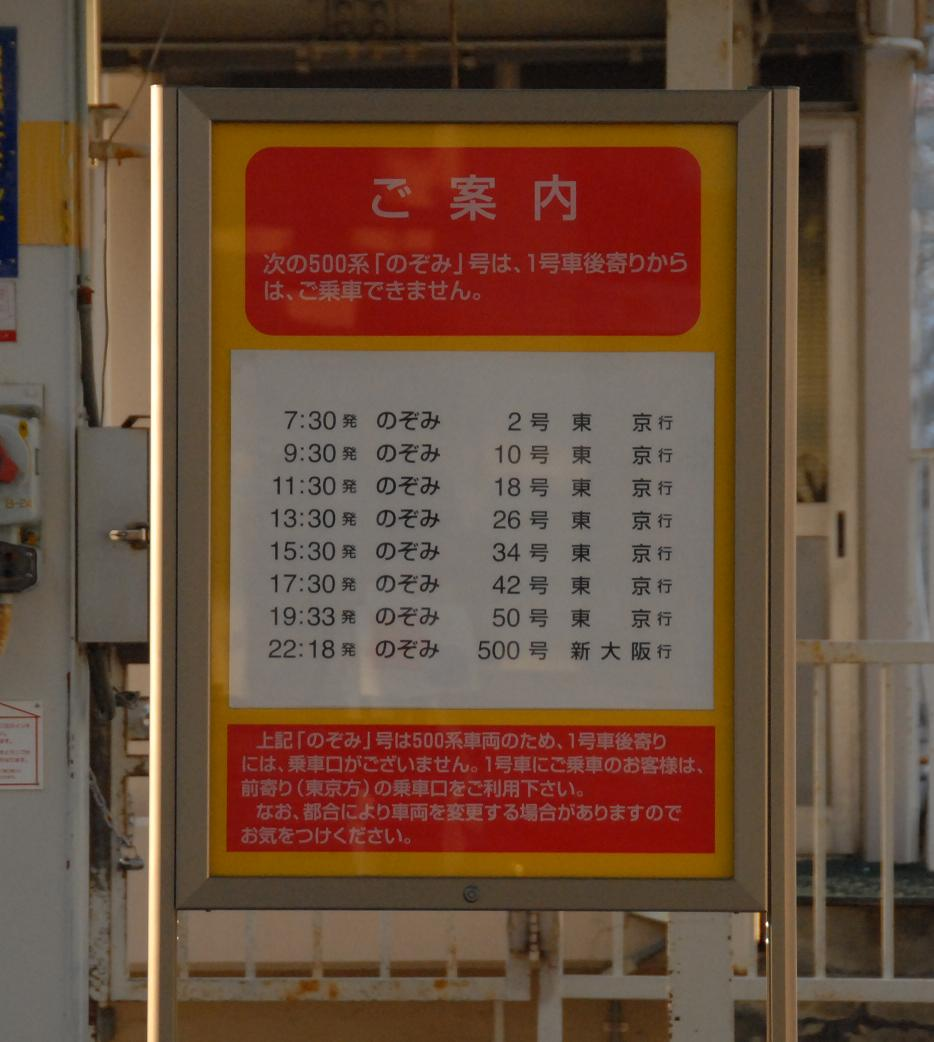
500계의 1호차 운전석에 승차구가 없는 것을 경고하는 간판(사진은 히로시마역의 것)
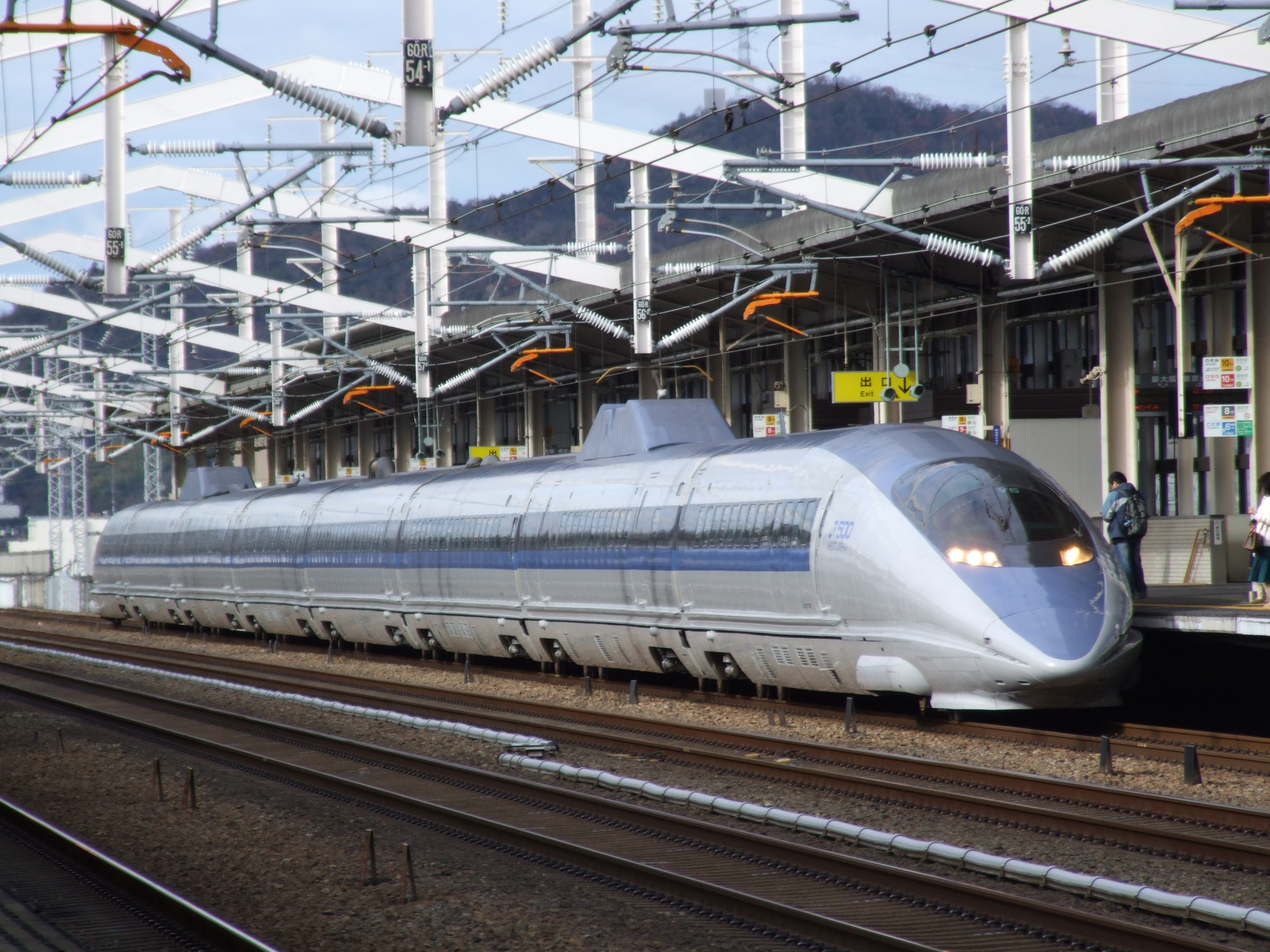
8량 편성의 V편성 고다마
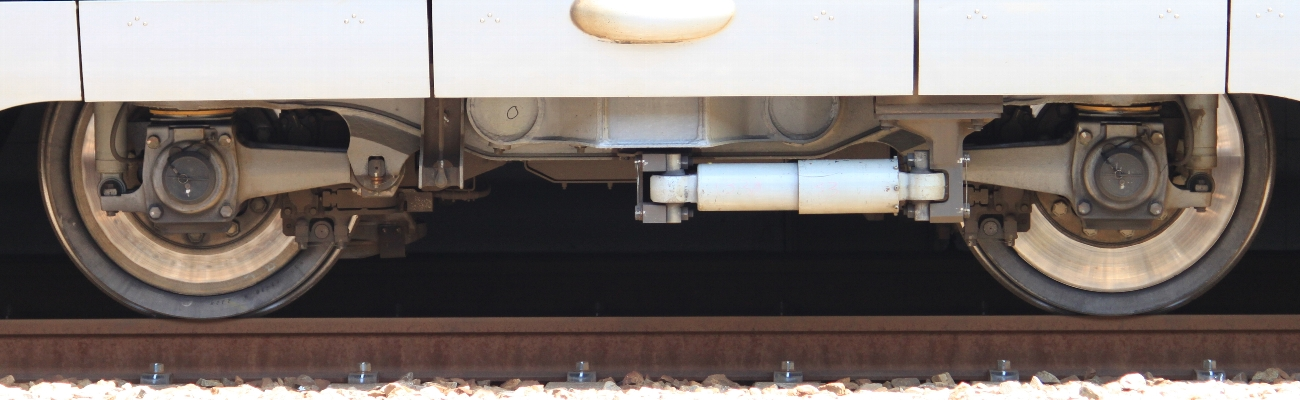
WDT205 대차
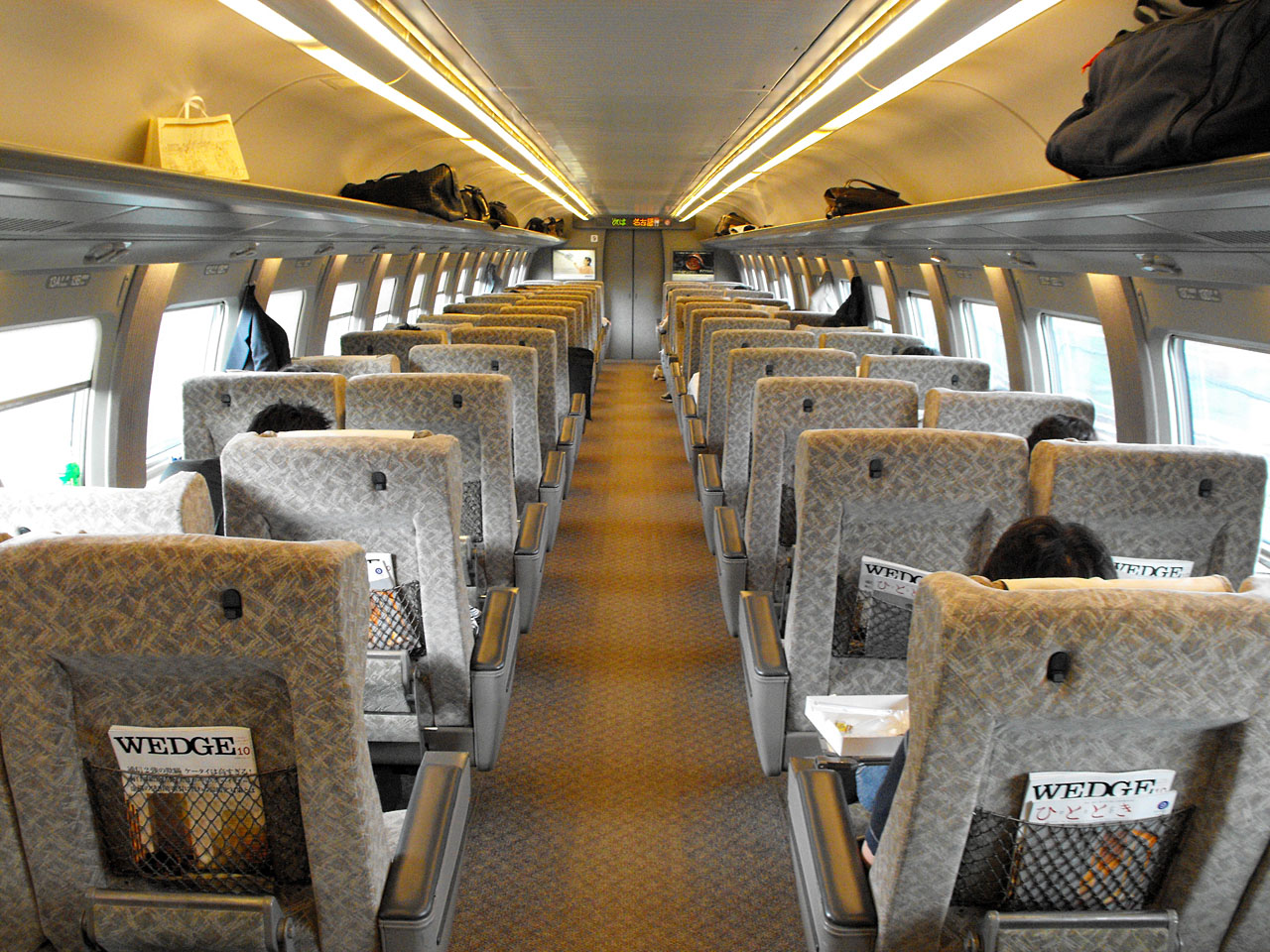
그린차 좌석 전경
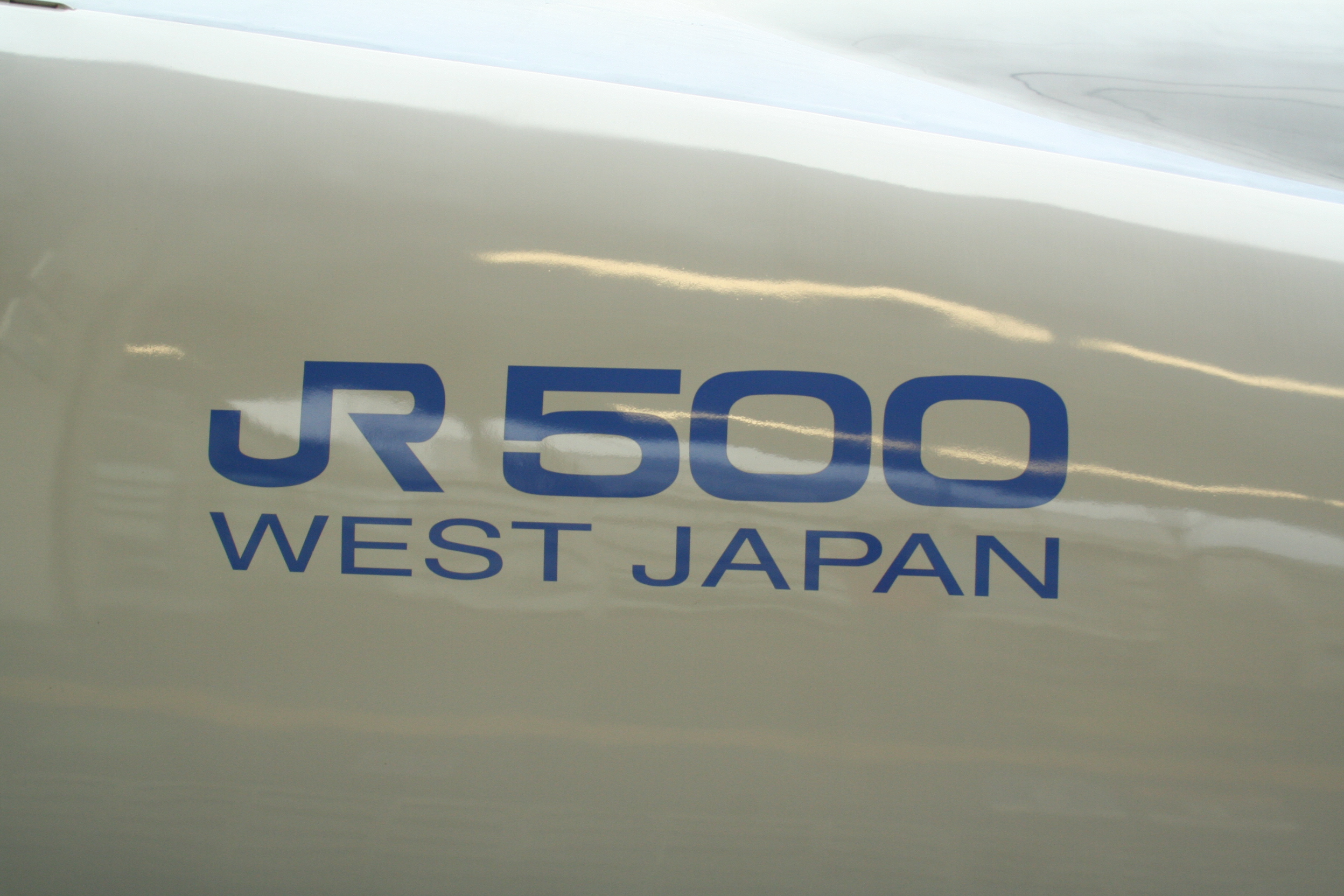
500계 차량 로고
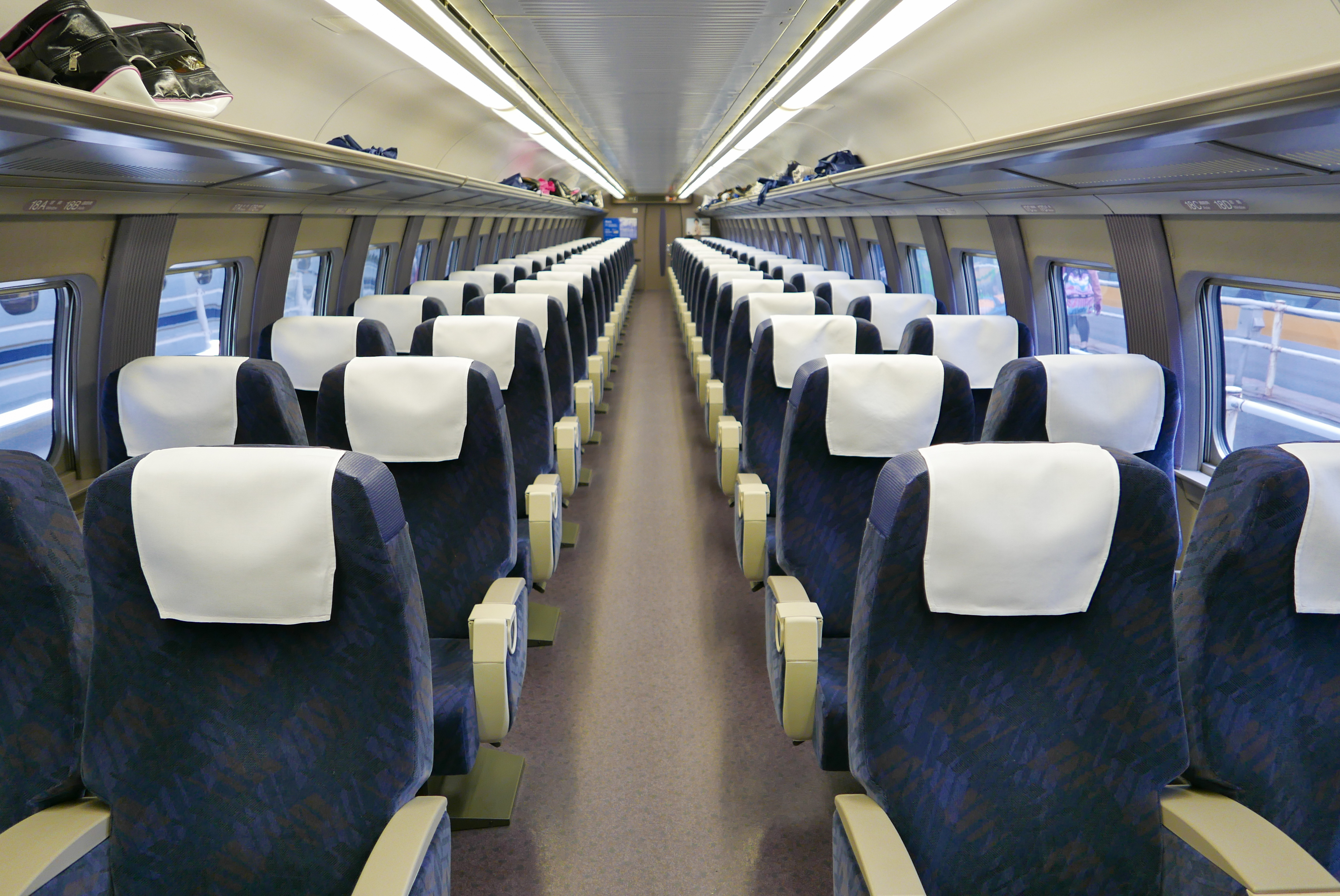
500계 V편성 4호차 좌석 전경

| 호차                 | 1    | 2     | 3    | 4     | 5    | 6     | 7    | 8    | 9    | 10   | 11   | 12    | 13   | 14    | 15   | 16   | 합계    |
| -------------------- | ---- | ----- | ---- | ----- | ---- | ----- | ---- | ---- | ---- | ---- | ---- | ----- | ---- | ----- | ---- | ---- | ------- |
| 300계, 700계, N700계 | 65명 | 100명 | 85명 | 100명 | 90명 | 100명 | 75명 | 68명 | 64명 | 68명 | 63명 | 100명 | 90명 | 100명 | 80명 | 75명 | 1,323명 |
| 500계 W편성          | 53명 | 100명 | 90명 | 100명 | 95명 | 100명 | 75명 | 68명 | 64명 | 68명 | 63명 | 100명 | 95명 | 100명 | 90명 | 63명 | 1,324명 |
| +/-                  | 12   | 0     | 5    | 0     | 5    | 0     | 0    | 0    | 0    | 0    | 0    | 0     | 5    | 0     | 10   | 12   | 1       |

## 역사
1997년 3월 22일 산요 신칸센 구간만 운행을 시작으로, 같은 해 11월 29일 도카이도 신칸센 구간을 운행하기 시작하면서 도쿄까지 노선 연장을 개시했다.
500계는 정규 운행 당시 도쿄 ~ 하카타 구간을 운행하는 노조미 등급만 운행 했으나, 히카리 등급의 경우 임시로 운행하는 경우가 있다. 또, 운용 변경으로 도쿄 ~ 신오사카 구간 운행 시 노조미 등급으로 운용되기도 한다.
정기 노조미 운용은 차량수가 많은 700계가 이용되는 경우가 많지만(구간 운전의 열차는 모두 700계로 운행), 500계로 운용되는 열차는 정기 및 임시 모두 시각표에 표기되어 있기 때문에 선택해 승차가 가능했다. 이것은 500계의 운전 곡선이 700계와 다른 것 외에도, 차량당의 좌석수가 모두 같은 700계로 대체 운용이 가능한 300계와 달리, 500계는 차량 마다 좌석수가 달라(특히 보통차의 지정석 수는 300계, 700계보다 1자리 많기 때문에, 500계에서 다른 유형으로 변경되면 1명이 앉을 수 없게 된다), 운용이 구별되고 있기 때문이기도 하다. 또 차량 운용, 검사의 형편상 500계 운행 시간대의 경우 700계로 운행되는 일이 있지만, 그 경우 미리 시각표 등에서 고지되었다.
도카이여객철도, 서일본여객철도 양사의 발표에 의하면 2007년 7월 1일 다이어 개정과 동시에 N700계를 도입하면서 2009년에 도카이도 신칸센, 산요 신칸센 직통으로 운행하는 노조미 등급은 700계, N700계로 단일화하는 방안이 추진되었다. 이에 따라 500계는 일부 편성이 2008년부터 16량 편성에서 8량으로 축소되어 산요 신칸센의 고다마 등급으로 고정 운행을 시작했다. 이에 따라 노조미호 은퇴 직전까지 500계 노조미는 1왕복만 운행했다.
2010년 2월 28일 500계는 노조미, 도카이도 신칸센에서 운행을 종료했고, 2012년에 히카리 운행을 했으나 2013년에 운행을 종료하면서 현재는 고다마 등급으로 고정 운행하고 있다.

## 세부 모델

### 신칸센 500계 0번대 전동차

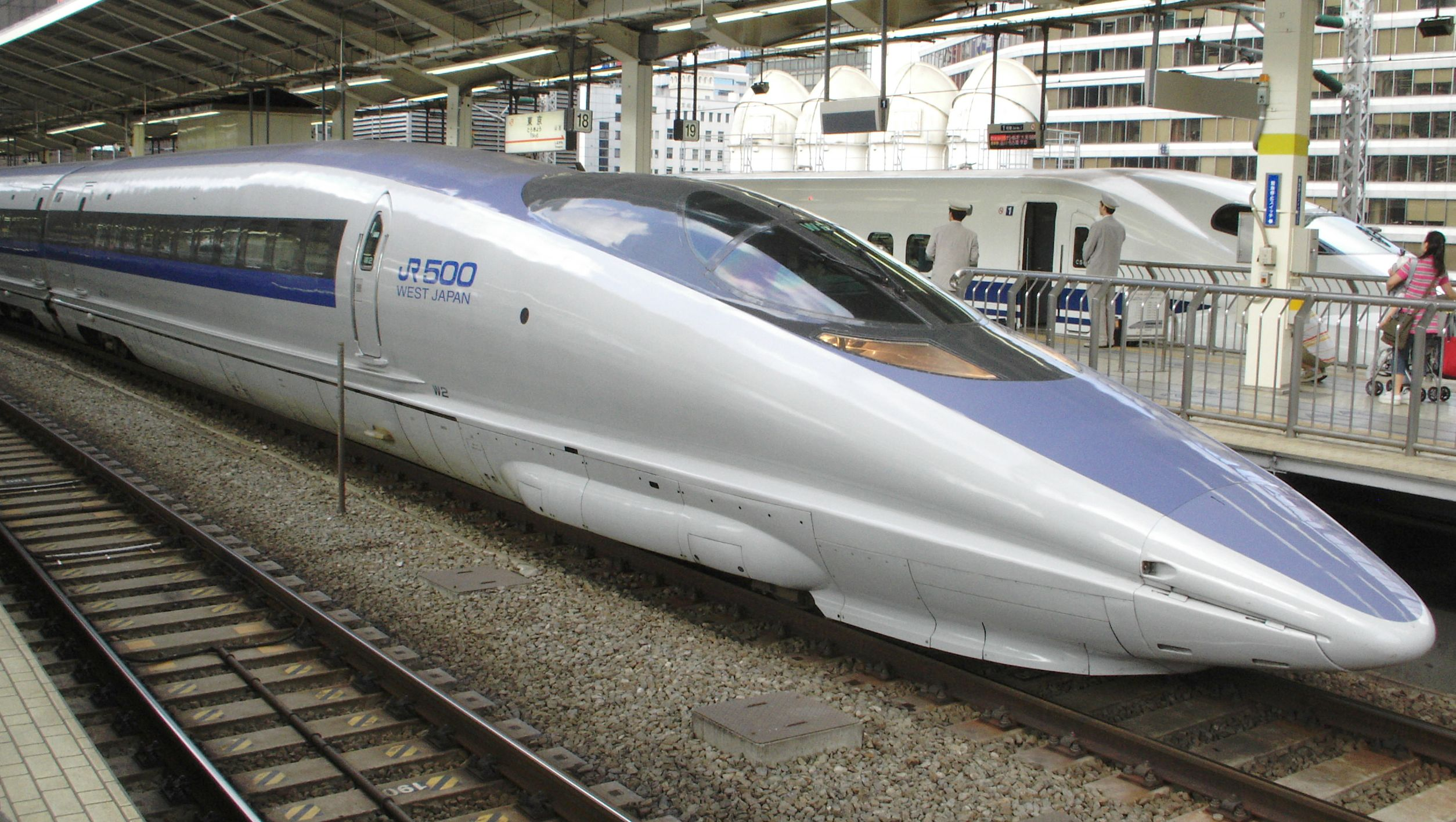
521형 (521형 2번대)

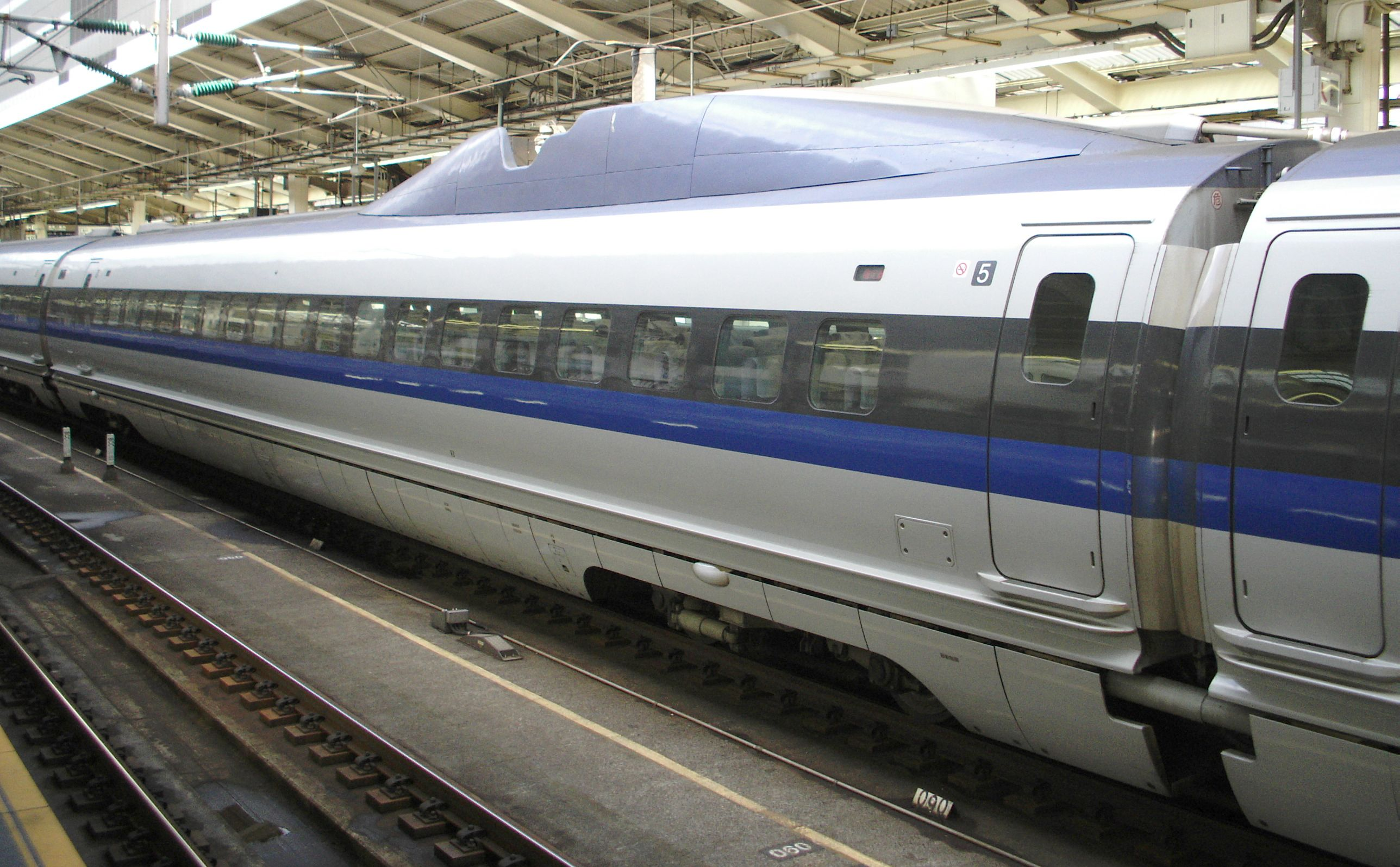
525형 (525형 3번대)

신칸센 500계 0번대 전동차(일본어: 新幹線500系電車0番台)는 1994년 서일본 여객철도에서 최초로 발표했고, 1995년에 제작해 1997년에 최초로 운용하기 시작했다. 1998년까지 9편성을 도입했다. 신칸센 역사상 최초로 최고 영업 속도 300km를 기록 했으며 당시 노조미 열차를 운행했다. 또한 여름 휴가 기간 한정으로 히카리 레일스타를 운행하기도 했다.
2007년부터 N700계의 추가 도입으로 노조미 열차 편수가 감편이 되었고 2010년 2월 28일에 마지막 운행을 끝으로 종료되었다.
객차 구성
| 호차 | 1      | 2      | 3      | 4      | 5      | 6      | 7       | 8      | 9      | 10     | 11      | 12      | 13     | 14     | 15     | 16     |
| ---- | ------ | ------ | ------ | ------ | ------ | ------ | ------- | ------ | ------ | ------ | ------- | ------- | ------ | ------ | ------ | ------ |
| 명칭 | Mc     | M1     | Mp     | M2     | M'     | M1     | Mp      | Ms2    | Ms     | M1s    | Mpkh    | M2      | M'     | M1     | Mp     | M2c    |
| 번호 | 521-xx | 526-xx | 527-xx | 528-xx | 525-xx | 526-xx | 527-4xx | 518-xx | 515-xx | 516-xx | 527-7xx | 528-7xx | 525-xx | 526-xx | 527-xx | 522-xx |
| 좌석 | 53     | 100    | 90     | 100    | 95     | 100    | 75      | 68     | 64     | 68     | 63      | 100     | 95     | 100    | 90     | 63     |

8호차에서 10호차까지 그린차로 구성되었다. 또한 5호차와 13호차의 경우 팬터그래프가 존재한다.
형식 및 차종
518형(M2s)
그린석을 갖춘 중간 부수차. W편성 8호차로 사용한다. 차장실을 갖추고, 주변환 장치·세미 액티브 서스펜션 등을 탑재했다. 정원 68명.
516형(M1s)
그린석을 갖춘 중간 부수차. W편성 10호차로 사용한다. 승무원실을 갖추고, 공기 압축기·세미 액티브 서스펜션 등을 탑재했다. 정원 68명.
515형(Ms)
그린석을 갖춘 중간 부수차. W편성 9호차로 사용한다. 수하물 보관실·업무용실·화장실·세면실을 갖추고, 공기 압축기·세미 액티브 서스펜션 등을 탑재했다. 정원 64명.
521형(Mc)
일반석을 갖춘 제어 부수차. W편성 1호차로 사용. 하카타 방면 운전대·화장실·세면소를 갖추고, 공기 압축기·세미 액티브 서스펜션 등을 탑재했다. 정원 53명.
522형(M2c)
일반석을 갖춘 제어 부수차. W편성 16호차로 사용. 도쿄 방면 운전대를 갖추고 공기 압축기·세미 액티브 서스펜션 등을 탑재한다. 정원 63명.
525형(M')
일반석을 갖춘 중간 전동차. W편성 5호차, 13호차로 사용. 화장실·세면소를 갖추고 집전장치·주변환장치와 공기 압축기·세미 액티브 서스펜션을 탑재한다. 정원 95명.
526형(M1)
일반석을 갖춘 중간 전동차. W편성 2호차, 6호차, 14호차로 사용. 주변압기를 탑재한다. 정원 100명.
527형(Mp, Mpk, Mpkh)
일반석을 갖춘 중간 전동차.
0번대(Mp)
W편성 3호차, 15호차로 사용. 화장실·세면소를 갖추고 주변환장치를 탑재한다. 정원 90명.
400번대(Mpk)
W편성 7호차로 사용. 화장실·세면소·차내 판매 준비실을 갖추고 주변환장치를 탑재한다. 정원 75명.
700번대(Mpkh)
W편성 11호차로 사용. 화장실·세면소·차내 판매 준비실을 갖추고 주변환장치를 탑재한다. 정원 75명.
528형(M2)
일반석을 갖춘 중간 전동차.
0번대
W편성 4호차로 사용. 공중 전화를 갖추고 주변환장치를 탑재한다. 정원 100명.
700번대
W편성 12호차로 사용. 공중 전화를 갖추고 주변환장치를 탑재한다. 정원 100명.

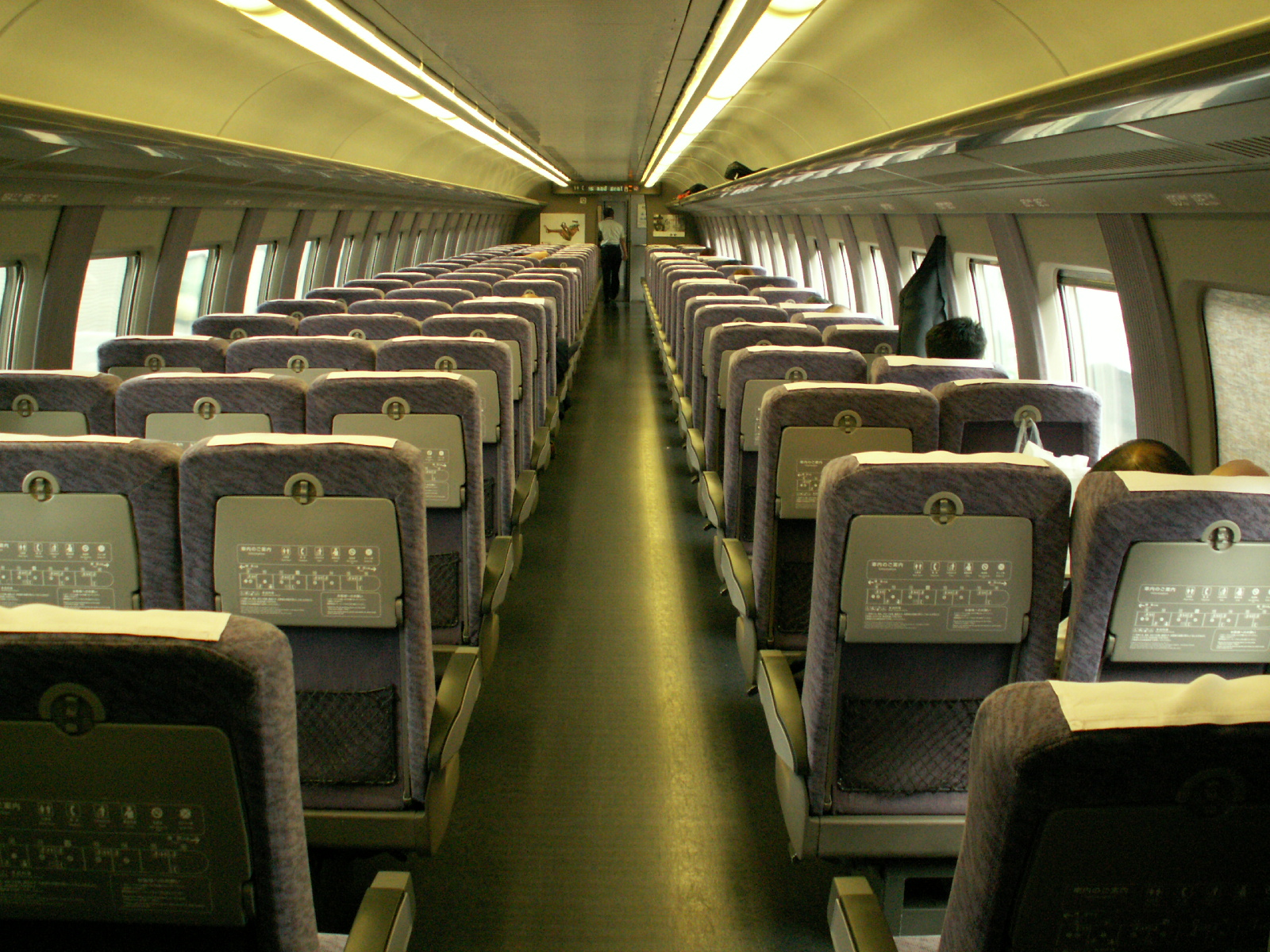
차내(2005년 8월 촬영)
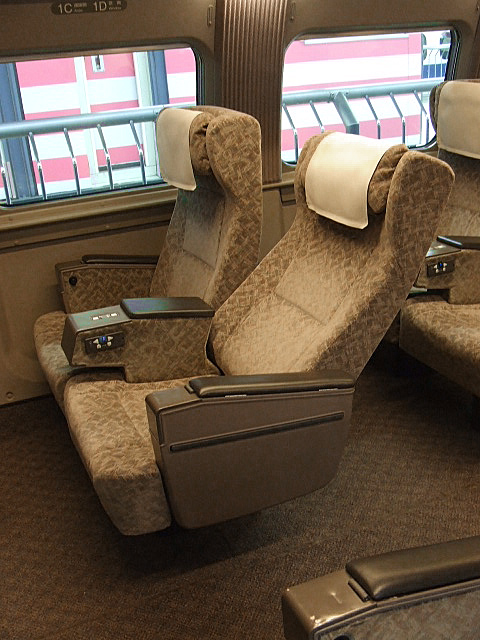
그린차의 좌석
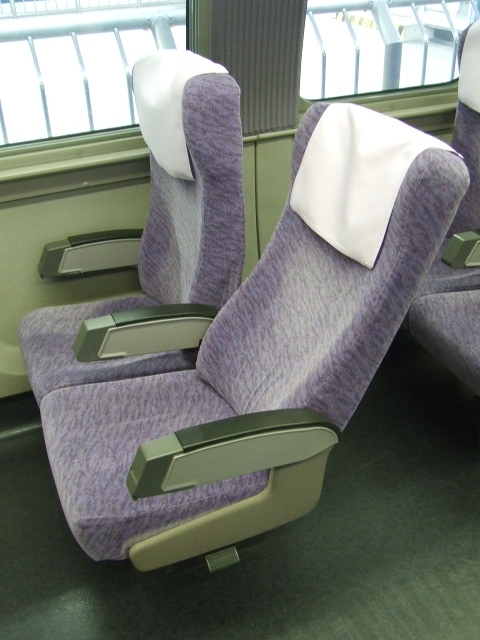
보통차(파란색)
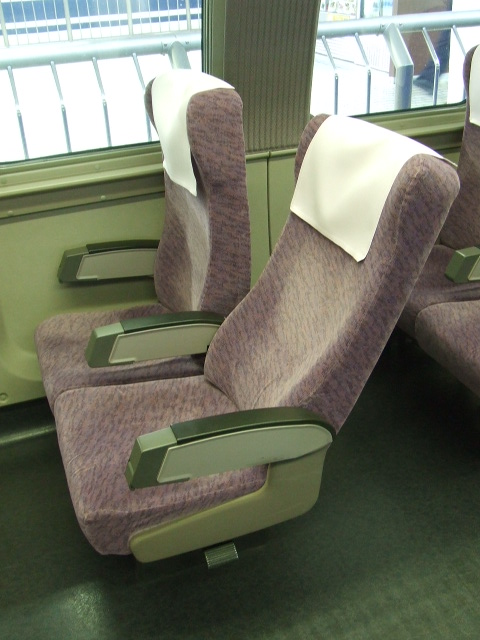
보통차(빨간색)

### 신칸센 500계 7000번대 전동차

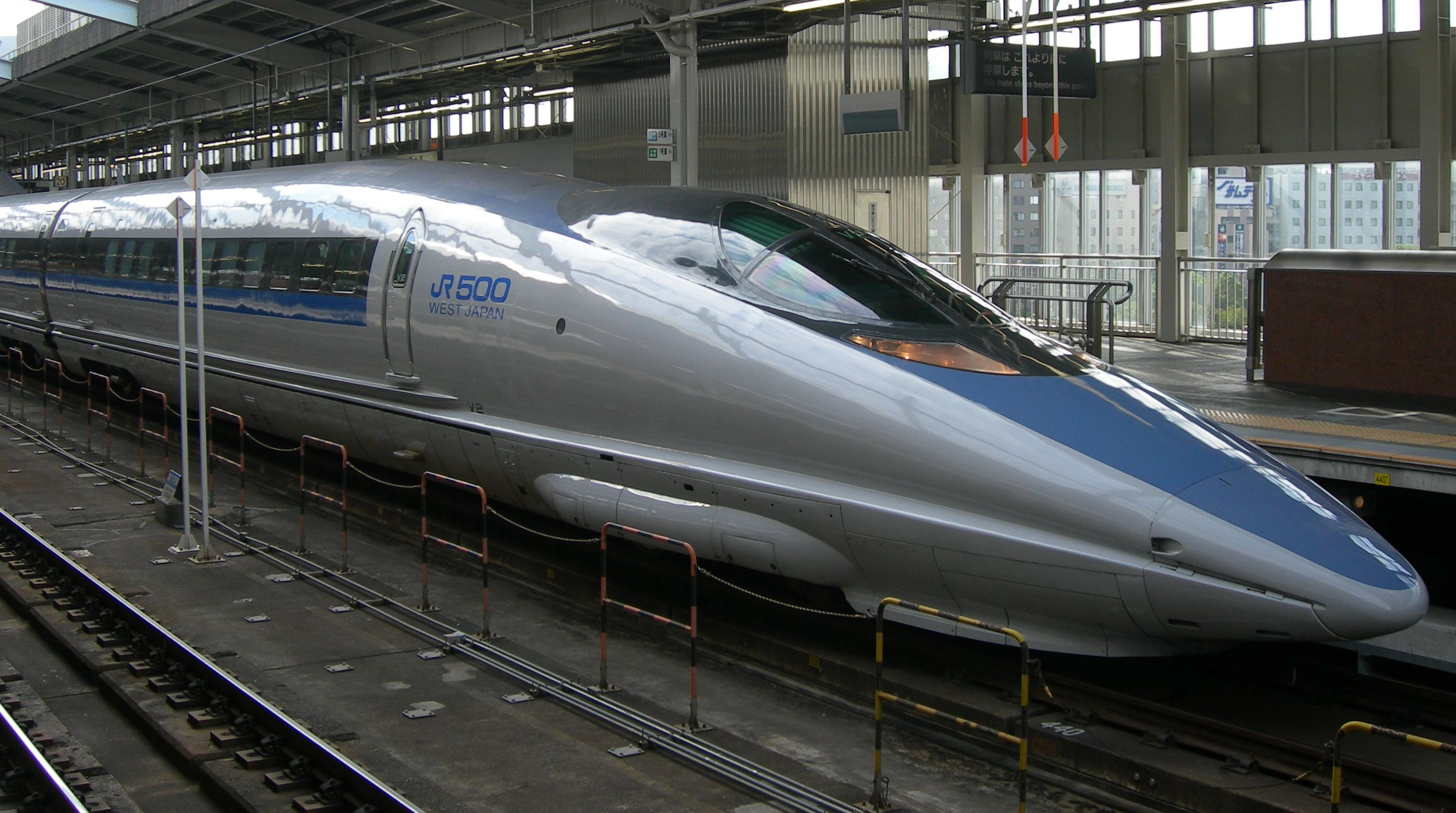
521형 7000번대 (521-7002)
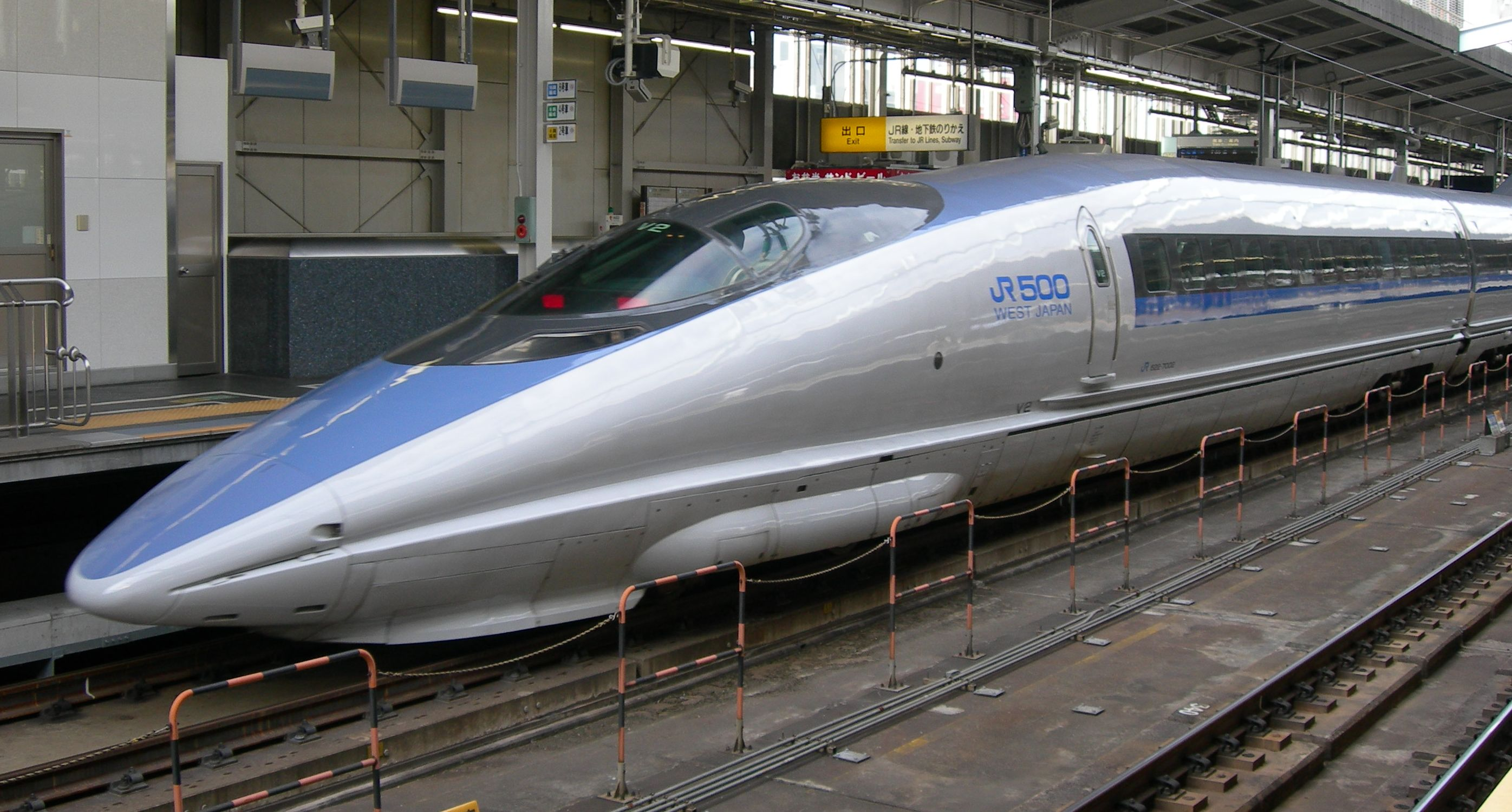
522형 7000번대 (522-7002)
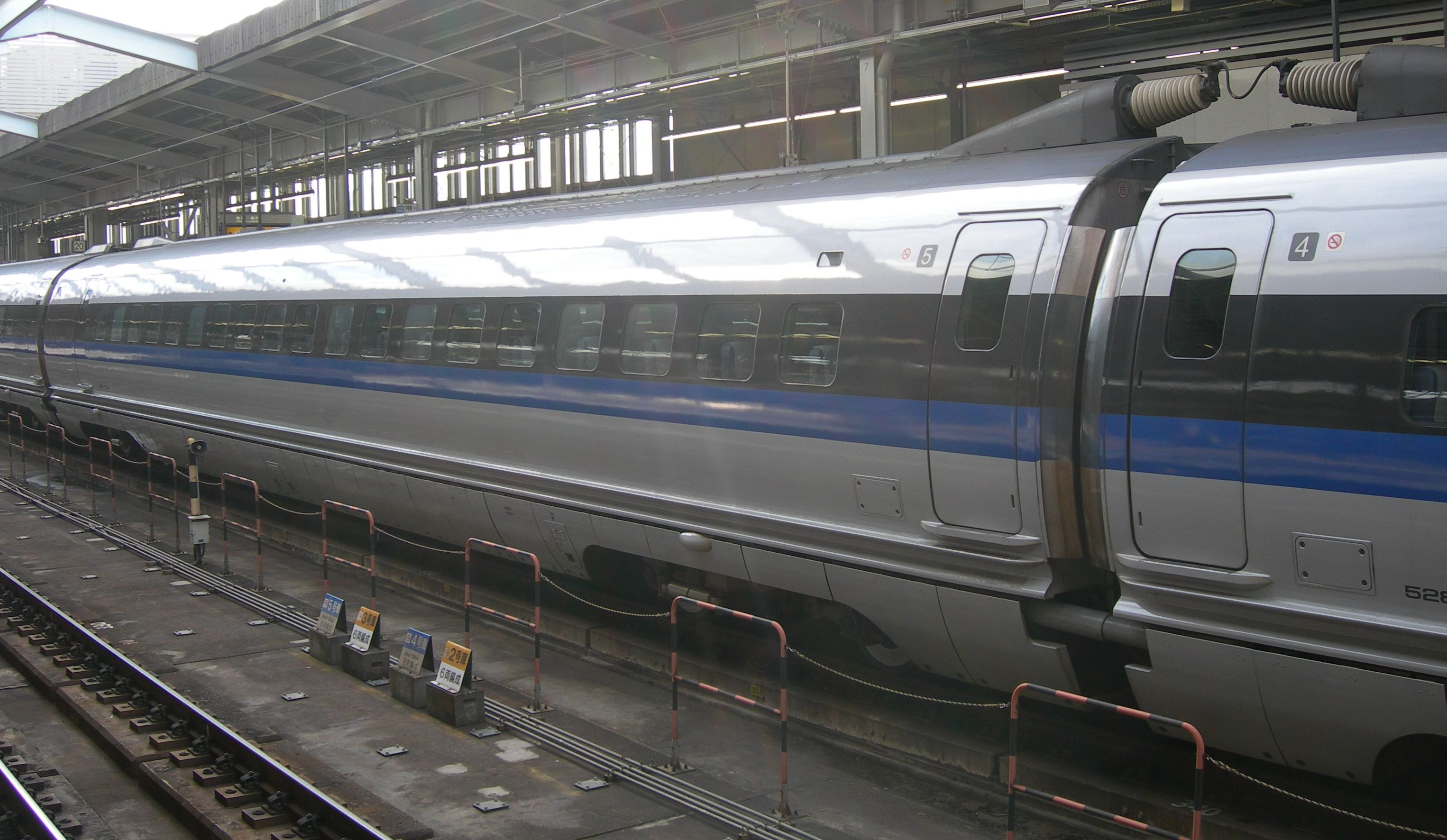
525형 7000번대 (525-7004)
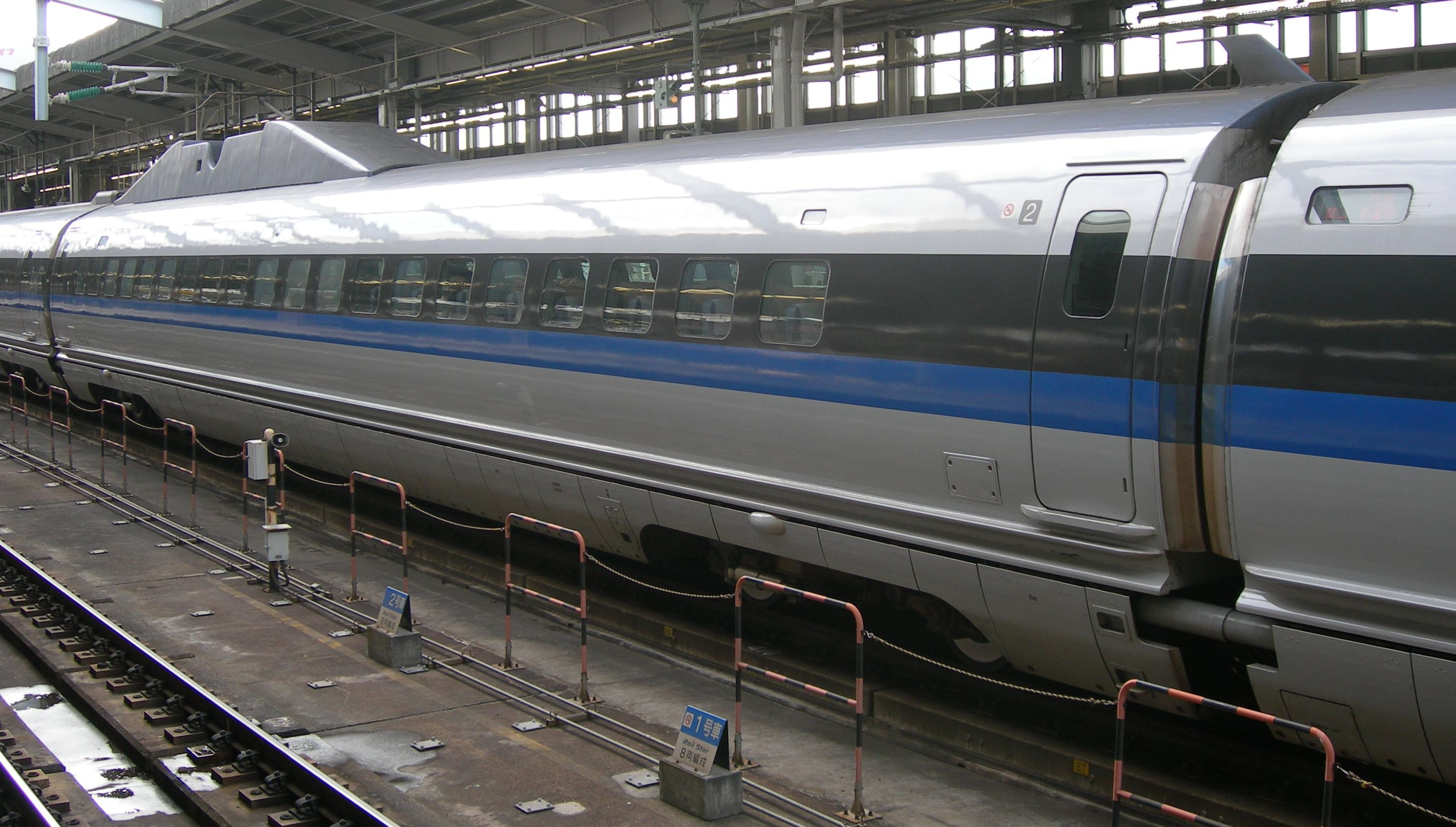
526형 7000번대 (526-7004)
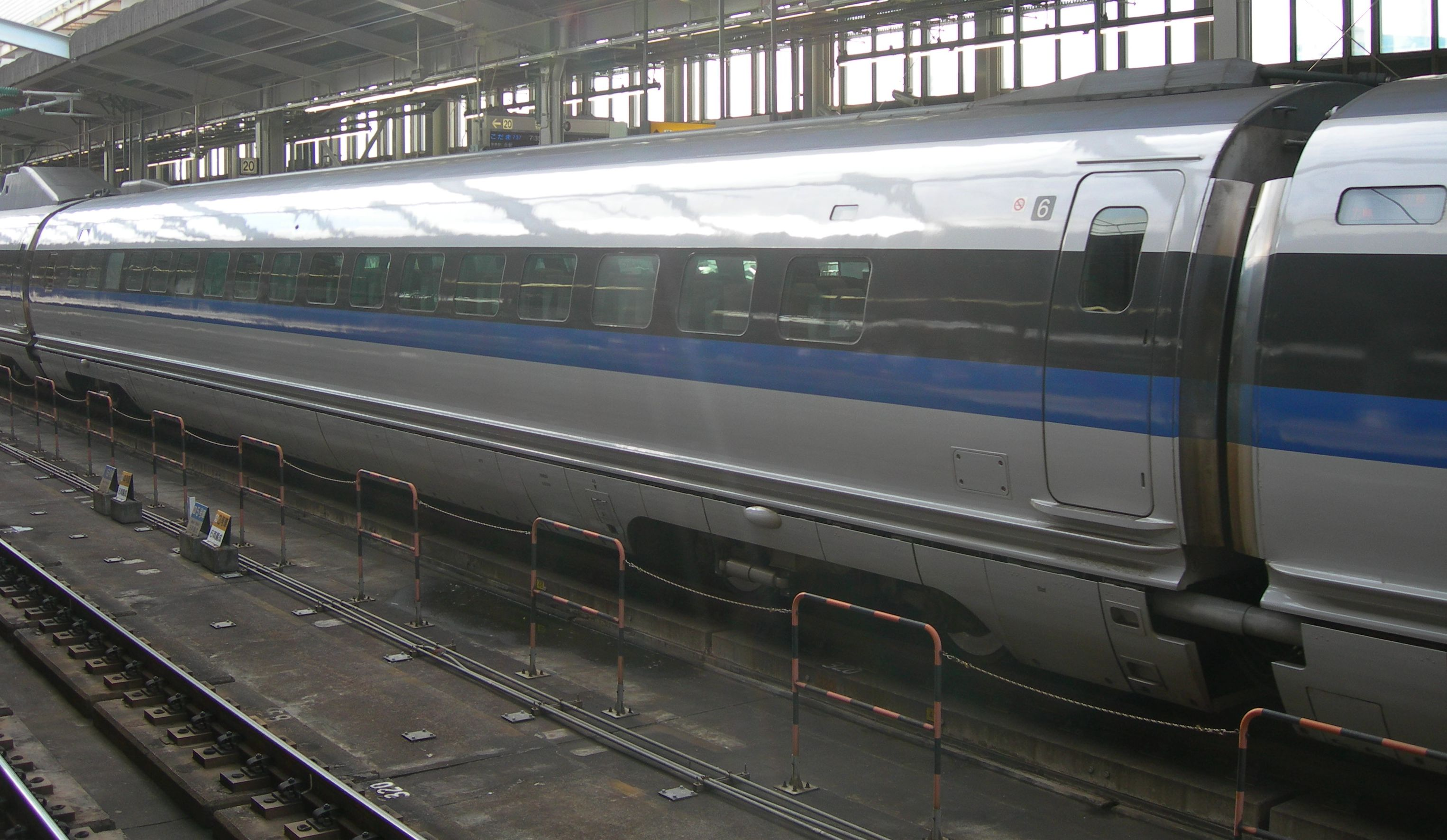
526형 7200번대 (526-7202)
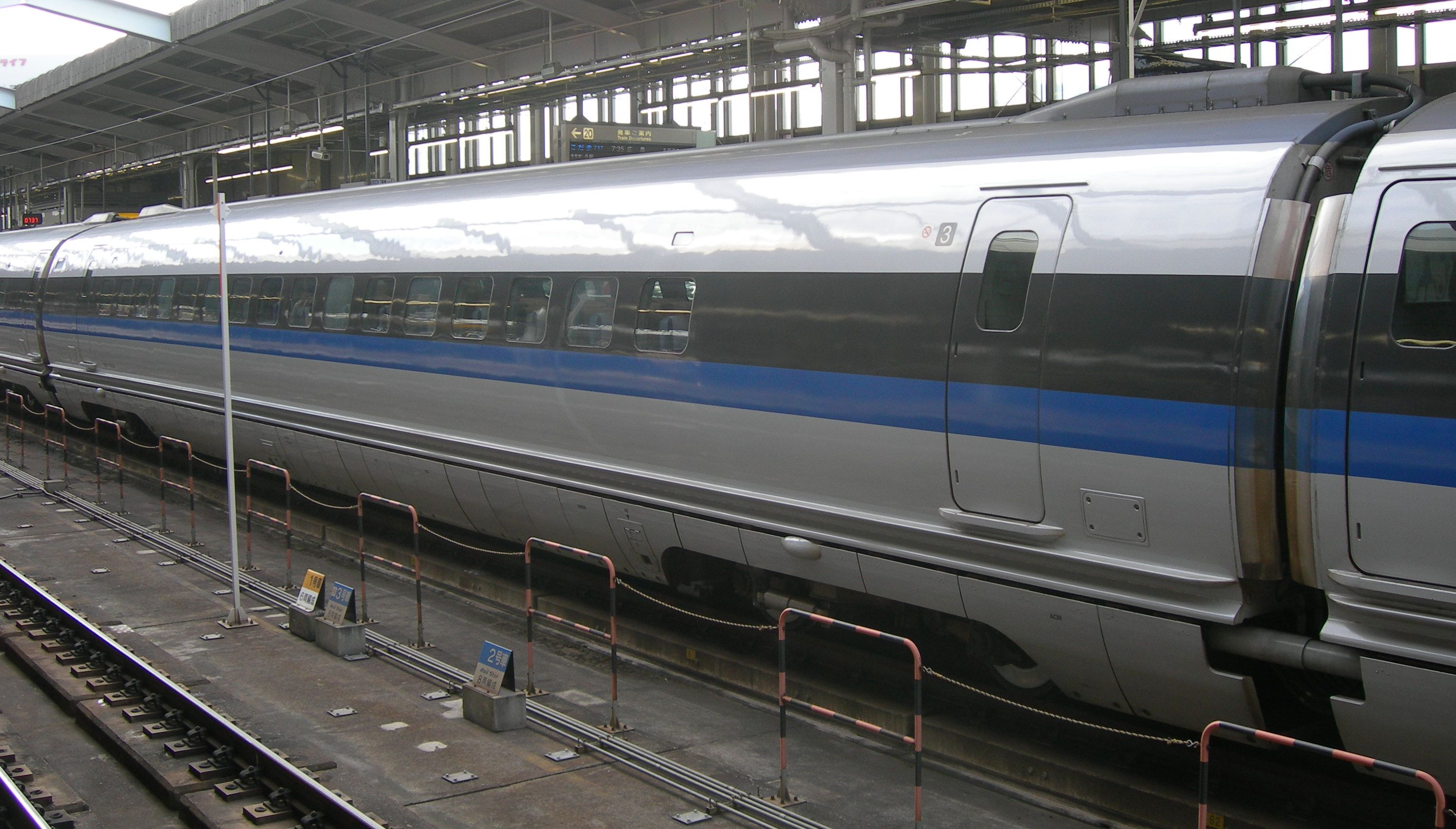
527형 7000번대 (527-7003)
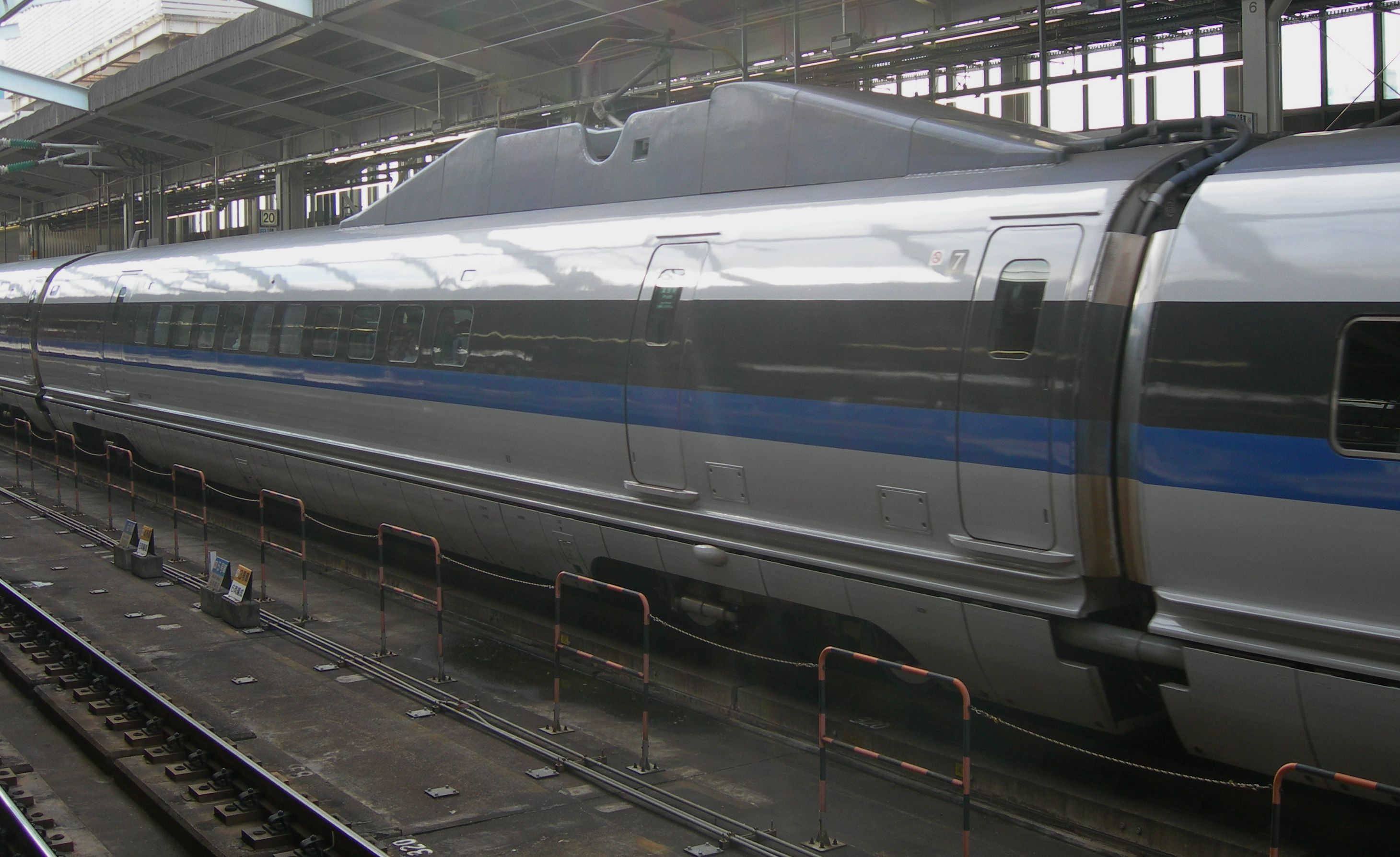
527형 7700번대 (527-7702)
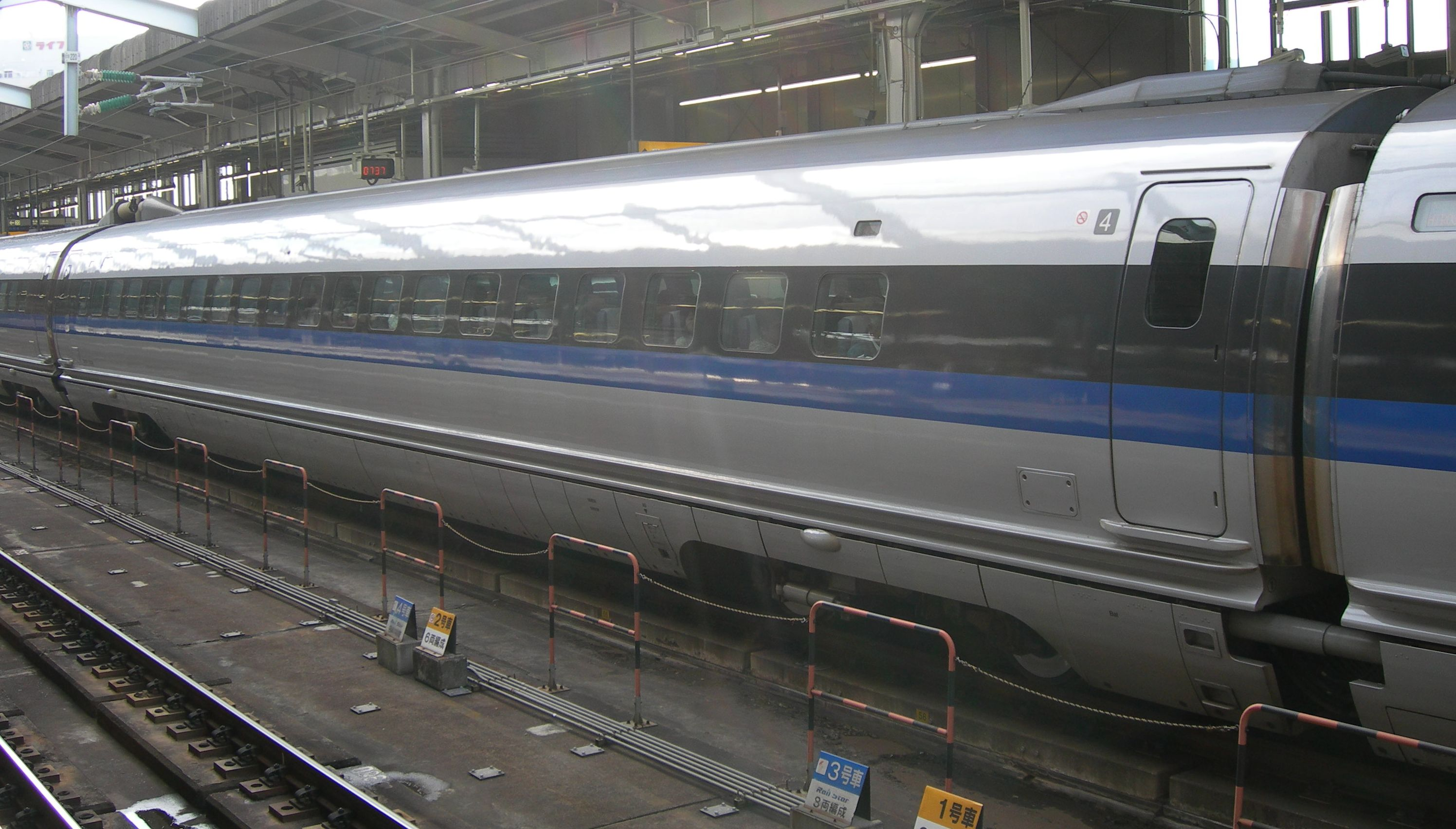
528형 7000번대 (528-7002)

신칸센 500계 7000번대 전동차(일본어: 新幹線500系電車7000番台)는 2007년부터 N700계의 지속적인 도입으로 노조미 열차 편수가 감편 과정에서 2007년 10월 서일본여객철도는 순차별로 5편성이 8량으로 개조를 추진해 2008년부터 산요 신칸센 고다마에 도입하는 방안을 발표했다. 2008년부터 2010년까지 1편성이 퇴역하고 8편성이 개조되어 8량으로 감축해, 기존 0계가 내구연한 만료로, 퇴역시키고 산요 신칸센 고다마 열차에 투입이 되었다. 2008년 3월에 최초로 공개되었고, 같은 해 12월에 운행하기 시작했다.
색상은 변동이 없으나 8량화 개조와 동시에 잔여 객차는 전량 폐차되었다. 2009년 3월 14일 다이야 개정으로 출퇴근 시간대 위주로 편성되었다. 기존에 산요 신칸센 구간에 운행했던 고다마 좌석을 비교할 때 정원이 가장 많았지만 2013년에 일부 편성에 좌석이 개조되면서 700계 7000번대 다음으로 두 번째로 많은 편이다.
8량화 개조로 기존의 5호차에 (구. 13호차) T형 집전 장치를 철거하고 2호차와 7호차에 (구. 11호차) 싱글암 팬터그래프를 설치했다. 8량 편성 개조 과정에서 중량 증가와 소음 문제로 최고 영업 속도 285km/h로 낮추게 되었다. 2017년 기준으로 8편성이 운용했다. 2024년 2월 서일본여객철도에 따르면 2026년부터 2027년까지 순차별로 퇴역과 동시에 향후 N700계 4편성을 대상으로 하카타 종합 차량소에서 8량 편성으로 개조될 예정이다.
객차 구성
| 호차      | 1         | 2         | 3         | 4         | 5          | 6          | 7              | 8          |
| --------- | --------- | --------- | --------- | --------- | ---------- | ---------- | -------------- | ---------- |
| 명칭      | Mc        | M1        | Mp        | M2        | M          | M1         | Mpkh           | M2c        |
| 번호      | 521-70xx  | 526-70xx  | 527-70xx  | 528-70xx  | 525-70xx   | 526-72xx   | 527-77xx       | 522-70xx   |
| 이전 번호 | 521 (1호) | 526 (2호) | 527 (3호) | 528 (4호) | 525 (13호) | 516 (10호) | 527-700 (11호) | 522 (16호) |
| 좌석      | 53        | 100       | 78        | 78        | 74         | 68         | 51             | 55         |

2호차와 7호차의 경우 팬터그래프가 존재한다.

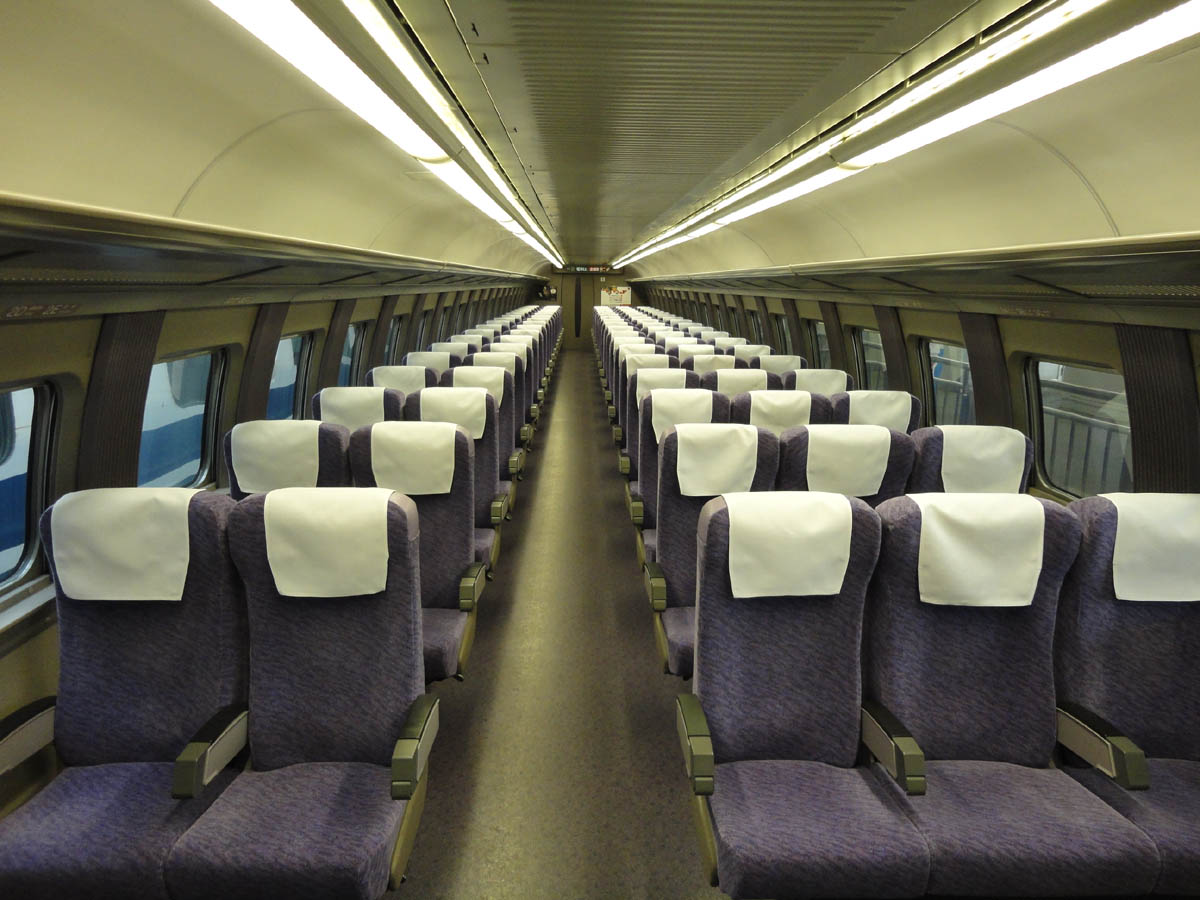
V편성 자유석
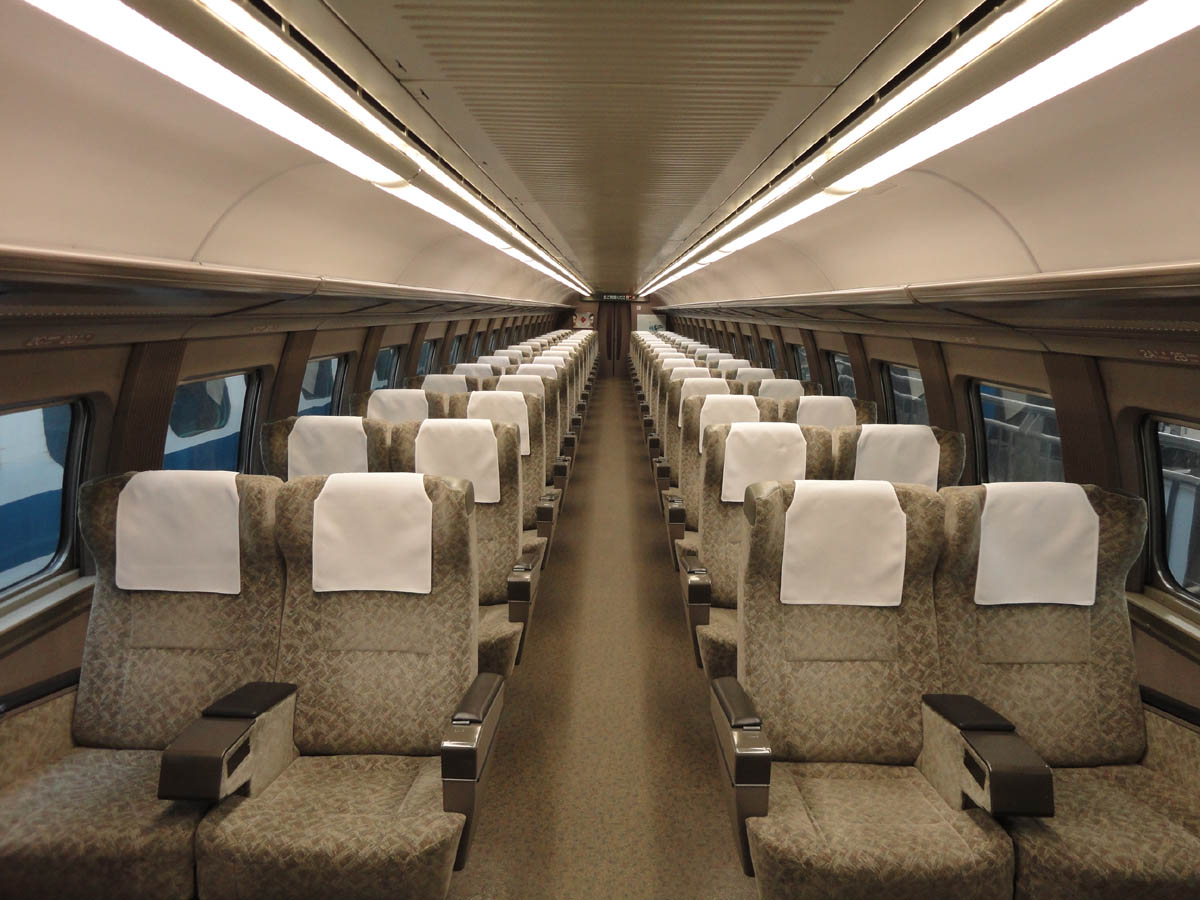
V편성 지정석
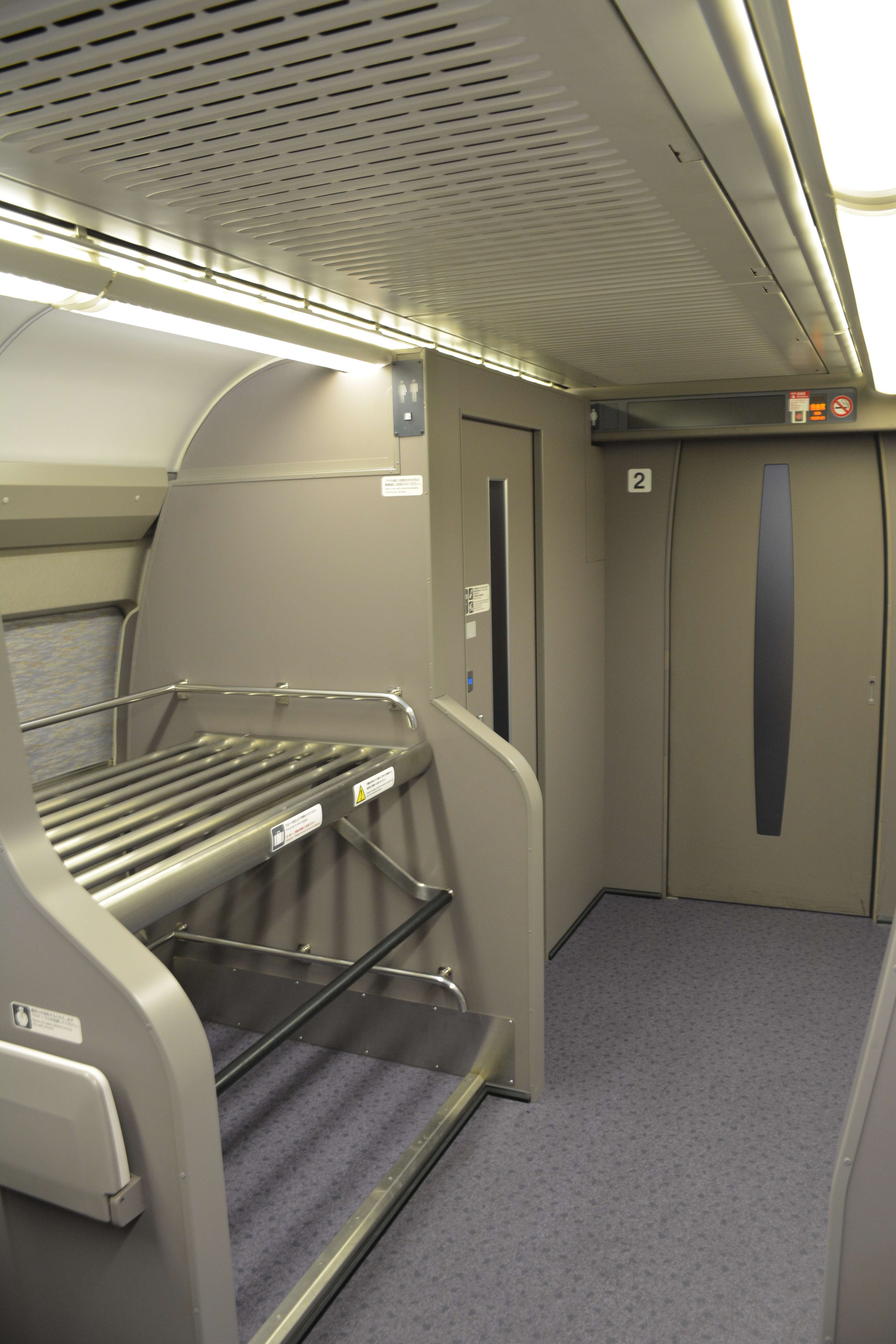
V편성 수화물실 전경
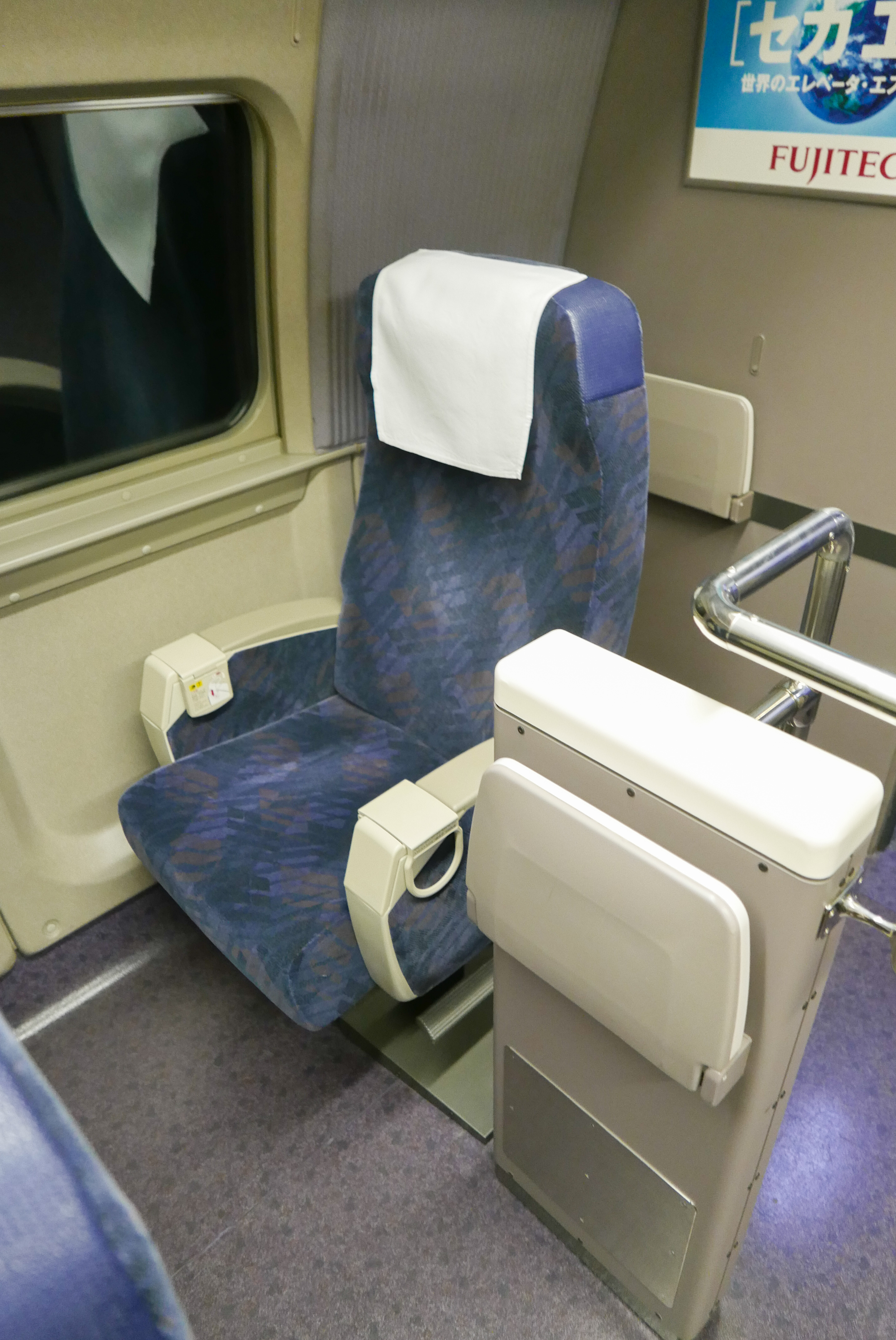
V편성 일인석
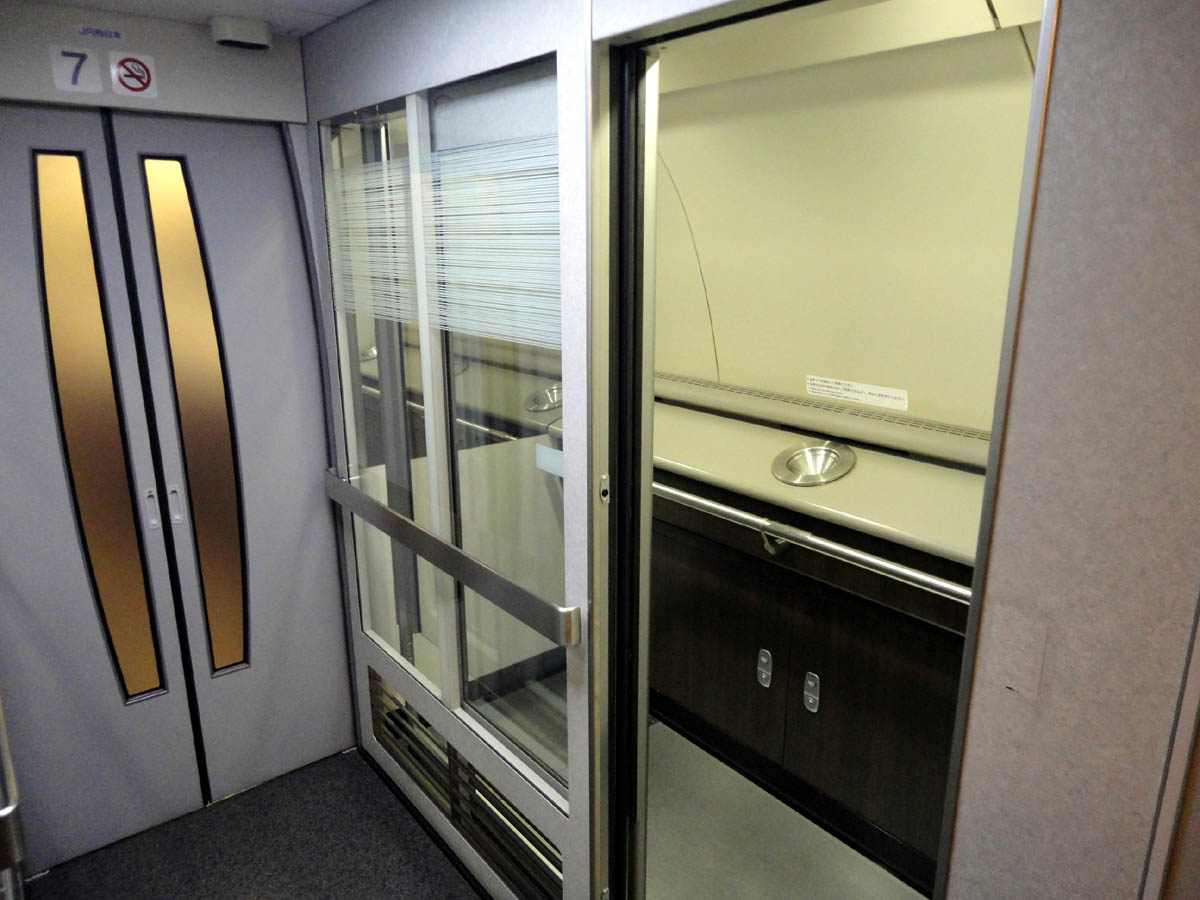
V편성 흡연석
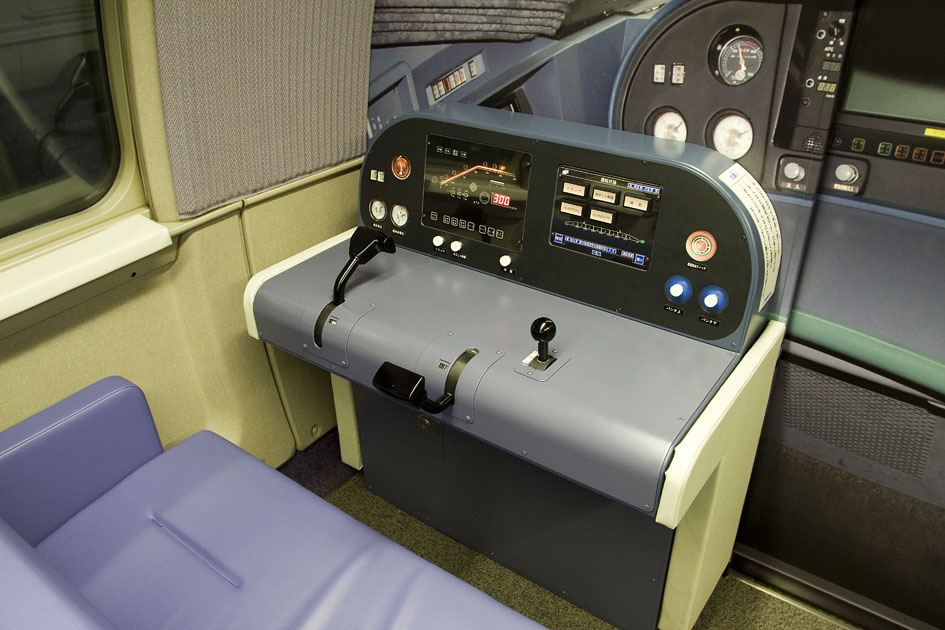
V편성 어린이 운전대

| 호차                    | 1    | 2     | 3    | 4    | 5    | 6    | 7    | 8    | 합계  |
| ----------------------- | ---- | ----- | ---- | ---- | ---- | ---- | ---- | ---- | ----- |
| 0계 (R편성)             | 56명 | 84명  | 48명 | 76명 | 76명 | 60명 |      |      | 400명 |
| 100계 (P편성)           | 52명 | 80명  | 58명 | 60명 |      |      |      |      | 250명 |
| 100계 (K편성)           | 52명 | 80명  | 58명 | 72명 | 72명 | 60명 |      |      | 394명 |
| 500계 7000번대 (V편성)  | 53명 | 100명 | 78명 | 78명 | 74명 | 68명 | 51명 | 55명 | 557명 |
| 700계 7000번대 (E편성)  | 65명 | 100명 | 80명 | 80명 | 72명 | 72명 | 50명 | 52명 | 571명 |
| N700계 7000번대 (S편성) | 65명 | 100명 | 80명 | 80명 | 72명 | 60명 | 38명 | 56명 | 551명 |

형식 및 차종
521형 7000번대(Mc)
일반석을 갖춘 제어 부수차. V편성 1호차로 사용한다. 정원 53명.
522형 7000번대(M2c)
일반석을 갖춘 제어 부수차. V편성 8호차로 사용한다. 2009년 9월에 좌석 2석을 철거하고 어린이 운전대로 개조했다. 정원 55명.
525형 7000번대(M)
일반석을 갖춘 중간 전동차. V편성 5호차로 사용한다. 13호차 시절 기존의 T형 집전 장치, 공기 압축기, 세미 액티브 서스펜션을 철거하고 9호차 시절 사용했던 케이블 헤드를 설치 했으며 2013년에 좌석이 개조되었다. 정원 74명.
526형(M1)
일반석을 갖춘 중간 전동차.
7000번대
일반석을 갖춘 중간 전동차. V편성 2호차로 사용한다. 싱글암 팬터그래프·공기 압축기·세미 액티브 서스펜션 등을 탑재했다. 정원 100명.
7200번대
일반석을 갖춘 중간 전동차. V편성 6호차로 사용한다. 10호차 시절 기존의 오디오 시설 및 부대 시설을 철거하고 그린차에서 일반석으로 격하되었다. 정원 68명.
527형(Mp, Mpkh)
일반석을 갖춘 중간 전동차.
7000번대(Mp)
일반석을 갖춘 중간 전동차. V편성 3호차로 사용한다. 좌석 2석을 철거하고 흡연실로 개조했다. 정원 78명.
7700번대(Mpkh)
일반석을 갖춘 중간 전동차. V편성 7호차로 사용한다. 11호차 시절 기존의 좌석 2석을 철거하고 흡연실로 개조했다. 또한 업무용 시설의 여유 공간에 보조 변압기를 설치했다. 싱글암 팬터그래프·공기 압축기·세미 액티브 서스펜션 등을 탑재했다. 정원 51명.
528형 7000번대(M2)
일반석을 갖춘 중간 전동차. V편성 4호차로 사용한다. 8호차 시절 사용했던 케이블 헤드를 설치 했으며 2013년에 별도로 좌석이 개조되었다. 정원 78명.
- 521형 7000번대
(521-7002)
- 522형 7000번대
(522-7002)
- 525형 7000번대
(525-7004)
- 526형 7000번대
(526-7004)
- 526형 7200번대
(526-7202)
- 527형 7000번대
(527-7003)
- 527형 7700번대
(527-7702)
- 528형 7000번대
(528-7002)

### 참조
1. ↑  R67편성의 경우 좌석이 404명이다.
2. ↑  2013년 10월 개조 전 좌석이 100명이다.
3. ↑  2013년 10월 개조 전 좌석이 95명이다.
4. ↑  개조 전 63명이다.
5. ↑  개조 전 608명이다.
6. ↑  2012년 3월 17일 다이야 개정으로 지정석에서 자유석으로 전환되면서 16석 승차가 불가능하면서 실제 수요 인원은 557명이다.

## 운용

### 2018년 3월 17일 개정 시점
정기 열차에 대해 기술한다. 현재 전 편성이 산요 신칸센 구간에서 고다마로 고정 운행하고 있다. 2012년 3월부터 2013년 3월까지  산요 신칸센 구간에 히카리를 운행한 적이 있다.
- 고다마
  - 신오사카 역-하카타 역간: 하행 4편·상행 4편으로 운용 중.
  - 오카야마 역-히로시마 역간: 하행 1편으로 운용 중.
  - 오카야마 역-하카타 역간: 하행 3편·상행 4편으로 운용 중.
  - 히로시마 역-하카타 역간: 하행 1편으로 운용 중.
  - 신야마구치 역-하카타 역간: 하행 1편으로 운용 중.
  - 하카타 역-고쿠라 역간: 상행 1편으로 운용 중.
  - 고쿠라 역-신야마구치 역간: 상행 1편으로 운용 중.

## 현황
1996년부터 1998년까지 총 10편성이 도입되었다. 가시성을 높이기 위해 현재 운행 중인 차량은 굵은 글씨로 표시했다.

### W 편성 (16량 편성)
| 차호 | 도입 시기 | 운행 중단 시기 | 비고                                     |
| ---- | --------- | -------------- | ---------------------------------------- |
| W1호 | 1996년    | 2010년         | V편성으로 개조하지 않고 전량 폐차되었다. |
| W2호 | 1997년    | 2008년         |                                          |
| W3호 | 1997년    | 2007년         |                                          |
| W4호 | 1997년    | 2008년         |                                          |
| W5호 | 1997년    | 2008년         |                                          |
| W6호 | 1998년    | 2008년         |                                          |
| W7호 | 1998년    | 2010년         |                                          |
| W8호 | 1998년    | 2010년         |                                          |
| W9호 | 1998년    | 2009년         |                                          |

### V 편성 (8량 편성)
| 차호 | 도입 시기 | 개조 시기 | 운행 중단 시기 | 비고                             |
| ---- | --------- | --------- | -------------- | -------------------------------- |
| V2호 | 1997년    | 2009년    | 운행 중        | 2014년부터 테마 열차로 운행했다. |
| V3호 | 1997년    | 2008년    | 운행 중        | 첫 8량 편성으로 개조되었다.      |
| V4호 | 1997년    | 2008년    | 운행 중        |                                  |
| V5호 | 1997년    | 2008년    | 2022년         |                                  |
| V6호 | 1998년    | 2008년    | 2022년         |                                  |
| V7호 | 1998년    | 2010년    | 운행 중        |                                  |
| V8호 | 1998년    | 2010년    | 운행 중        |                                  |
| V9호 | 1998년    | 2010년    | 운행 중        |                                  |

## 테마 열차 운행
- 2014년부터 산요 신칸센 고다마 730호, 741호 운행 시 테마 열차를 운용하고 있으며 8편성 중에서 V2편성이 일부 개조를 거쳐 운행하고 있다.

### 프라레일열차
2014년 7월 19일부터 서일본 여객철도(이하 JR서일본)는 하루 1왕복으로 프라레일 디자인으로 장식한 차량을 운행했다. 이 열차는 다카라토미와 파나소닉과 함께 기획한 열차로 당초 2015년 3월에 운행이 종료될 예정이었으나, 호응이 좋아서 같은 해 8월까지 추가 연장되었다.

### 신세기 에반게리온열차

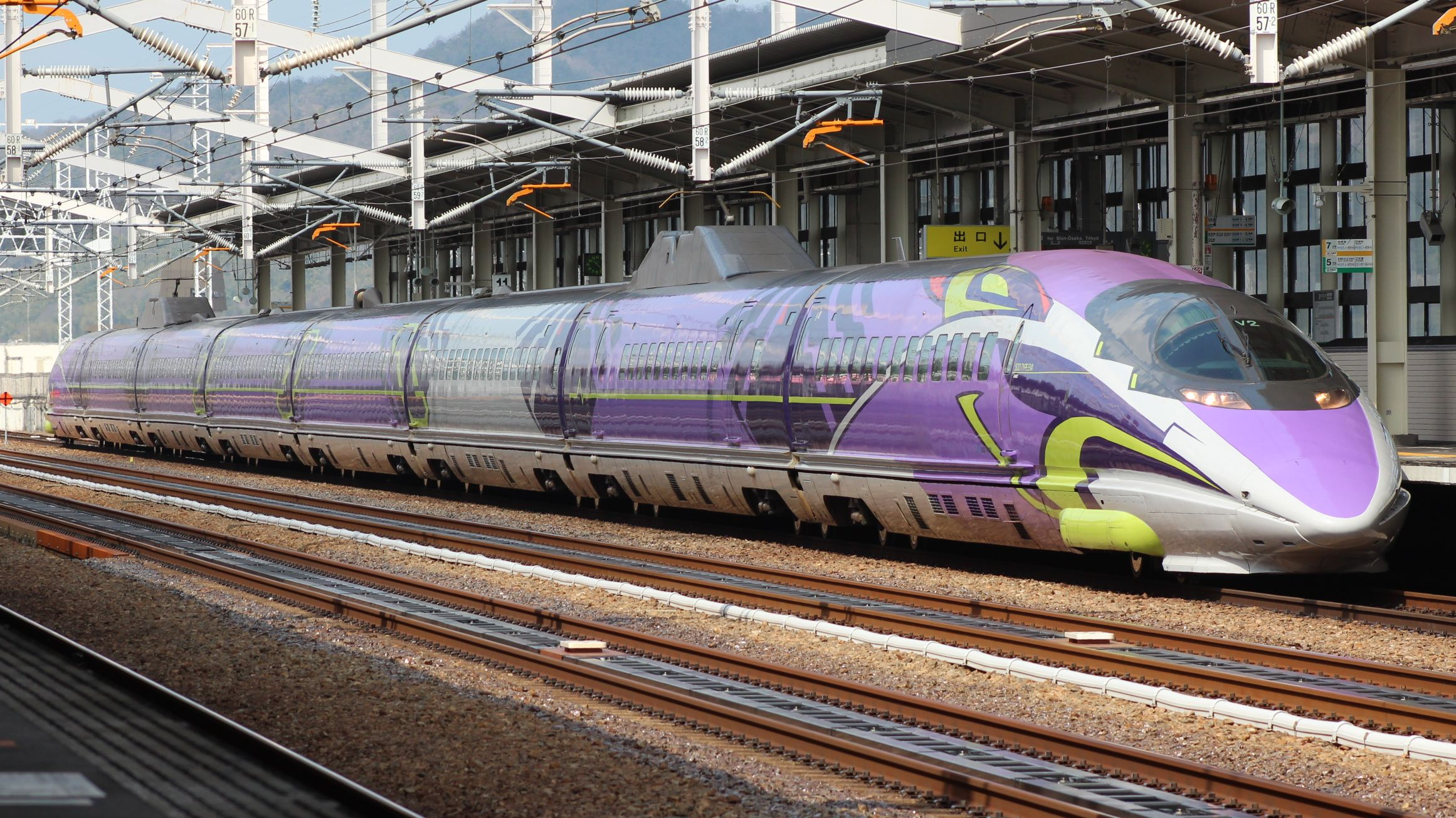
V2편성 신세기 에반게리온호 열차 전경

2015년 11월 7일부터 서일본 여객철도(이하 JR서일본)는 하루 1왕복으로 에반게리온 디자인으로 장식한 500 type EVA 차량을 운행중이다. 이 열차는 산요 신칸센 개통 40주년과 신세기 에반게리온 출시 20주년을 맞이해서 기획한 열차로 당초 2017년에 운행이 종료될 예정이었으나, 추가 연장 운행이 확정되었고 2018년 5월 13일에 운행을 종료했다.

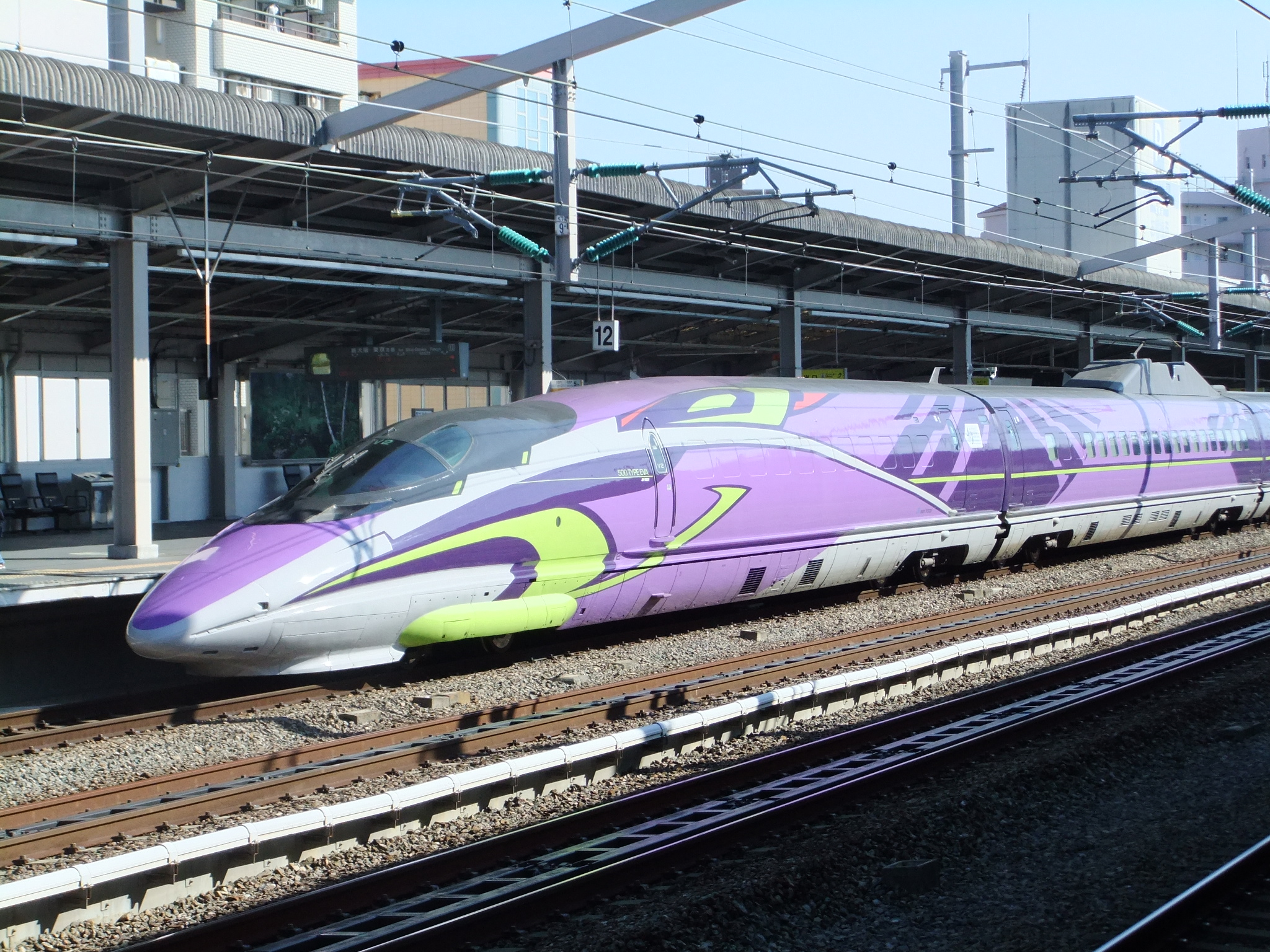
1호차 (521형 7002번대)
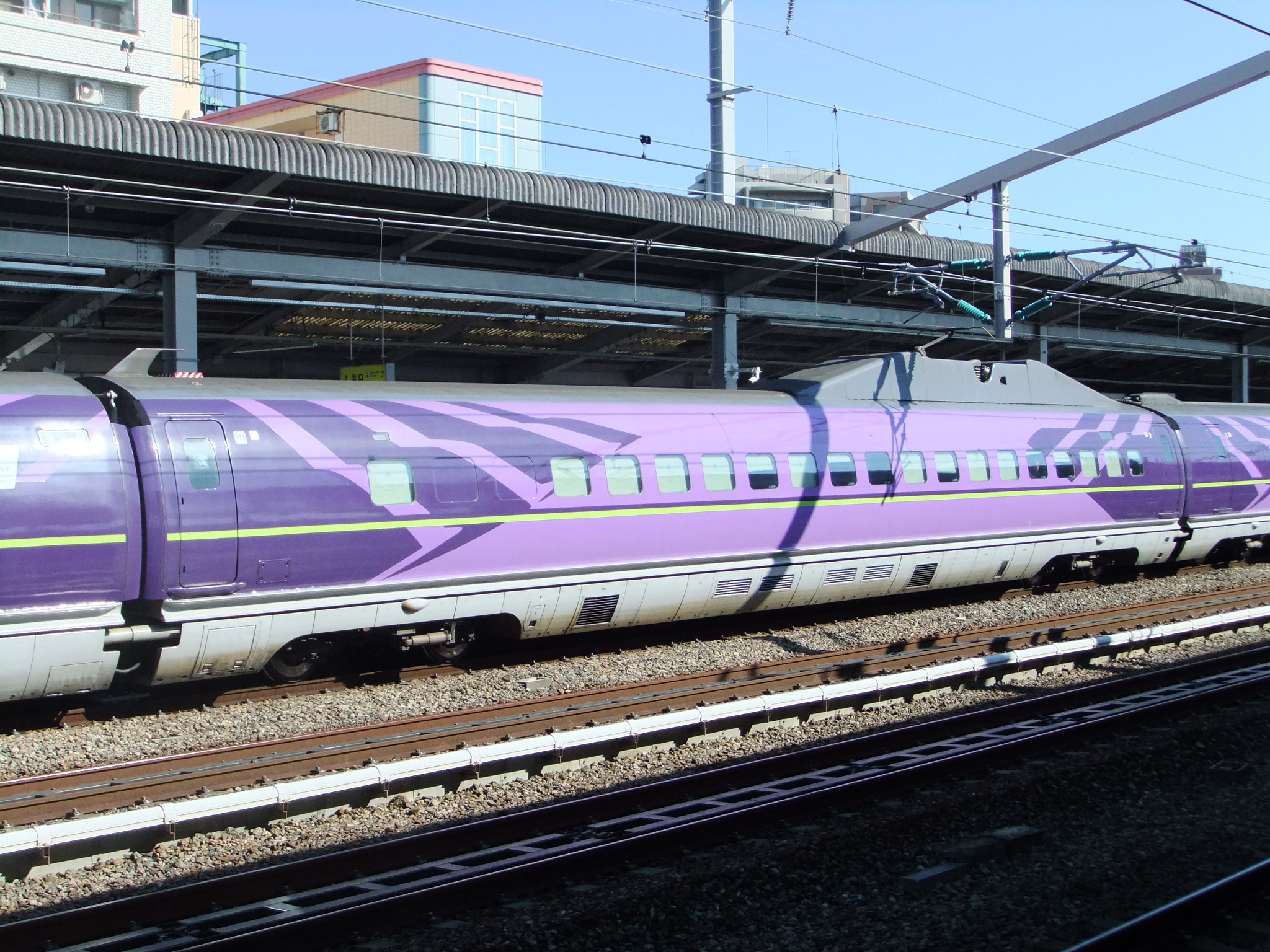
2호차 (526형 7004번대)
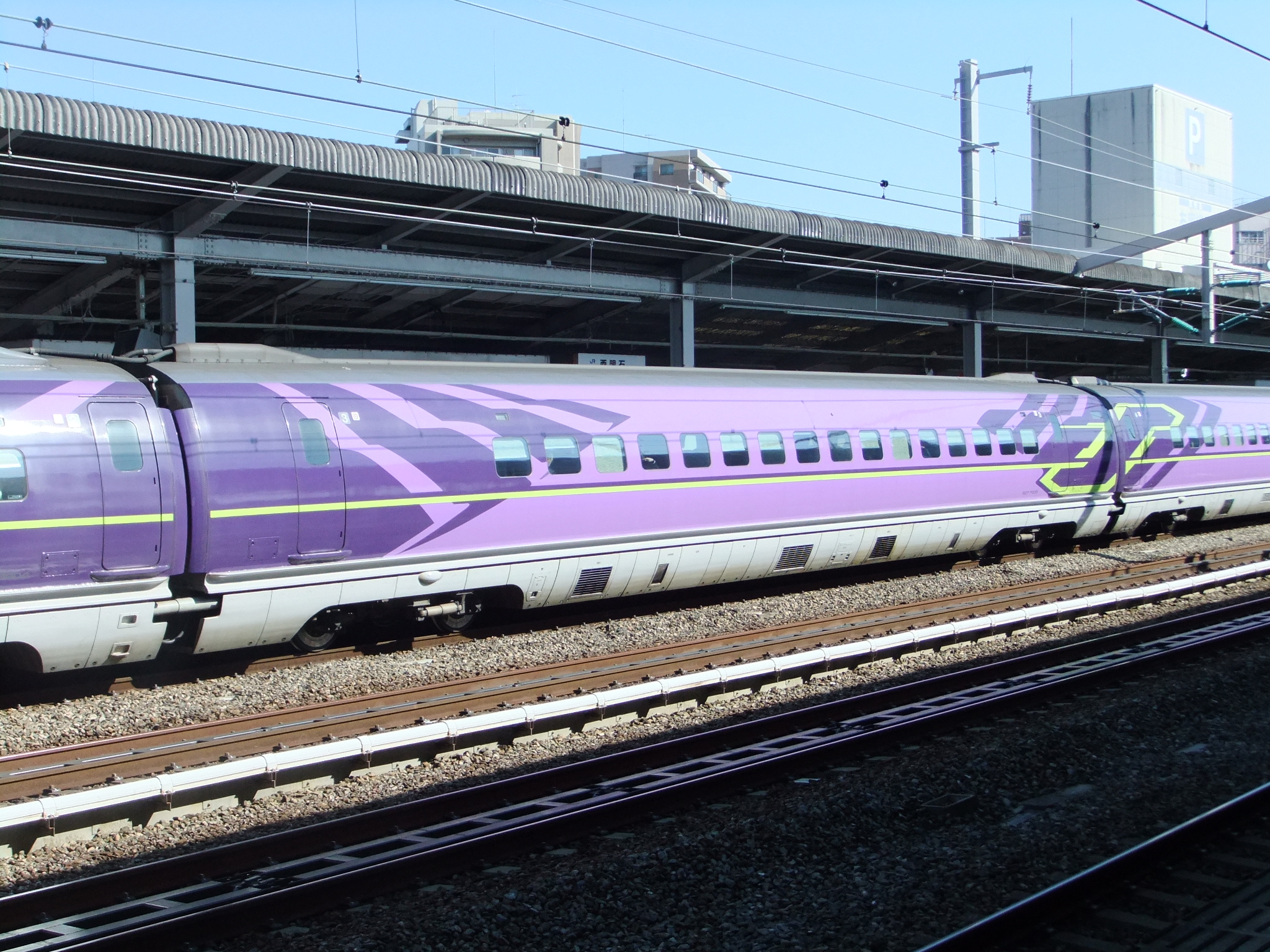
3호차 (527형 7003번대)
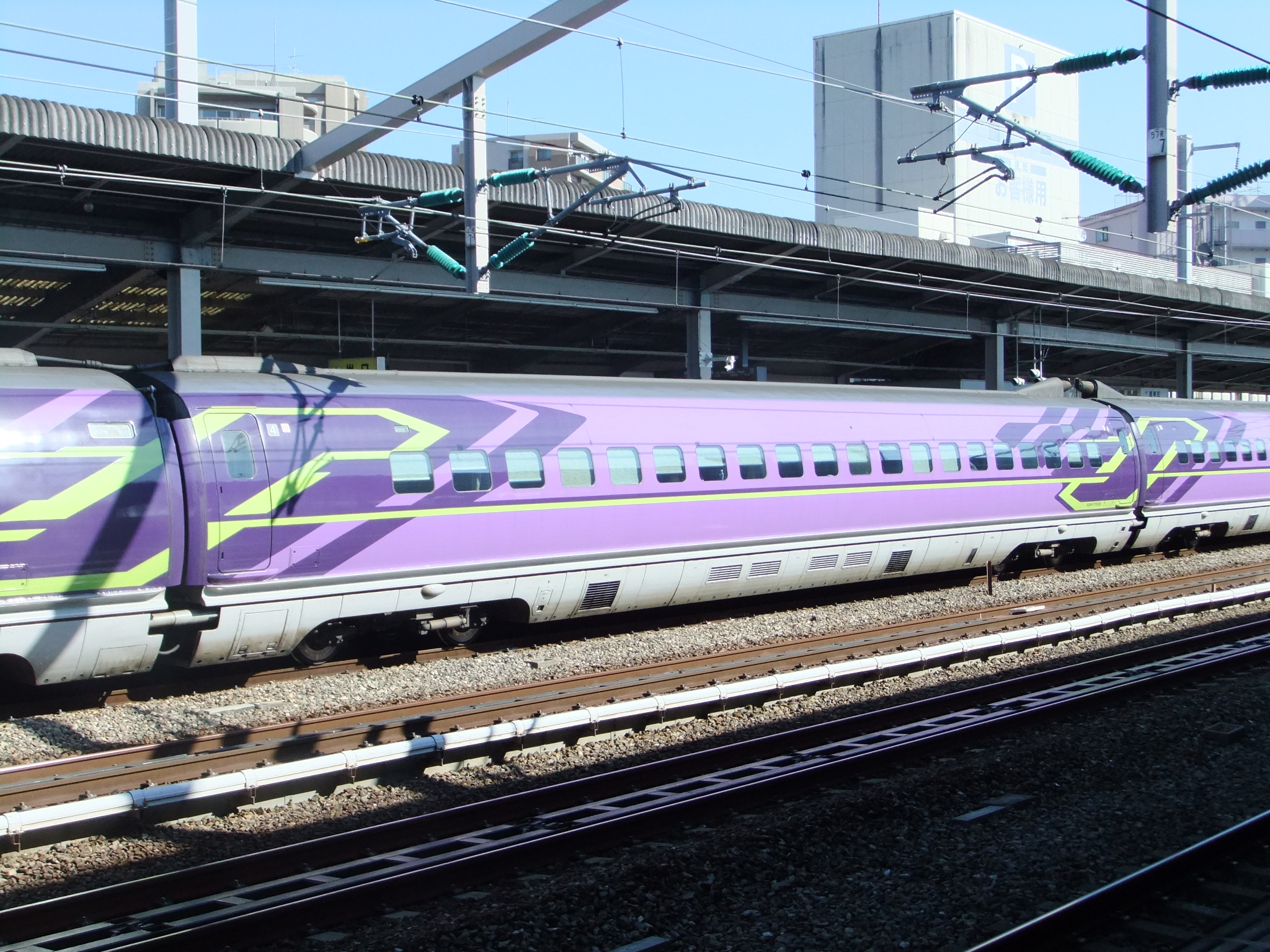
4호차 (528형 7002번대)
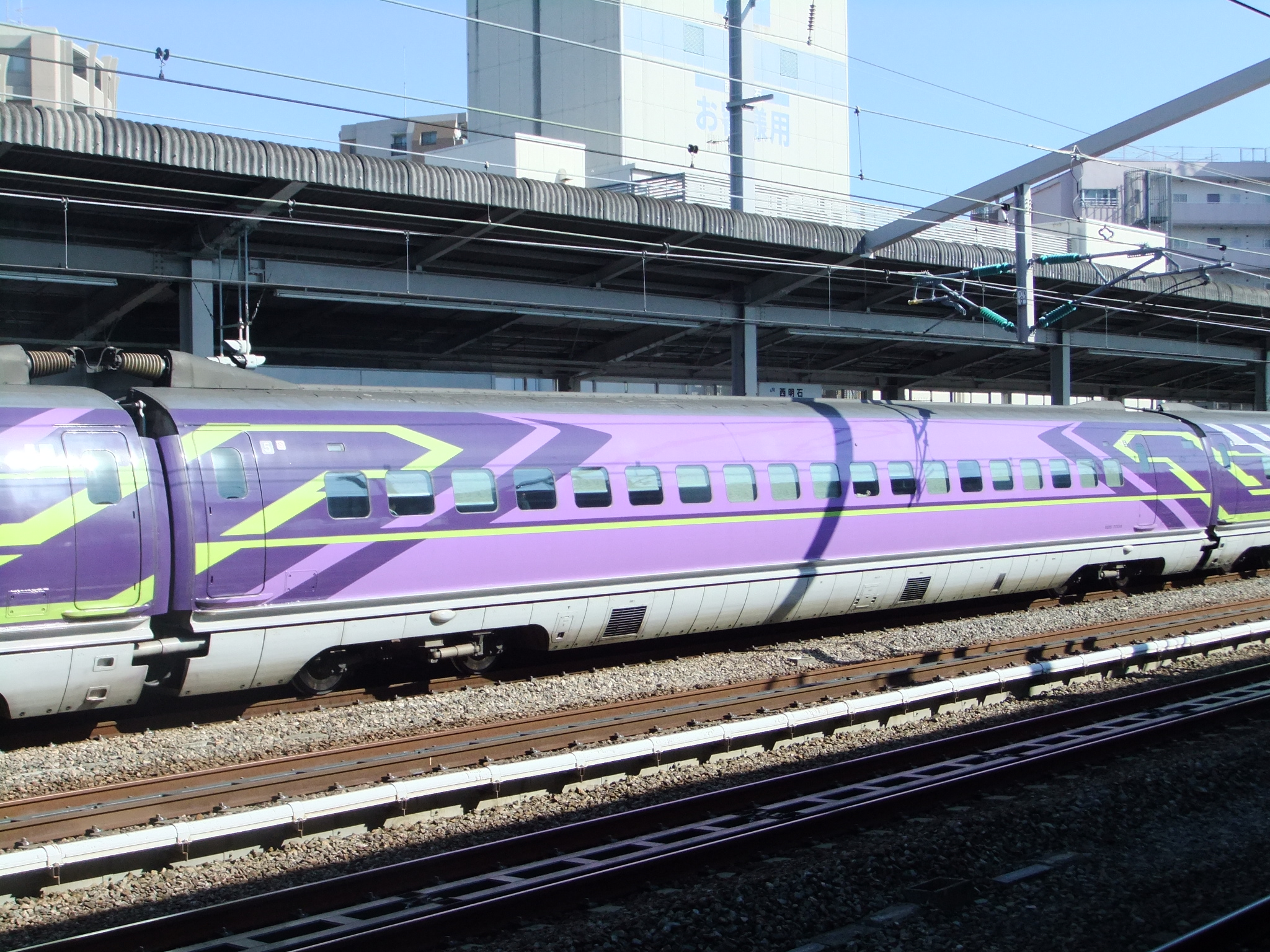
5호차 (525형 7004번대)
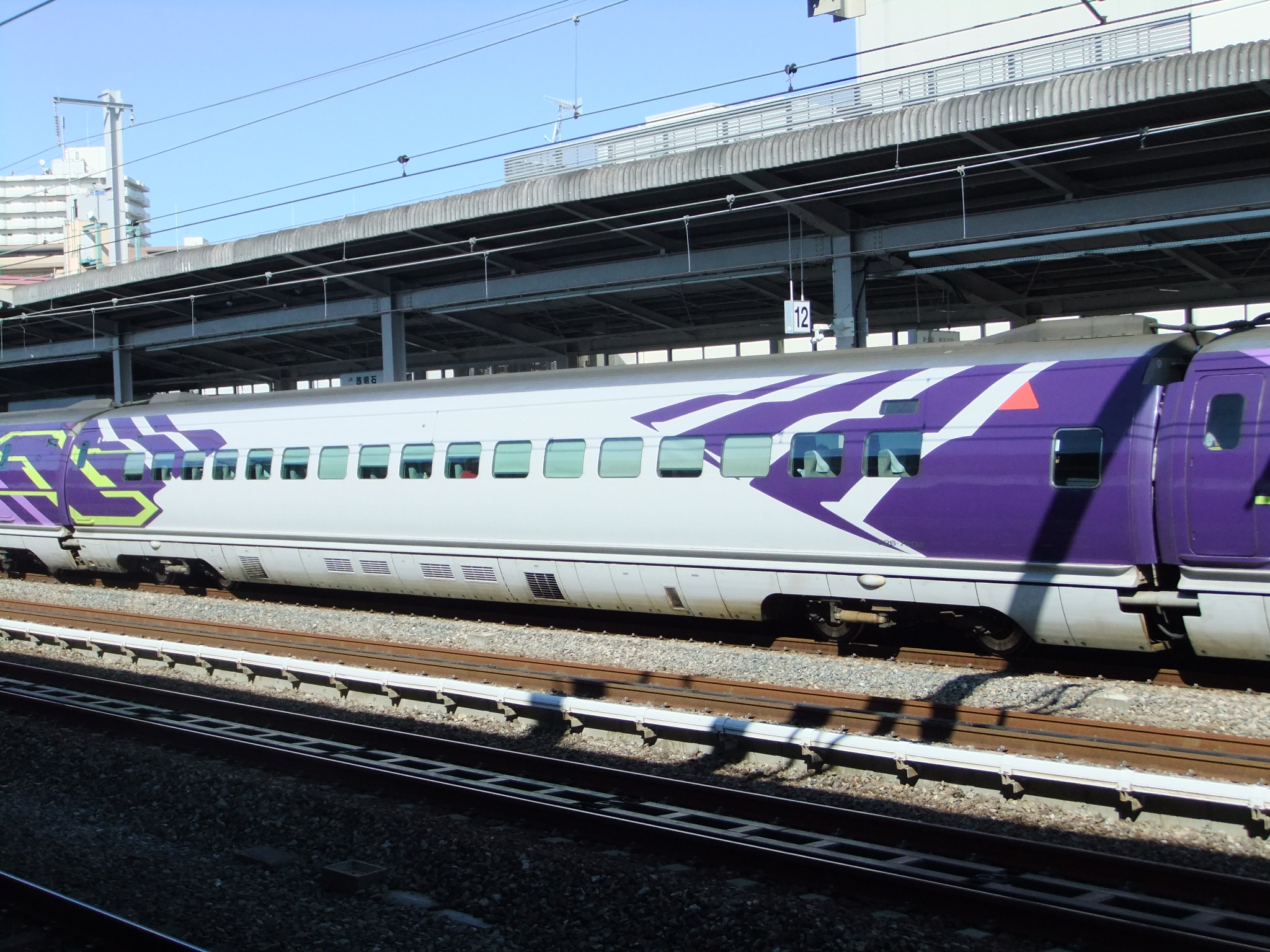
6호차 (526형 7202번대)
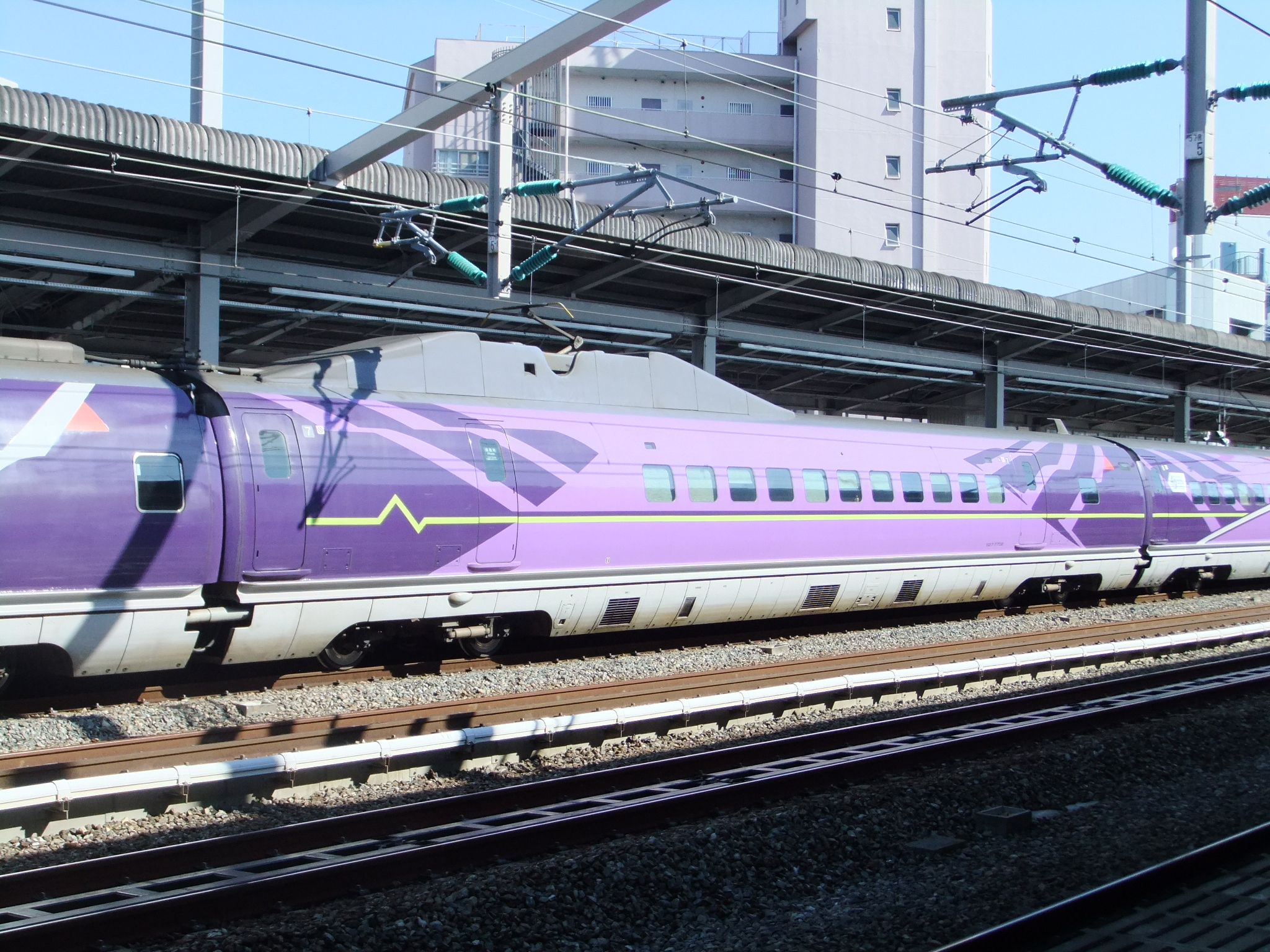
7호차 (527형 7702번대)
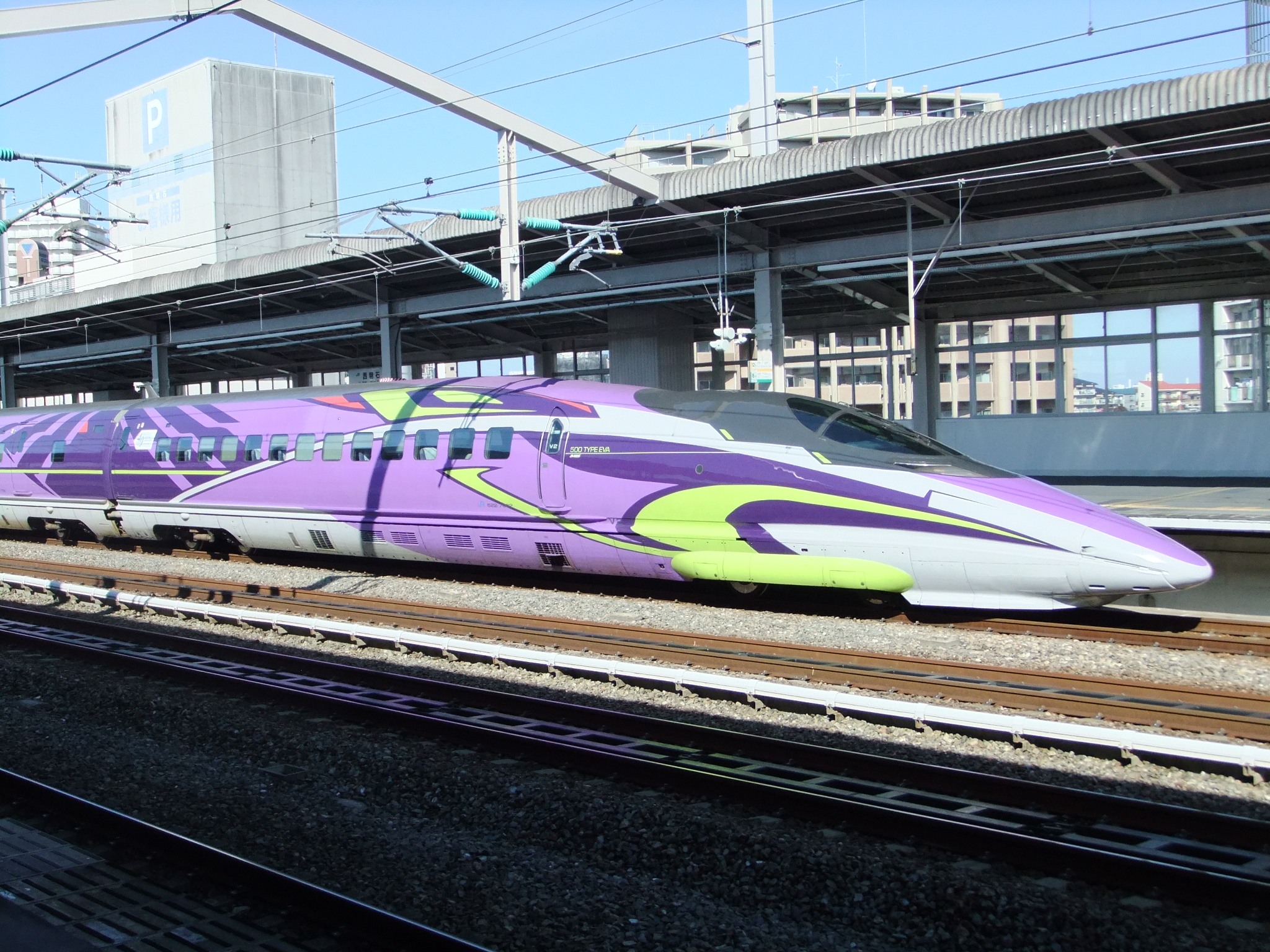
8호차 (522형 7002번대)

좌석

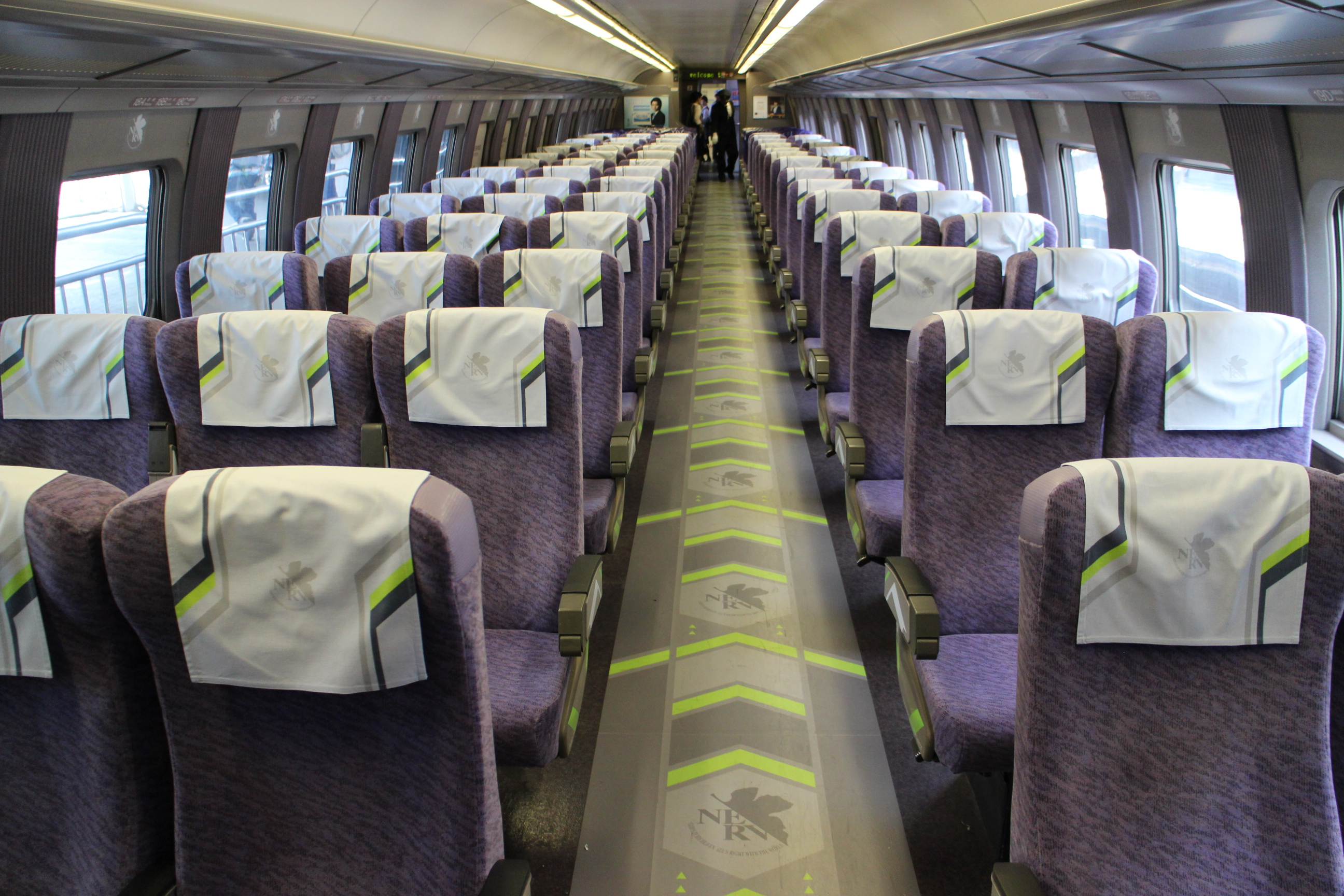
에반게리온호 자유석
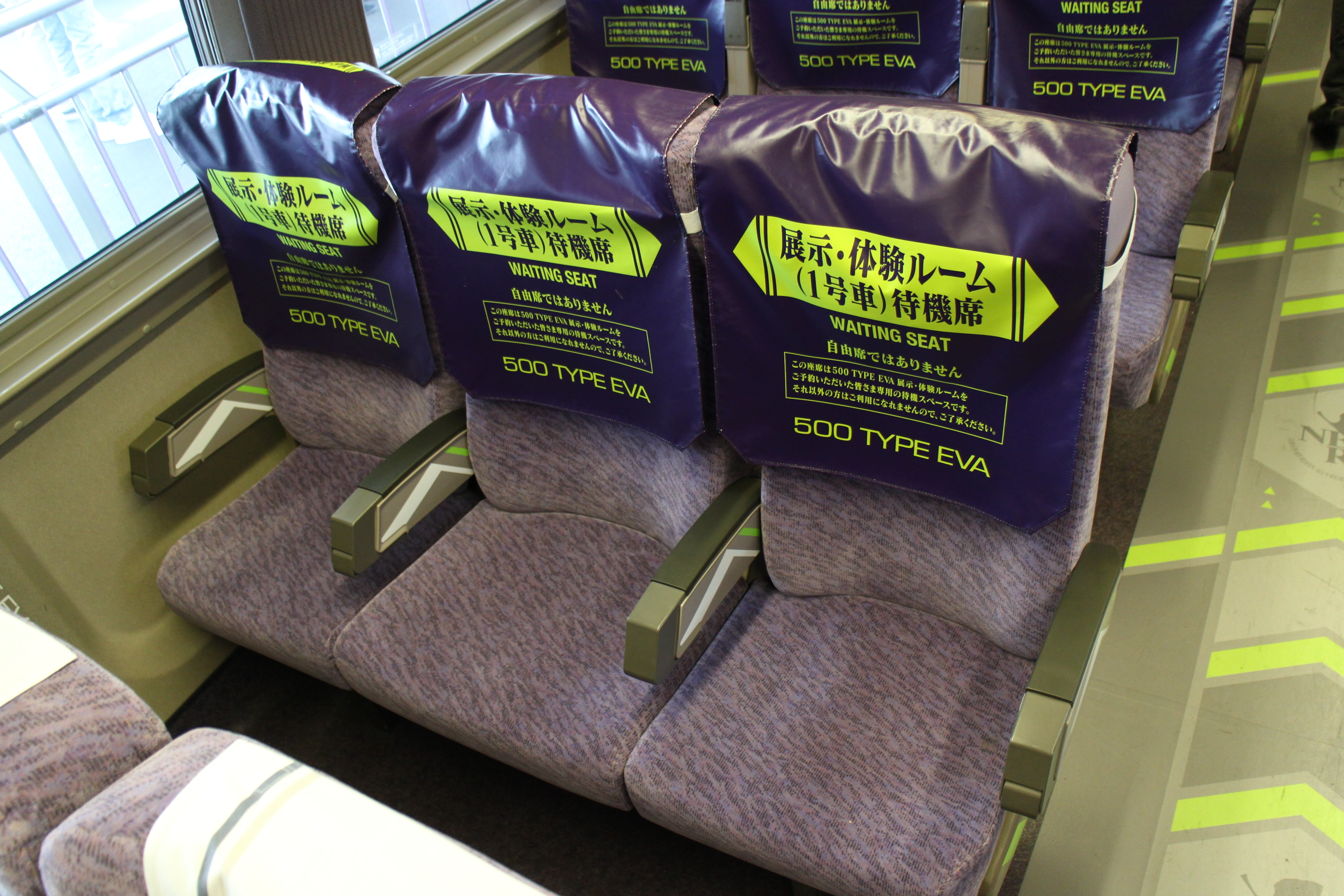
에반게리온호 좌석
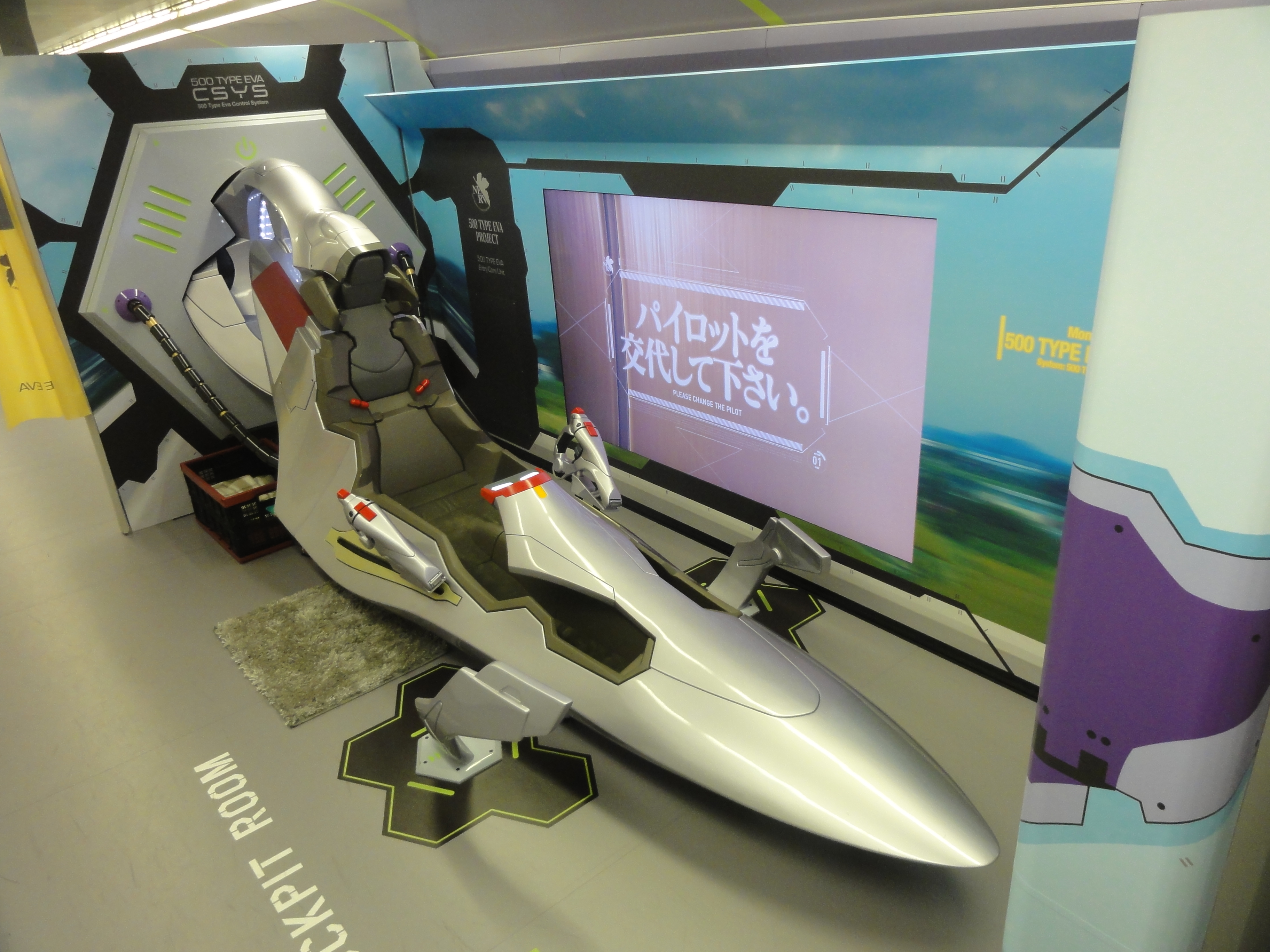
에반게리온호 조종석 모형

### 헬로 키티열차

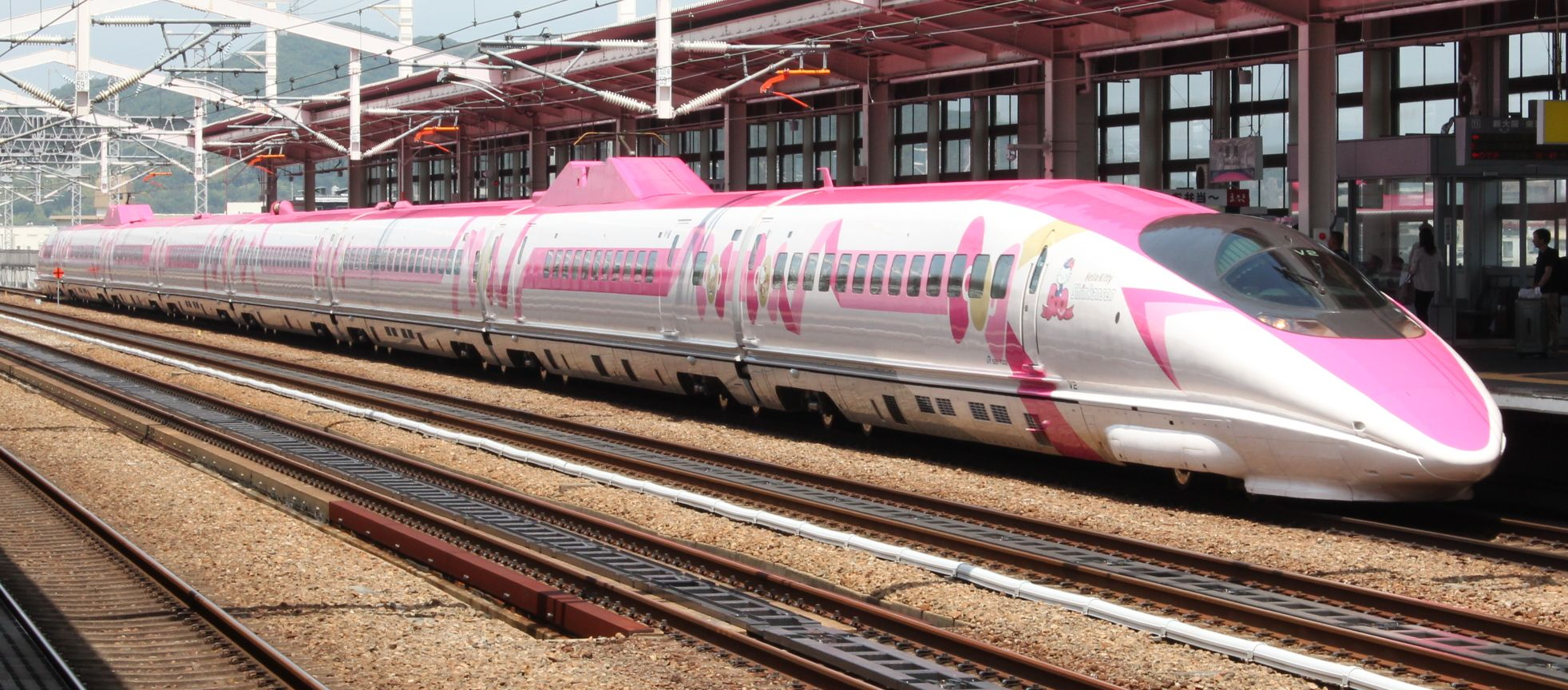
V2편성 헬로 키티호 열차 전경

2018년 3월, 서일본여객철도(이하 JR서일본)는 서일본 지역 활성화를 목표로 추진하는 테마 열차로 같은 해 6월 30일부터 운행을 시작했다.

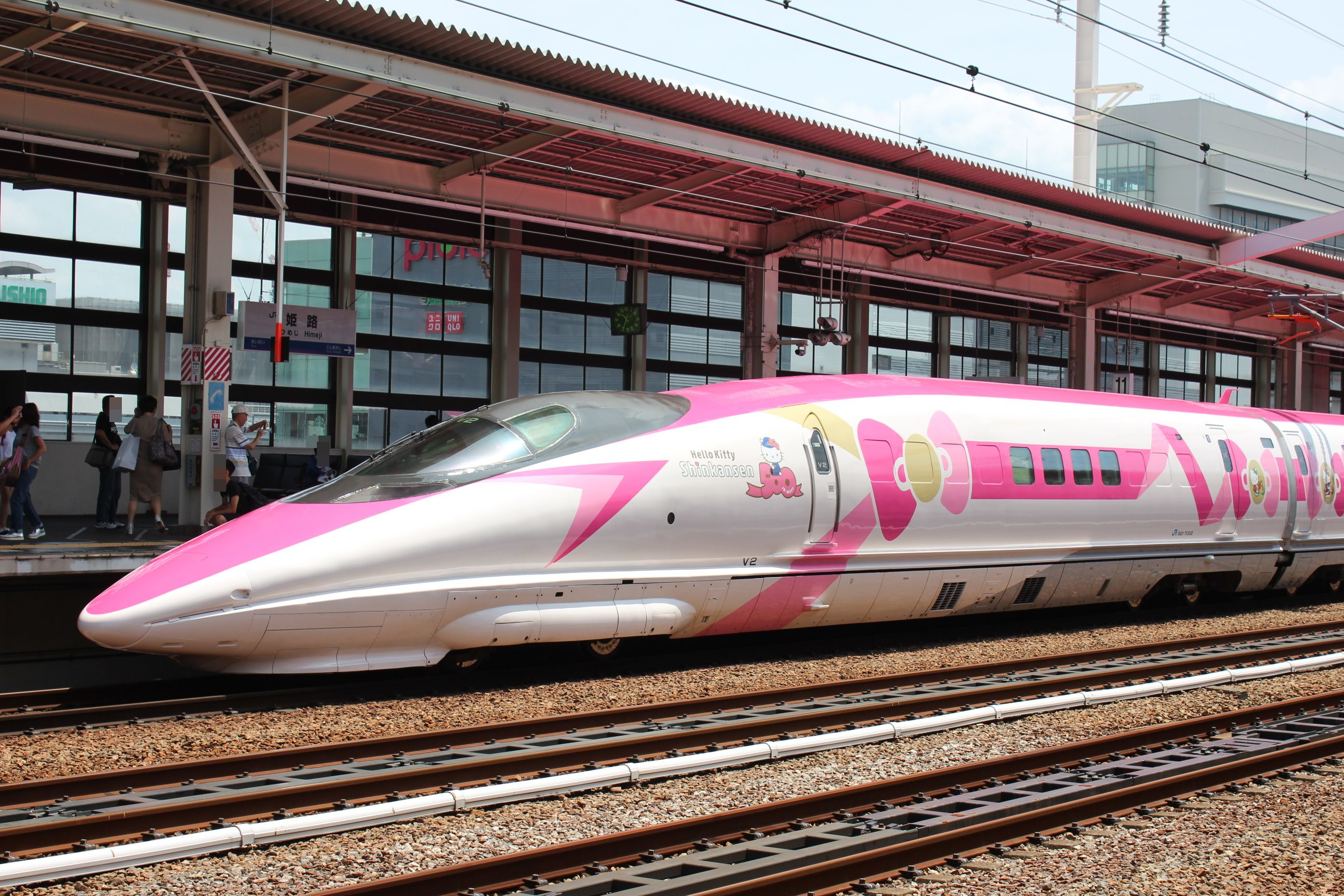
1호차 (521형 7002번대)
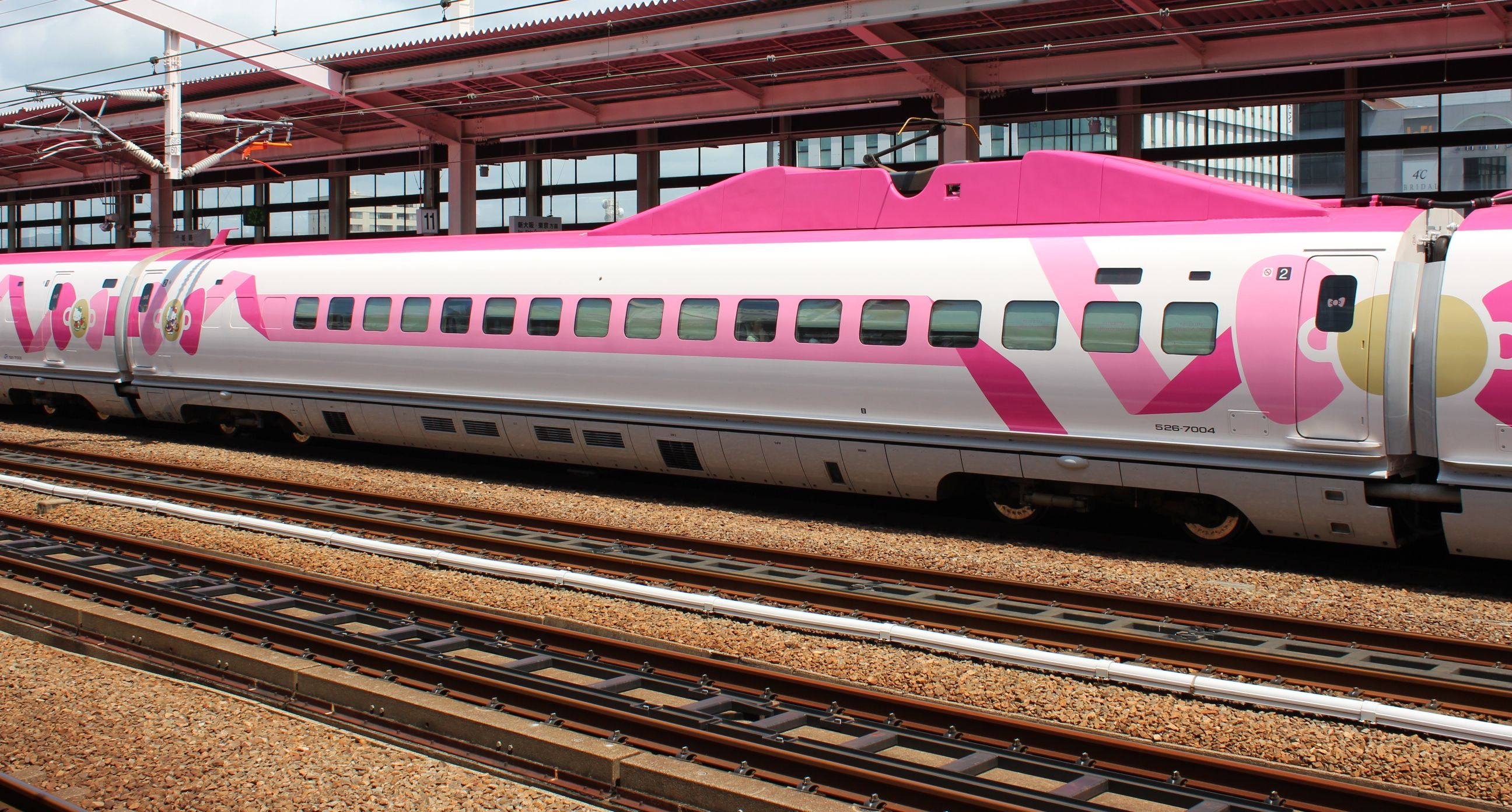
2호차 (526형 7004번대)
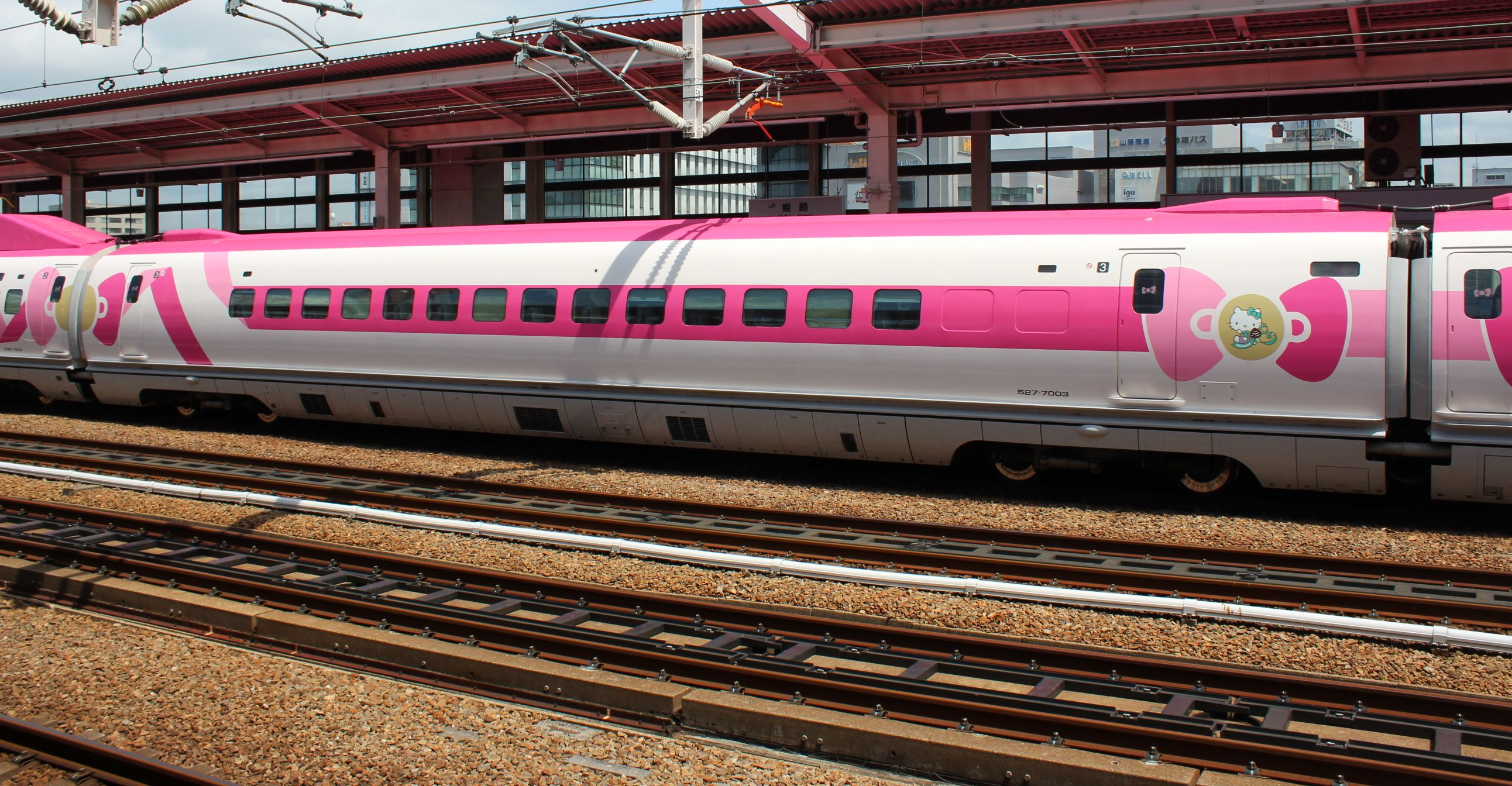
3호차 (527형 7003번대)
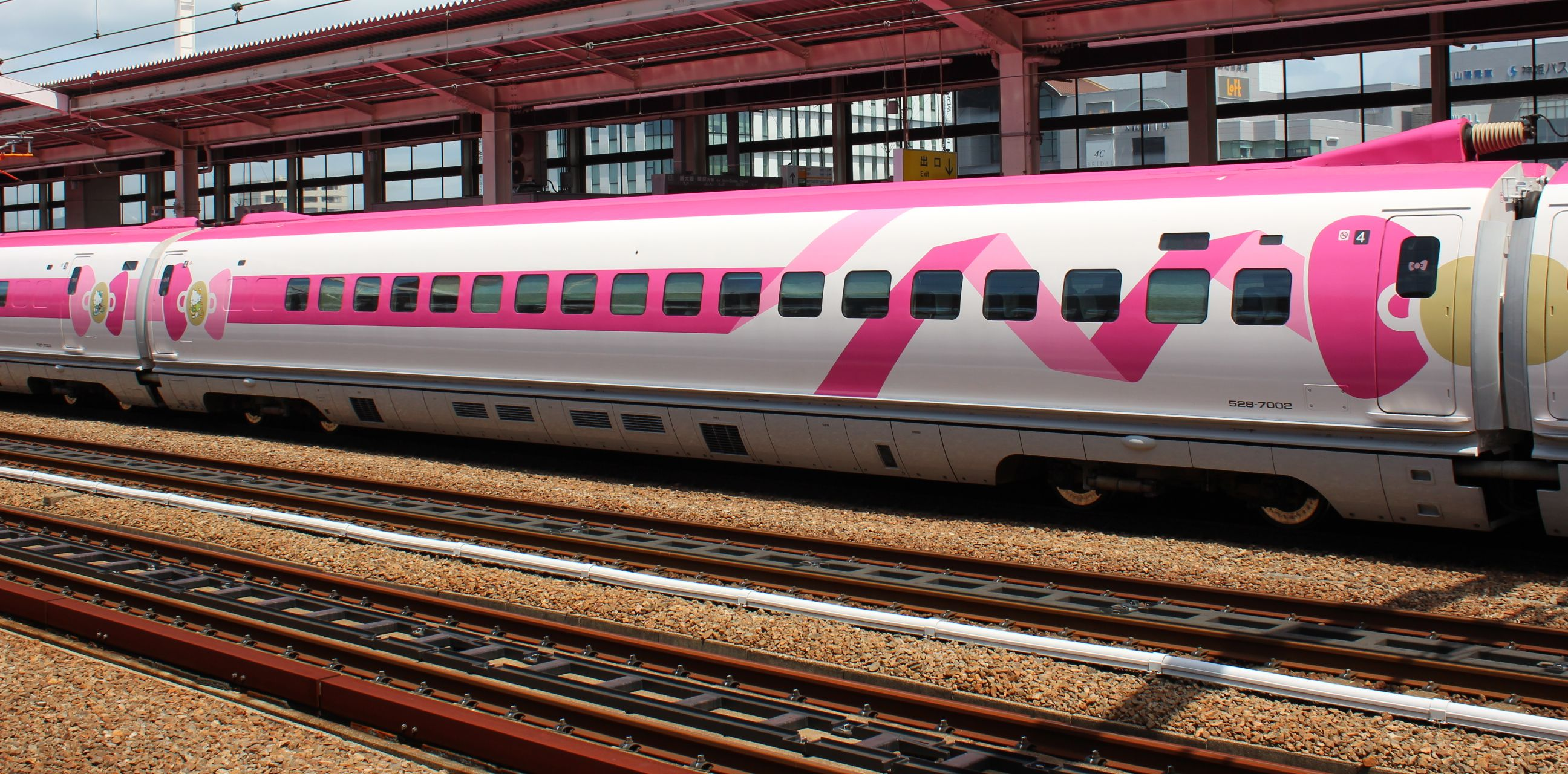
4호차 (528형 7002번대)
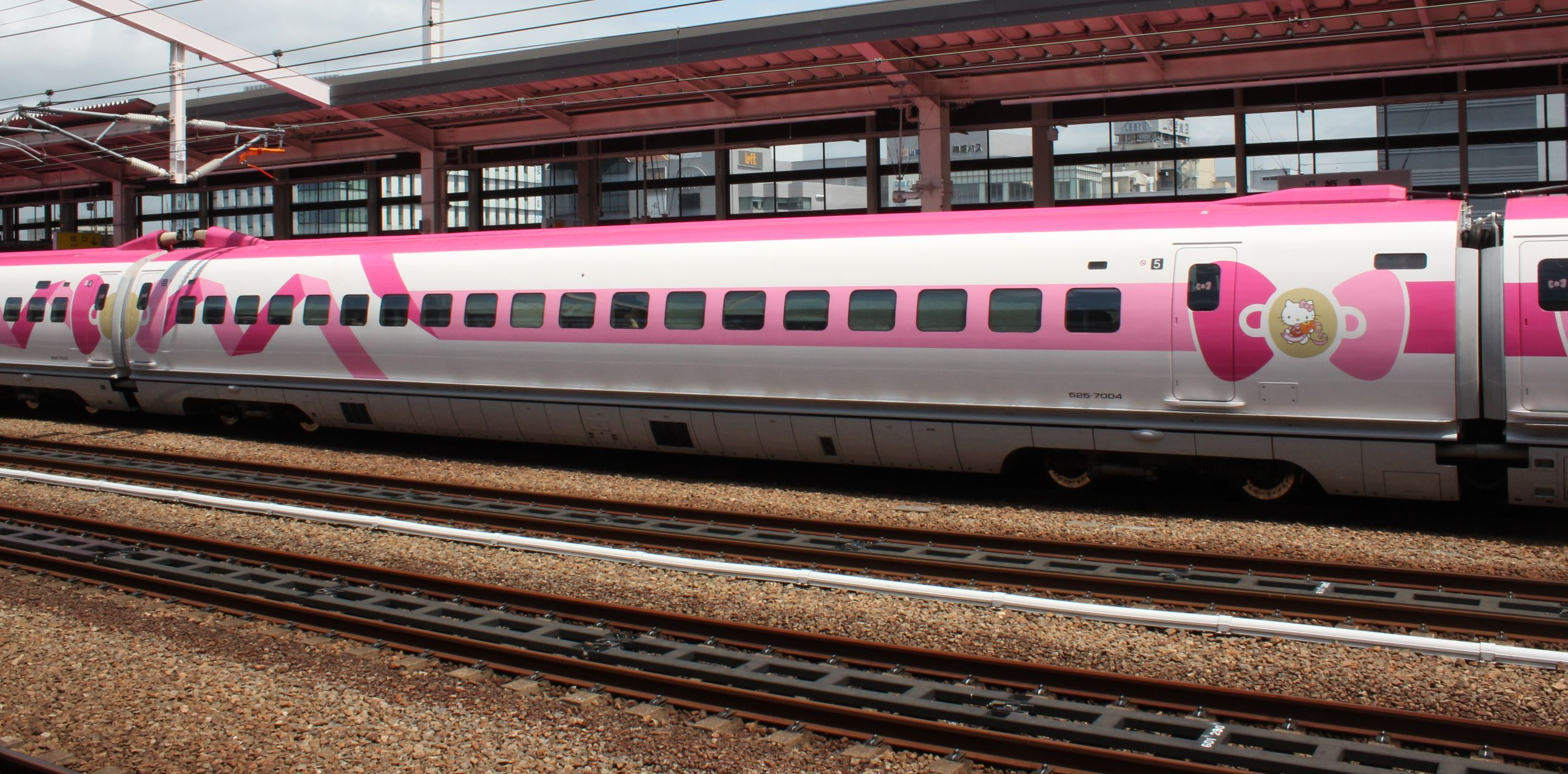
5호차 (525형 7004번대)
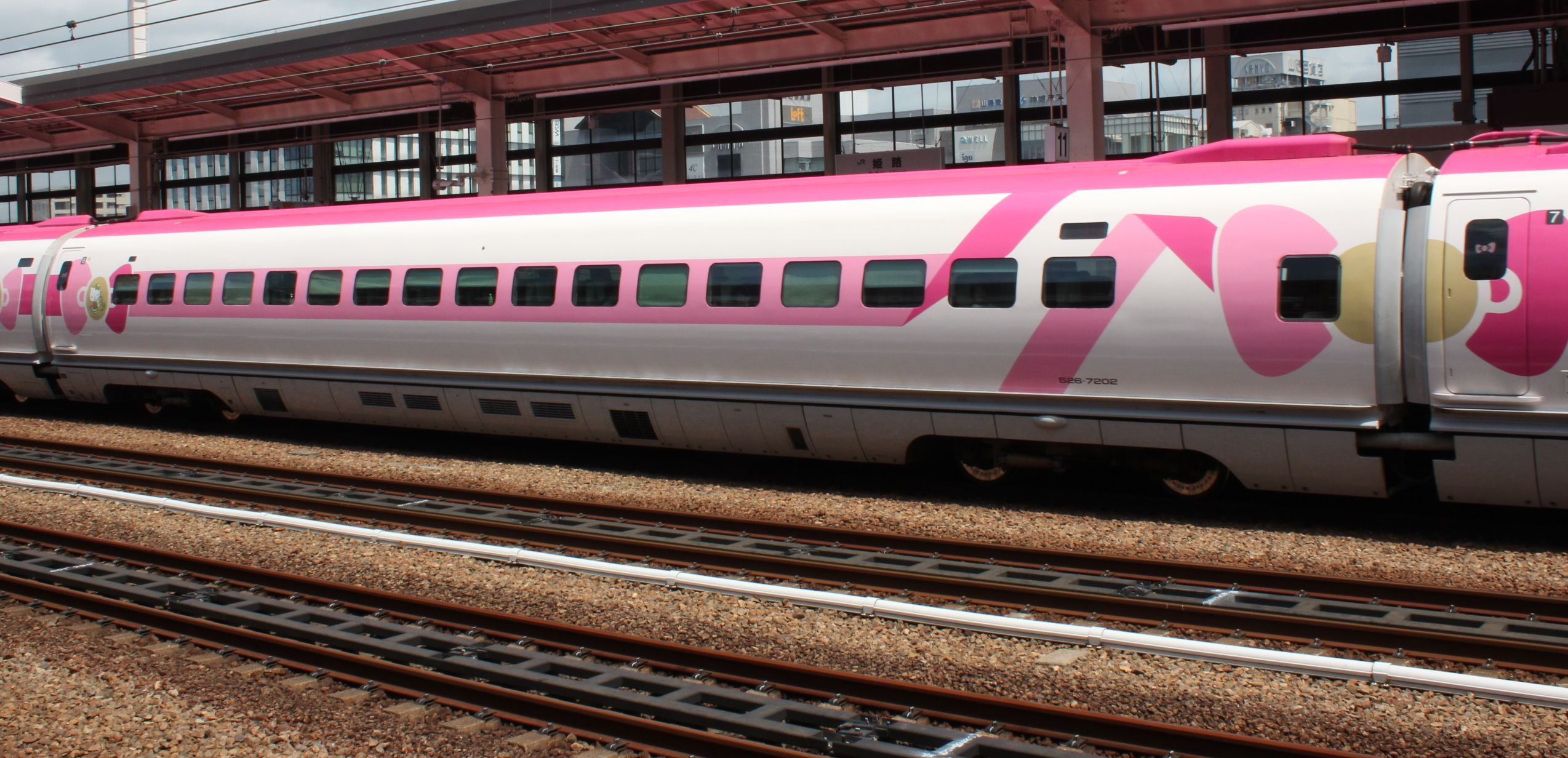
6호차 (526형 7202번대)
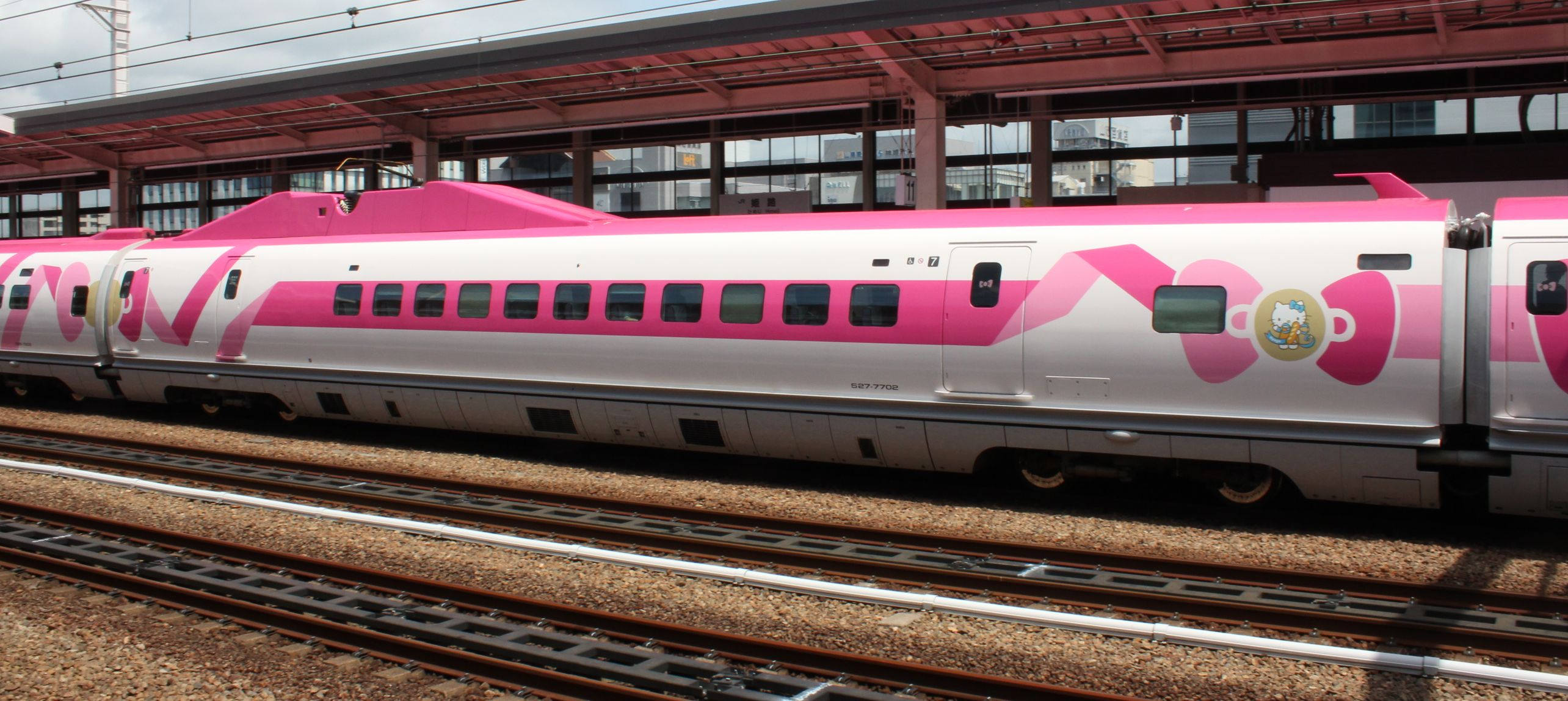
7호차 (527형 7702번대)
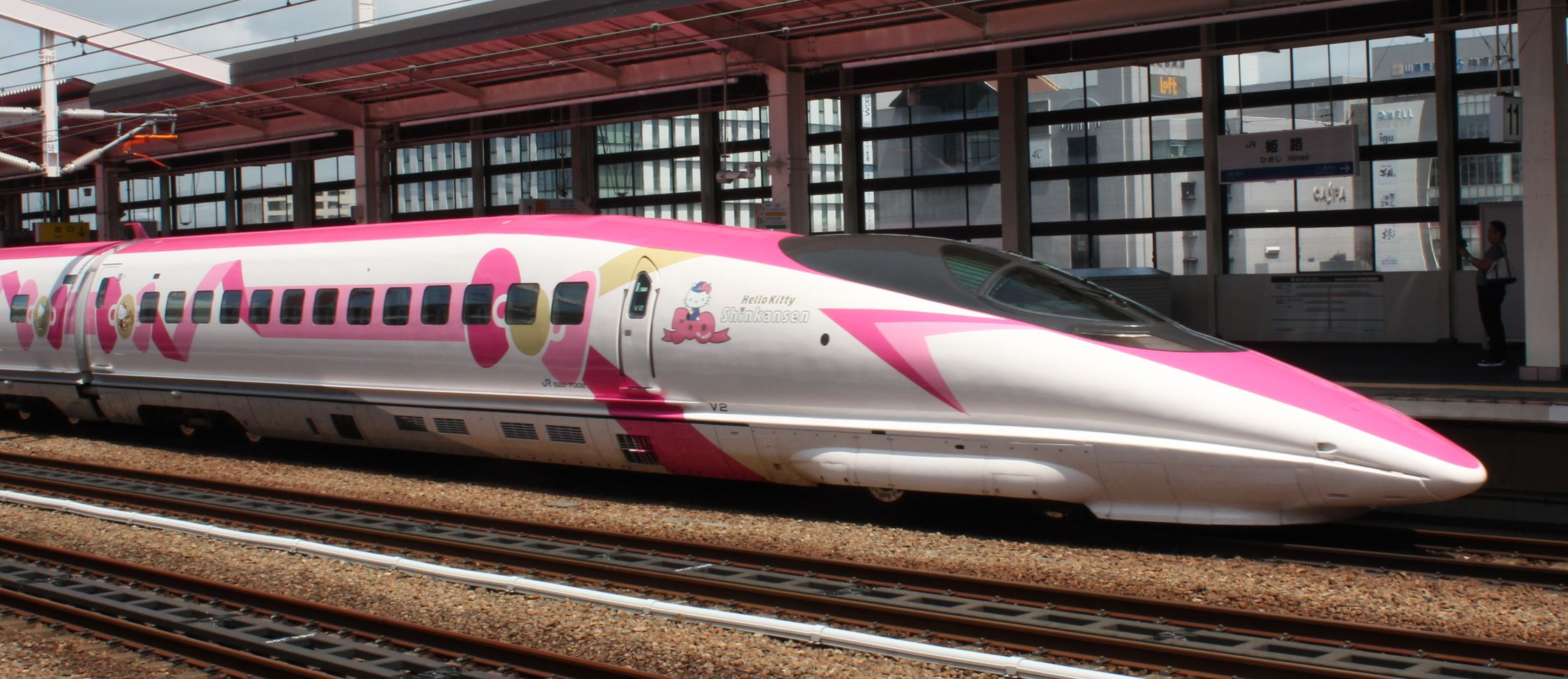
8호차 (522형 7002번대)

좌석

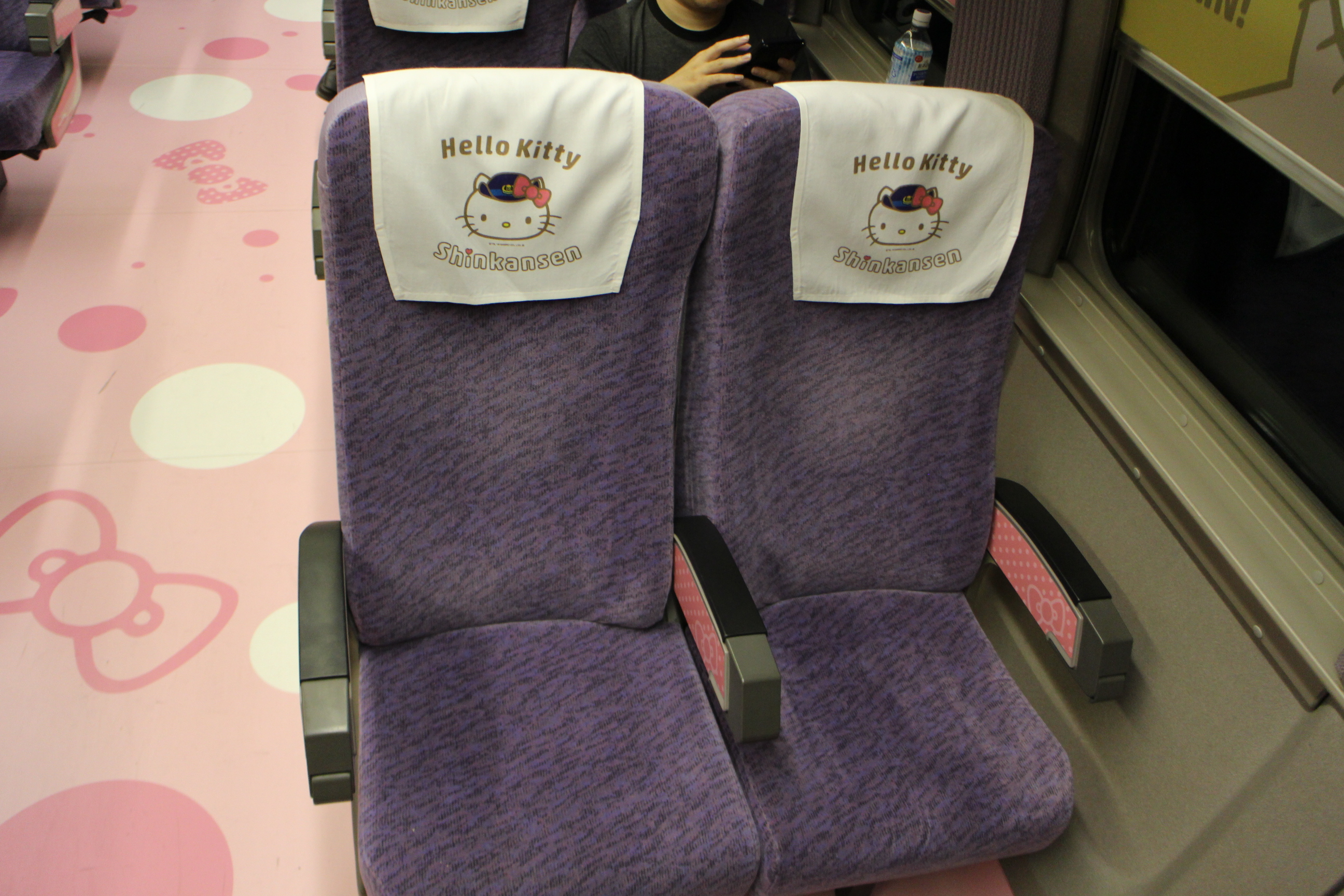
헬로 키티호 좌석

## 보존 및 전시 차량
- 521-1(W1편성 1호차)
2016년 4월에 개장된 교토 철도 박물관에서 전시하고 있다.[34]

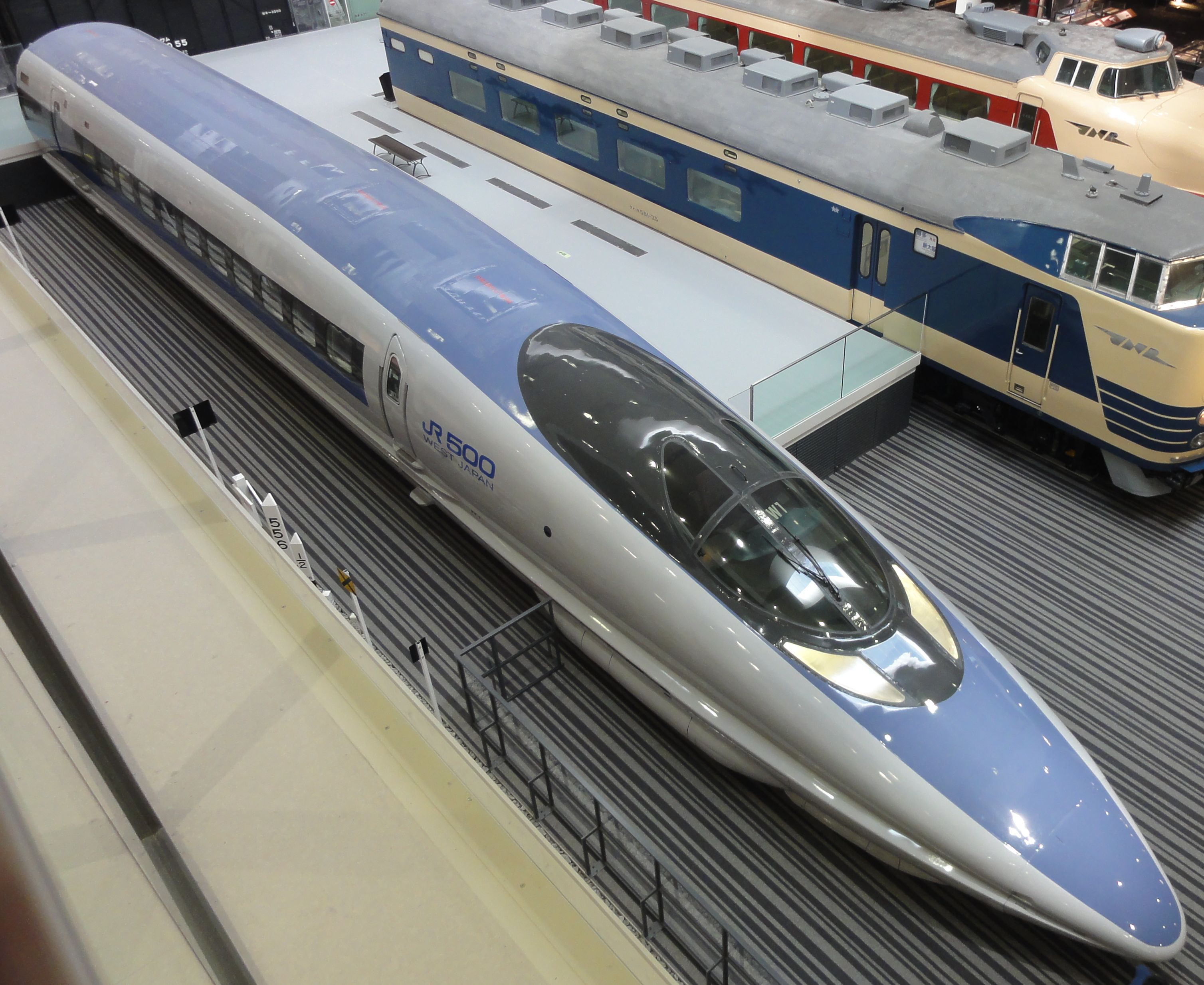
선행양산차량 W1편성

## 참고 사항
1. ↑  1호차부터 6호차까지 생산되었다.
2. ↑  7호차부터 8호차까지 생산되었다.
3. ↑  11호차부터 12호차까지 생산되었다.
4. ↑  9호차와 10호차를 비롯해 13호차부터 16호차까지 생산되었다.